# Generi di Salticidae

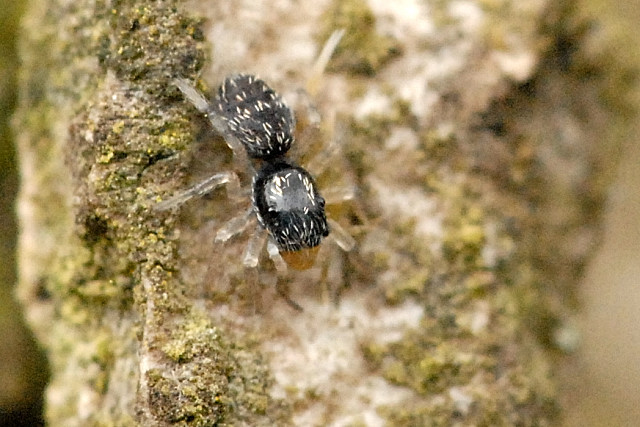
Neon reticulatus, visuale dorsale

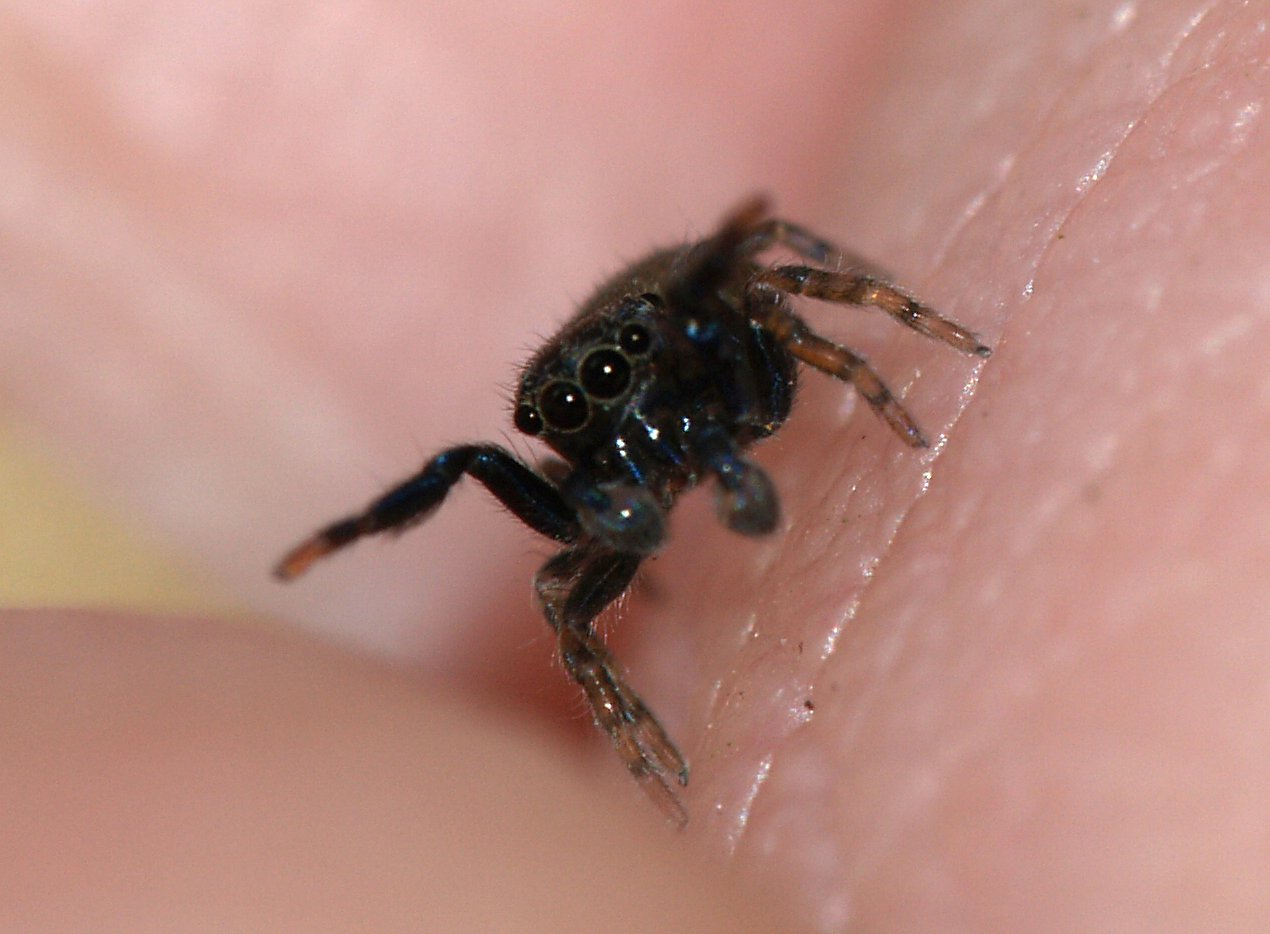
Neon valentulus, visuale frontale

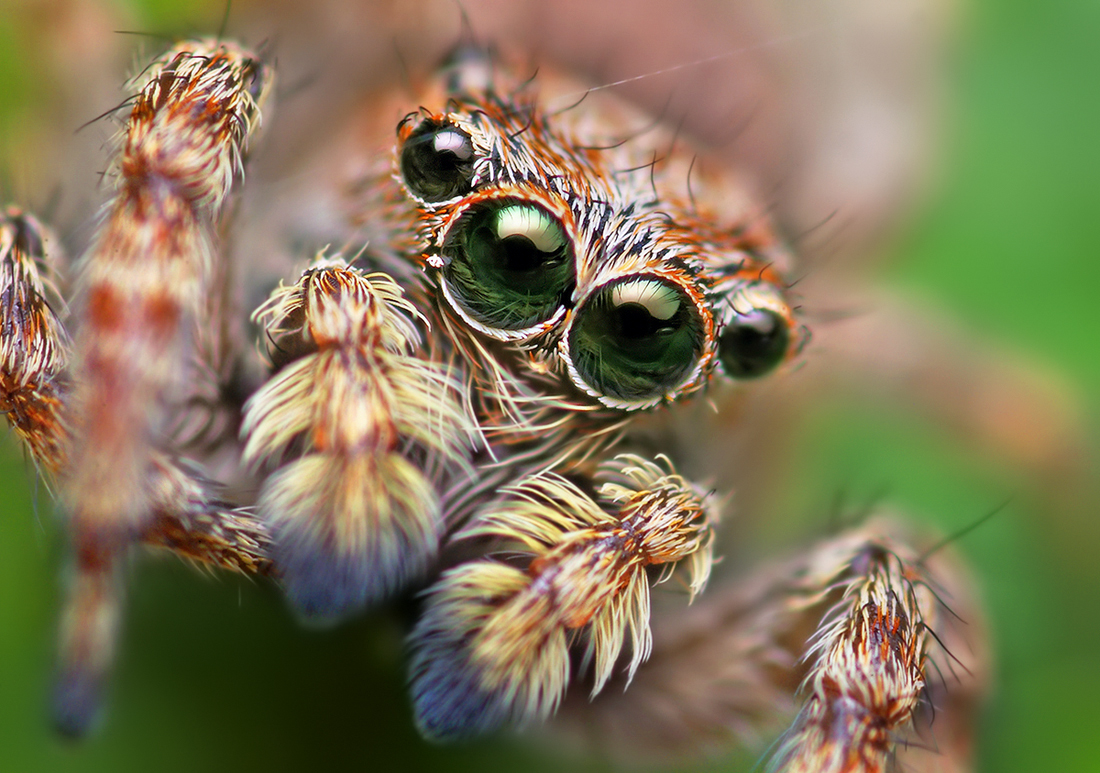
Sitticus fasciger, pattern oculare frontale

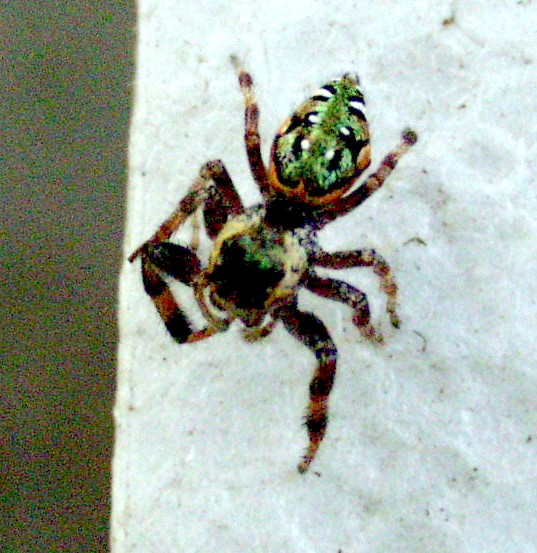
Paraphidippus aurantius

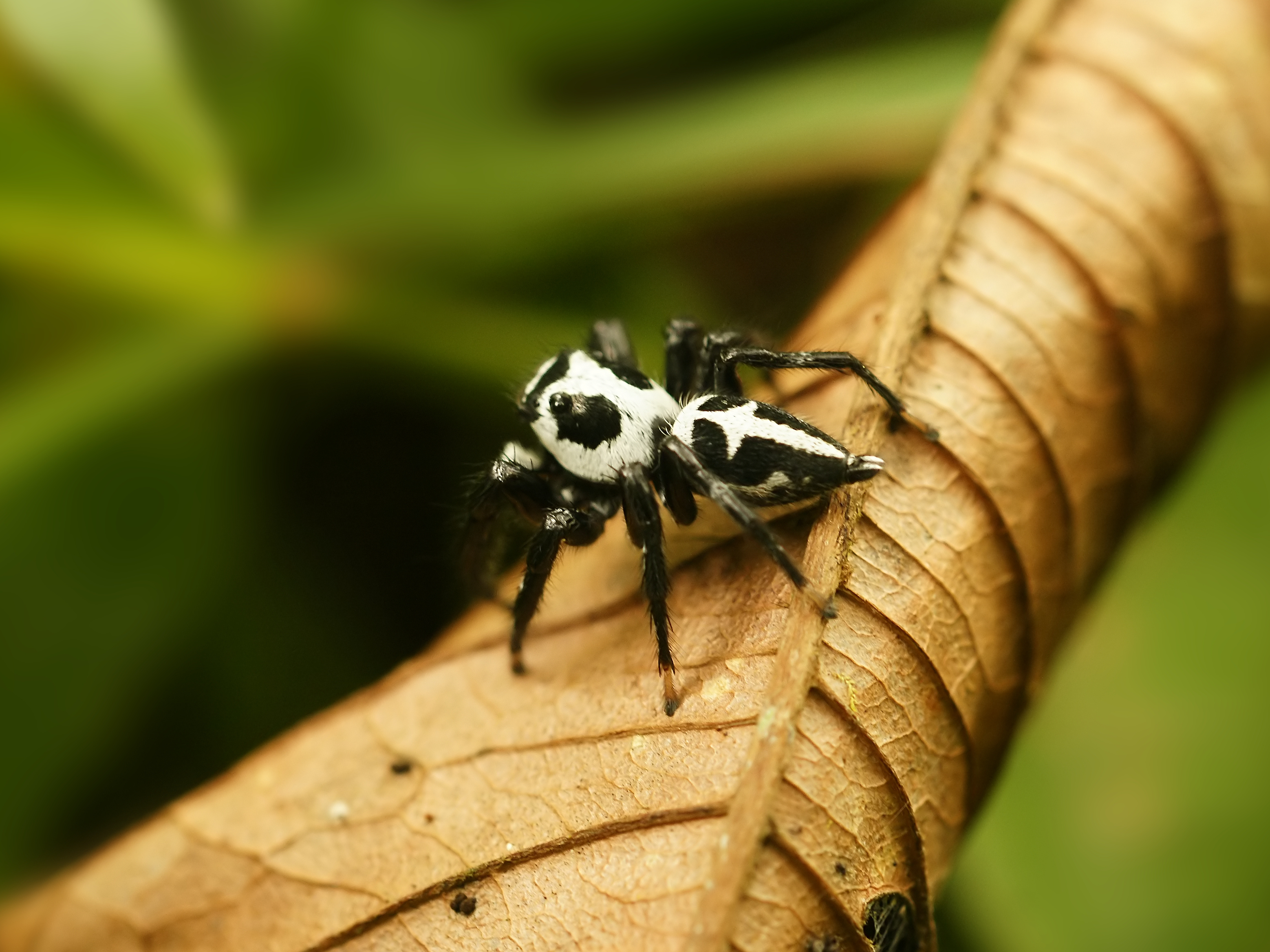
Phiale formosa

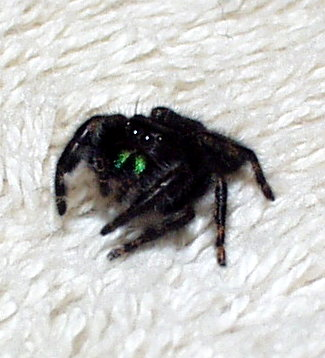
Phidippus audax, visuale frontale

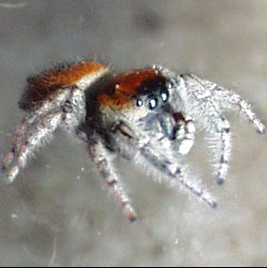
Phidippus whitmani

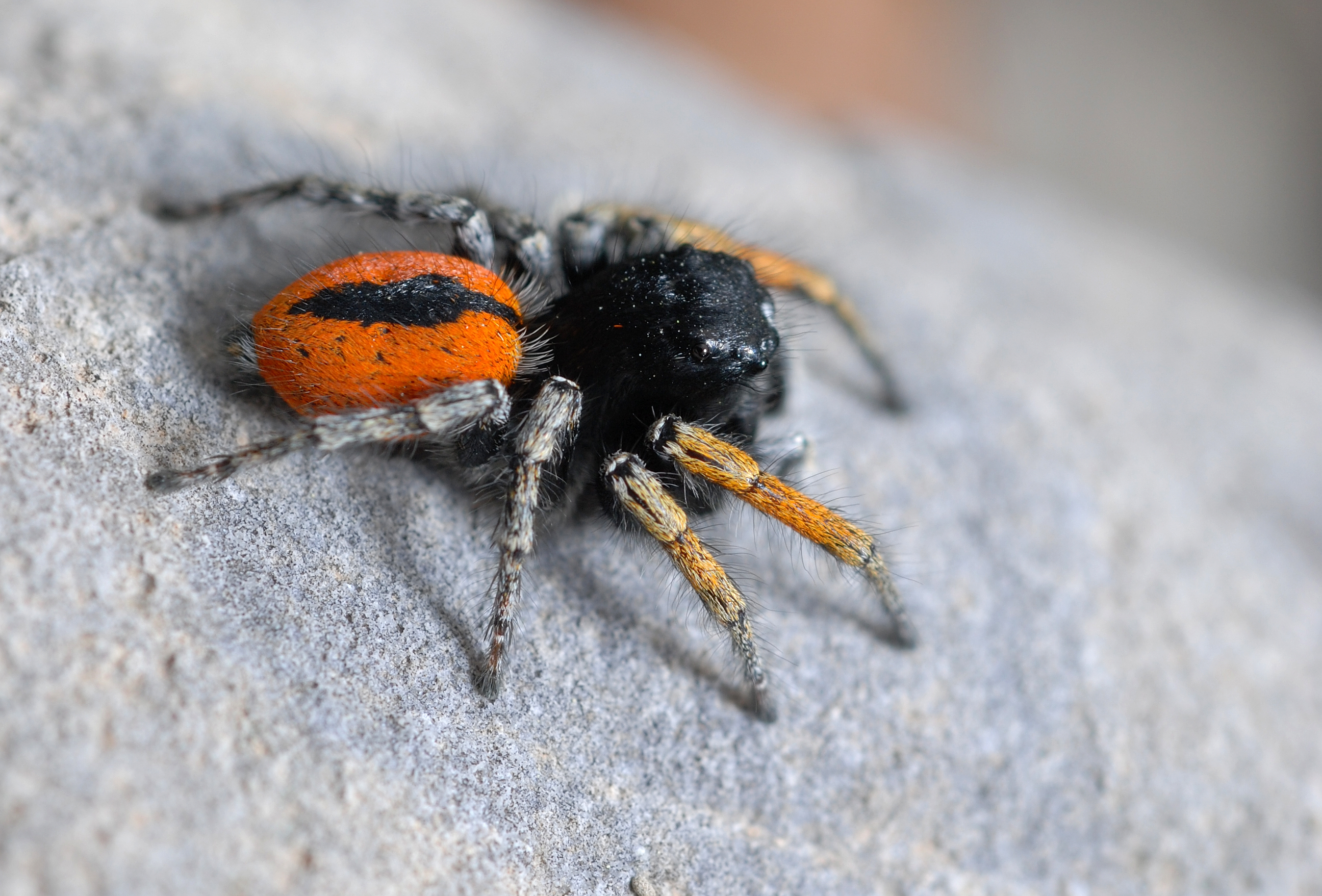
Philaeus chrysops

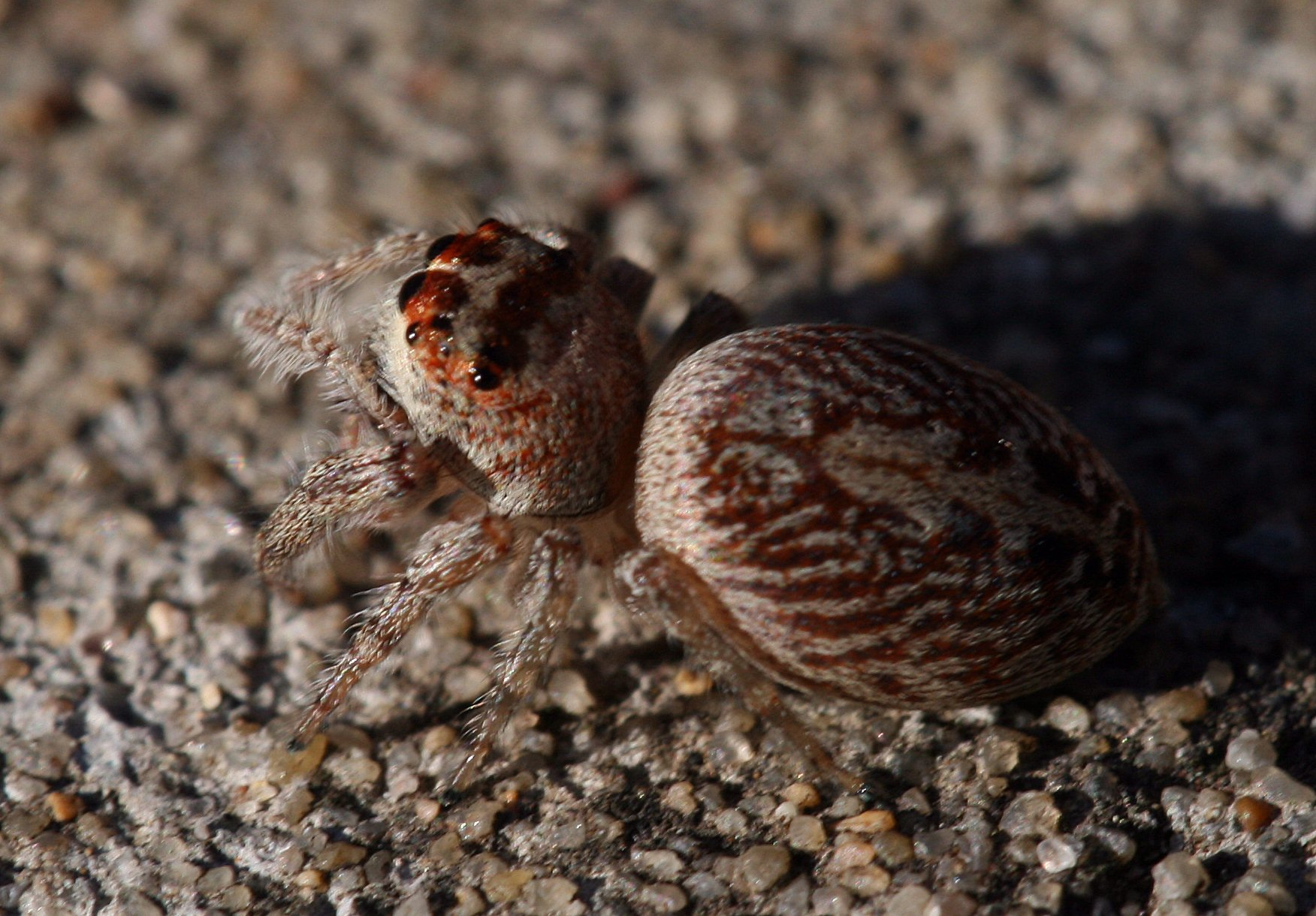
Opisthoncus sp.

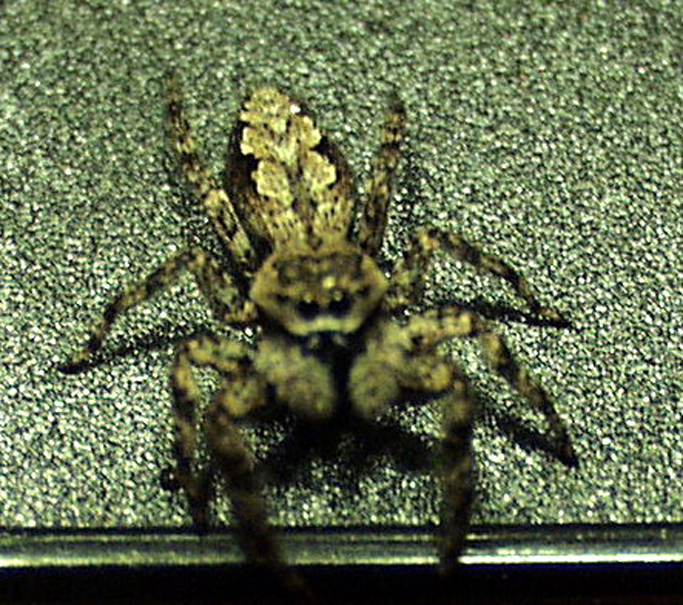
Platycryptus undatus

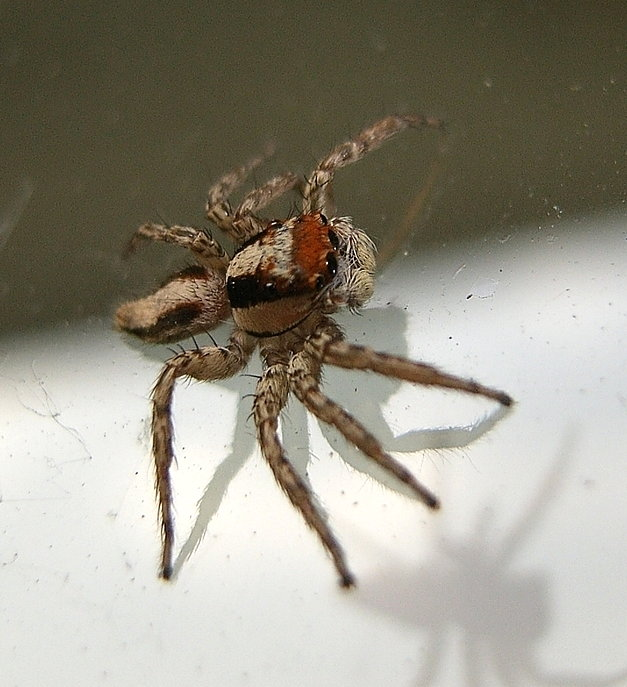
Plexippus setipes, maschio

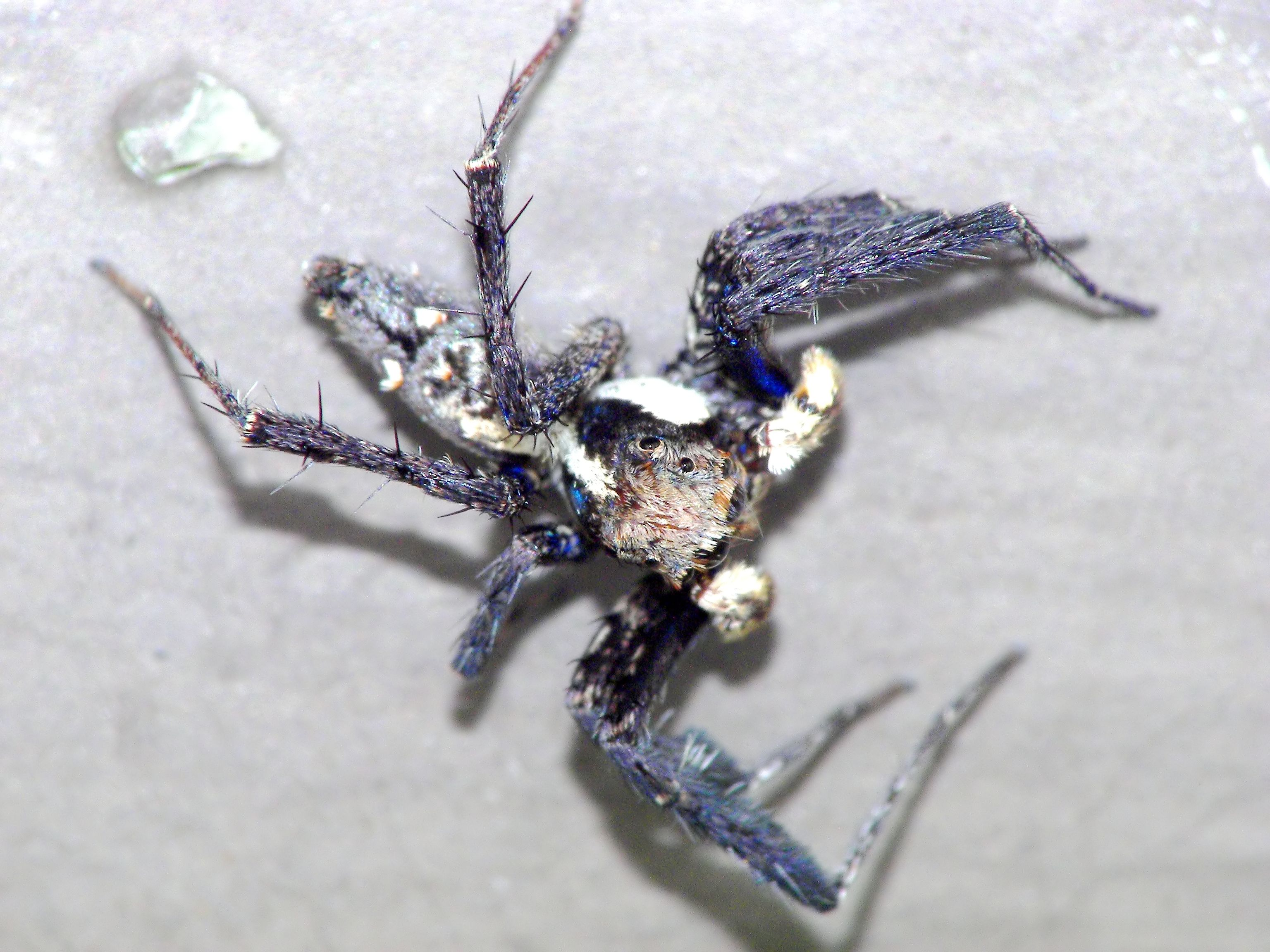
Portia fimbriata, femmina

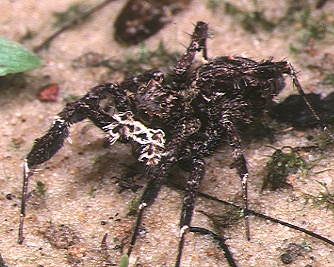
Portia fimbriata, femmina

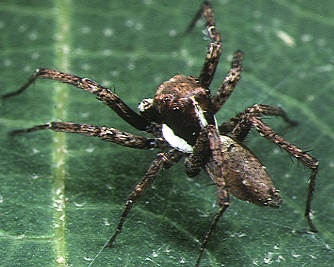
Portia fimbriata, maschio

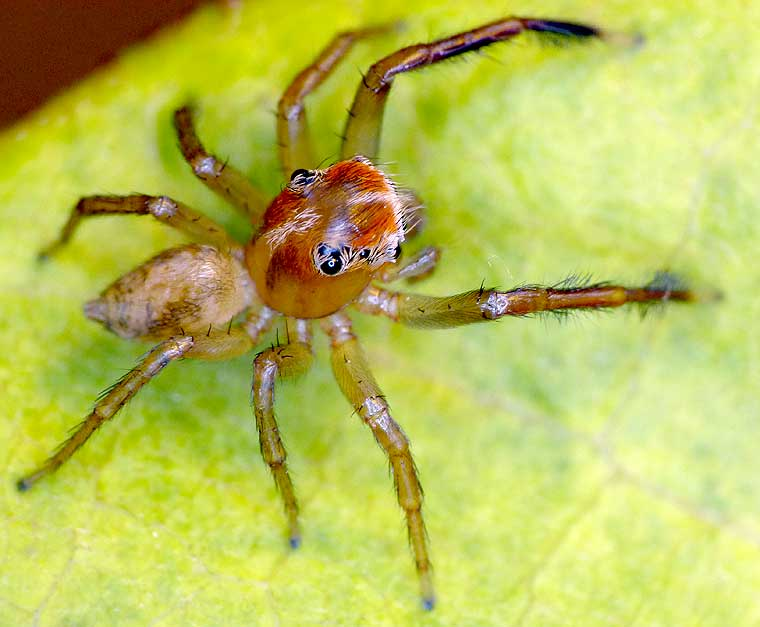
Prostheclina pallida, visuale dorsale

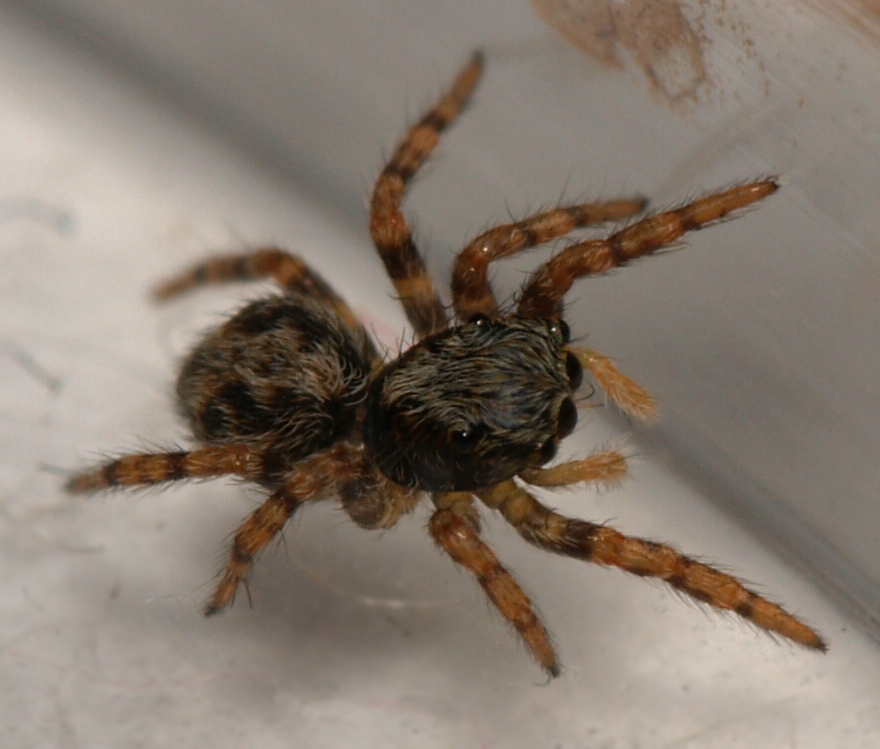
Pseudeuophrys lanigera, immaturo

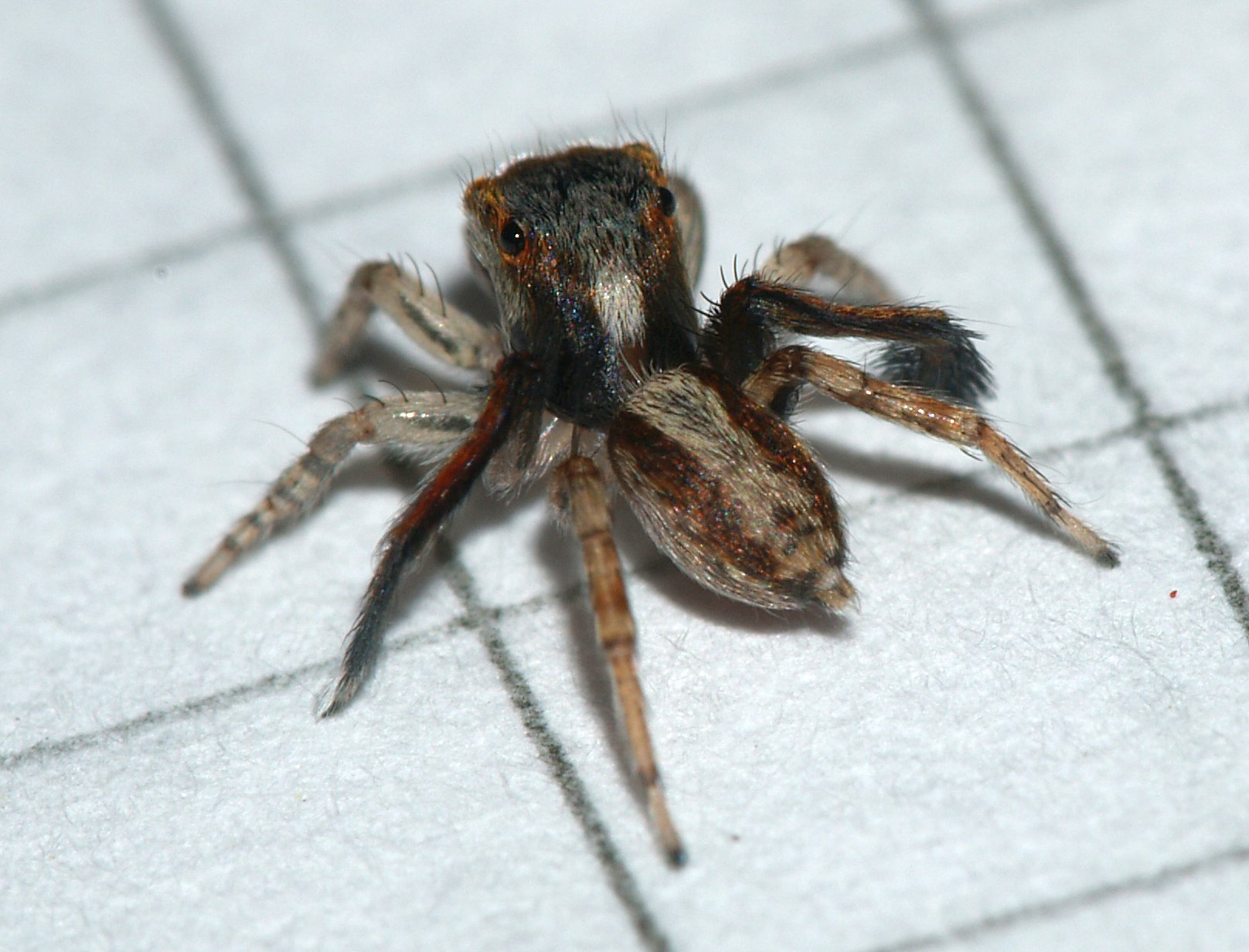
Saitis barbipes, maschio

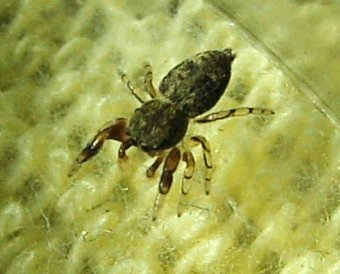
Ballus chalybeius, maschio subadulto

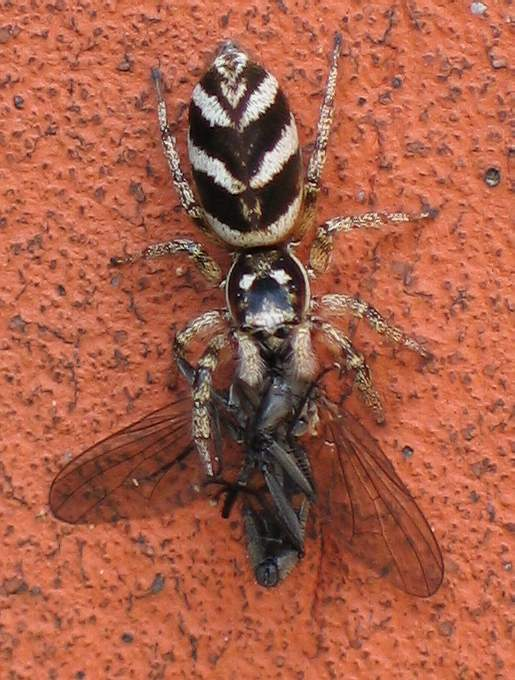
Salticus scenicus preda una mosca

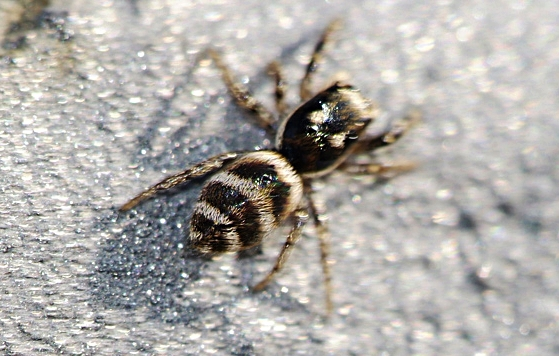
Salticus propinquus

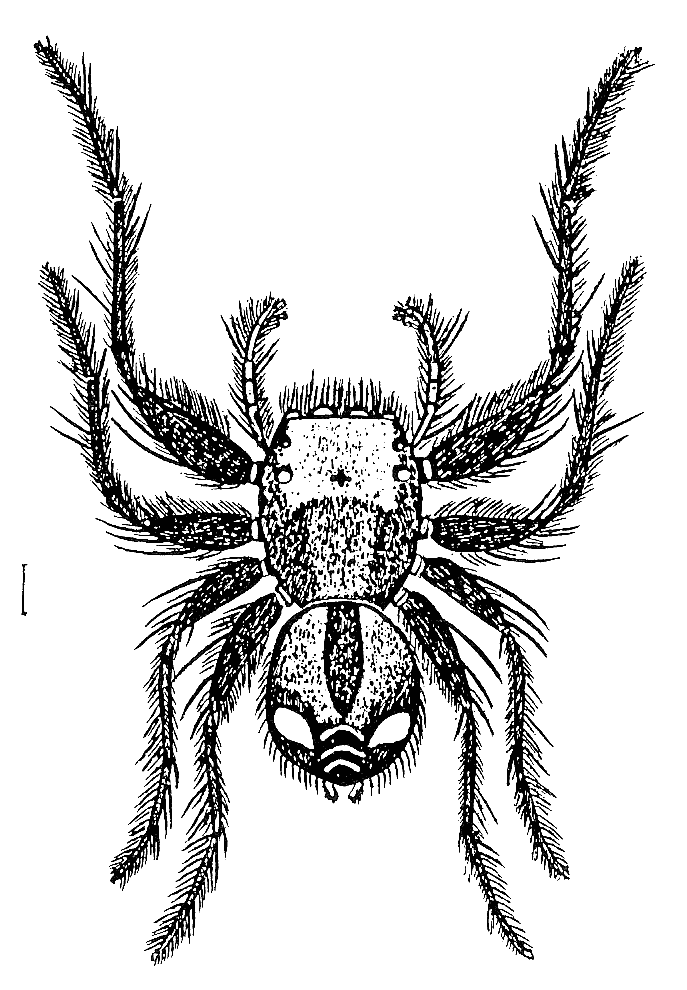
Servaea vestita, maschio

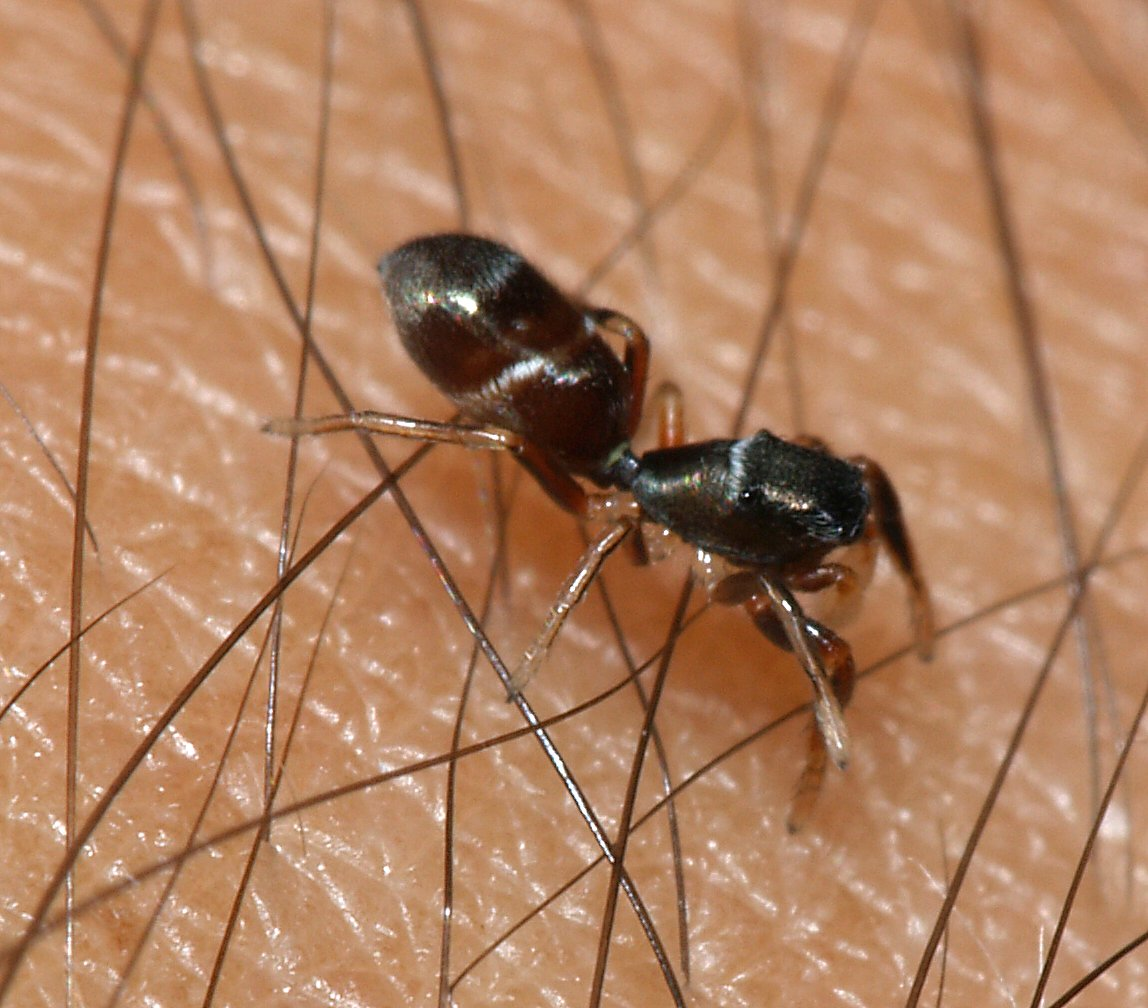
Synageles venator

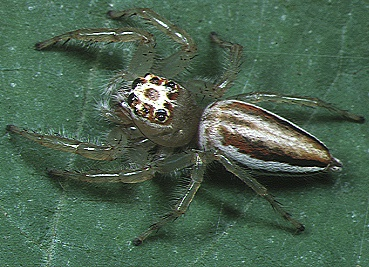
Telamonia vlijmi, femmina

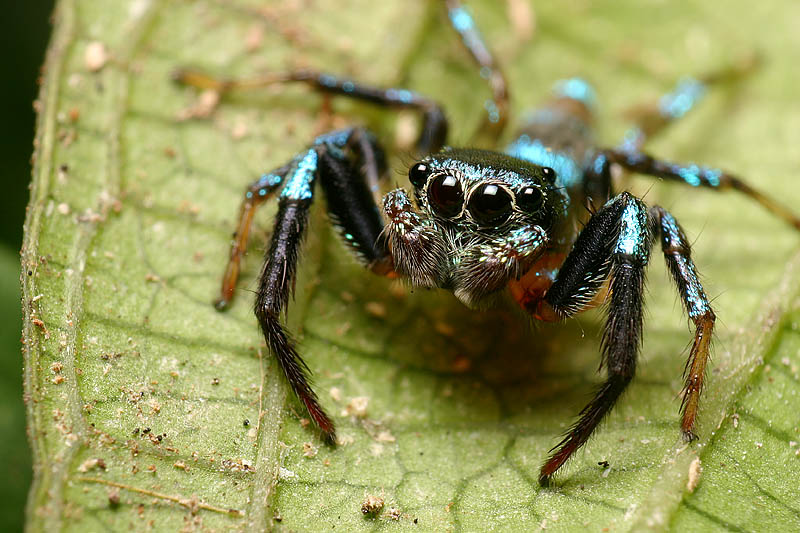
Thiania bhamoensis, visuale frontale

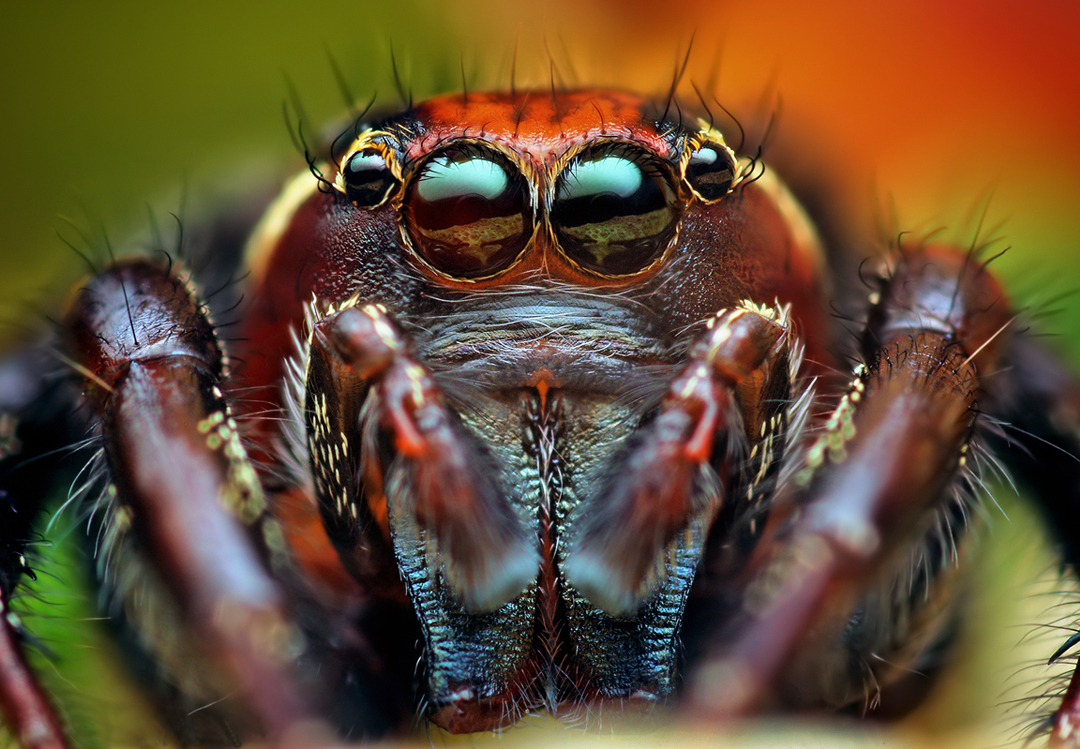
Thiodina puerpera, maschio vista frontale

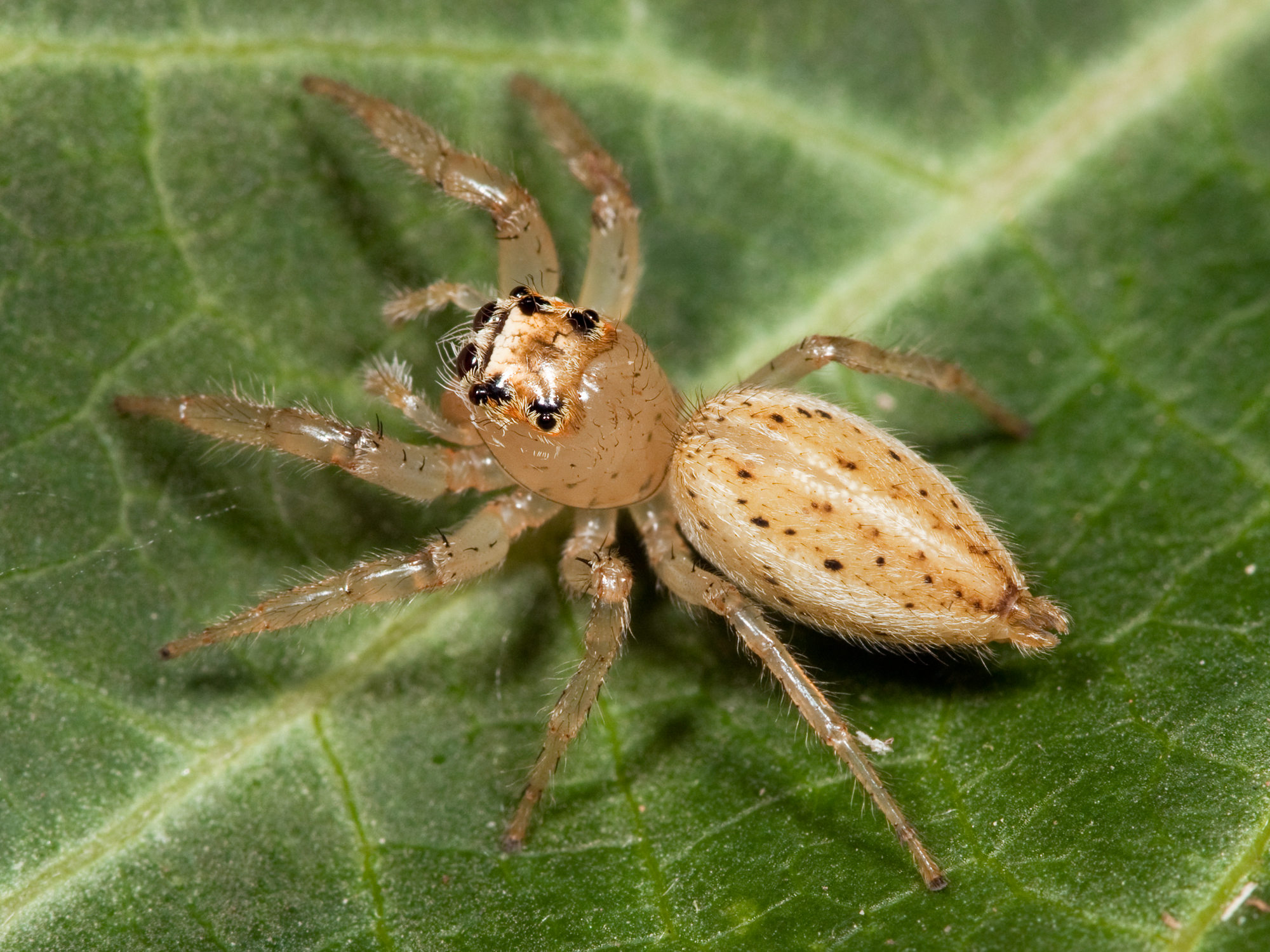
Thiodina sylvana, femmina

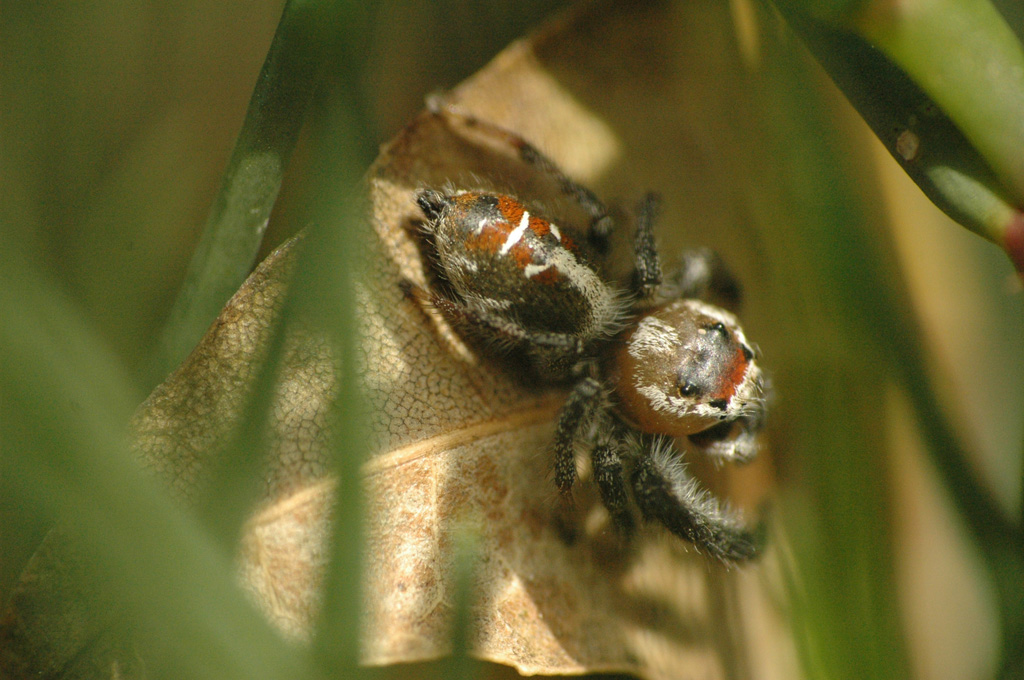
Thyene sp.

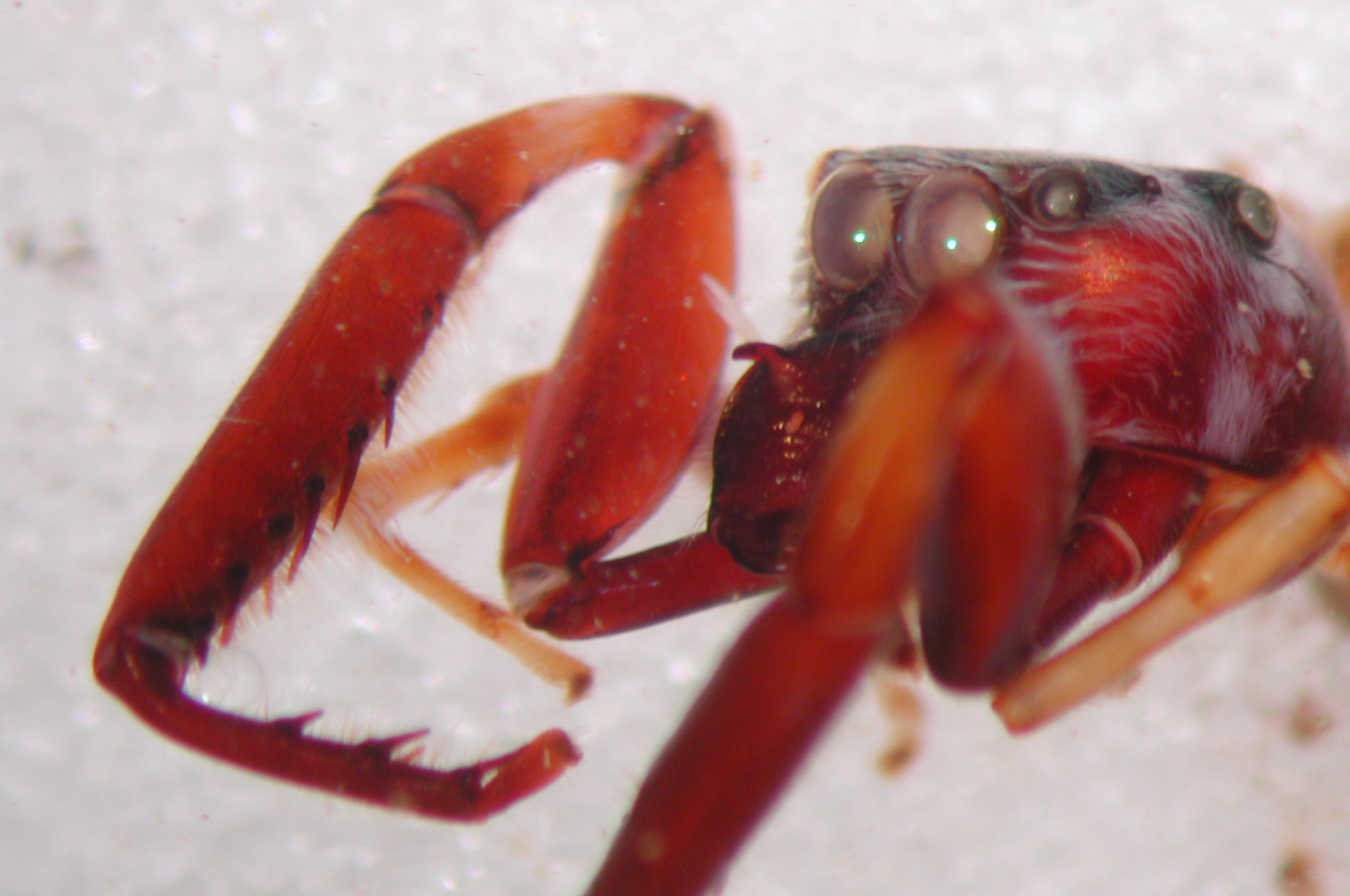
Udvardya elegans, primo paio delle zampe

Di seguito sono elencati tutti i 659 generi viventi e 17 fossili della famiglia di ragni Salticidae, lista aggiornata al 13 gennaio 2021.
La vastità dei generi fa sì che vi siano continue revisioni tassonomiche; qui viene riportata la suddivisione in sottofamiglie dell'aracnologo Maddison condivisa dalla maggior parte degli studiosi del settore.

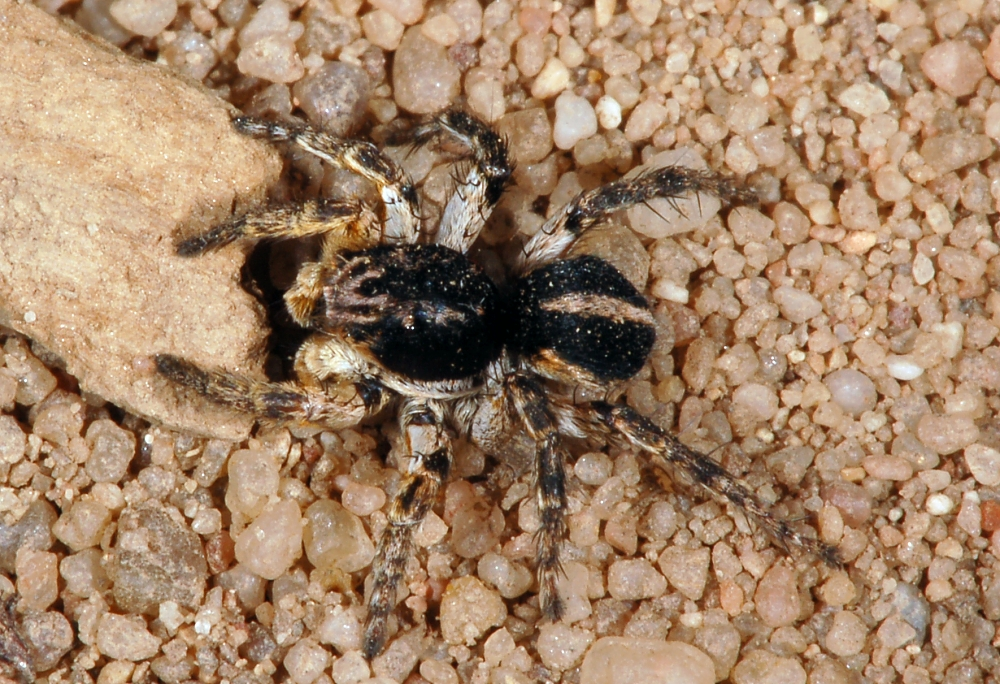
Aelurillus v-insignitus, visuale dall'alto

Agorius constrictus, disegno

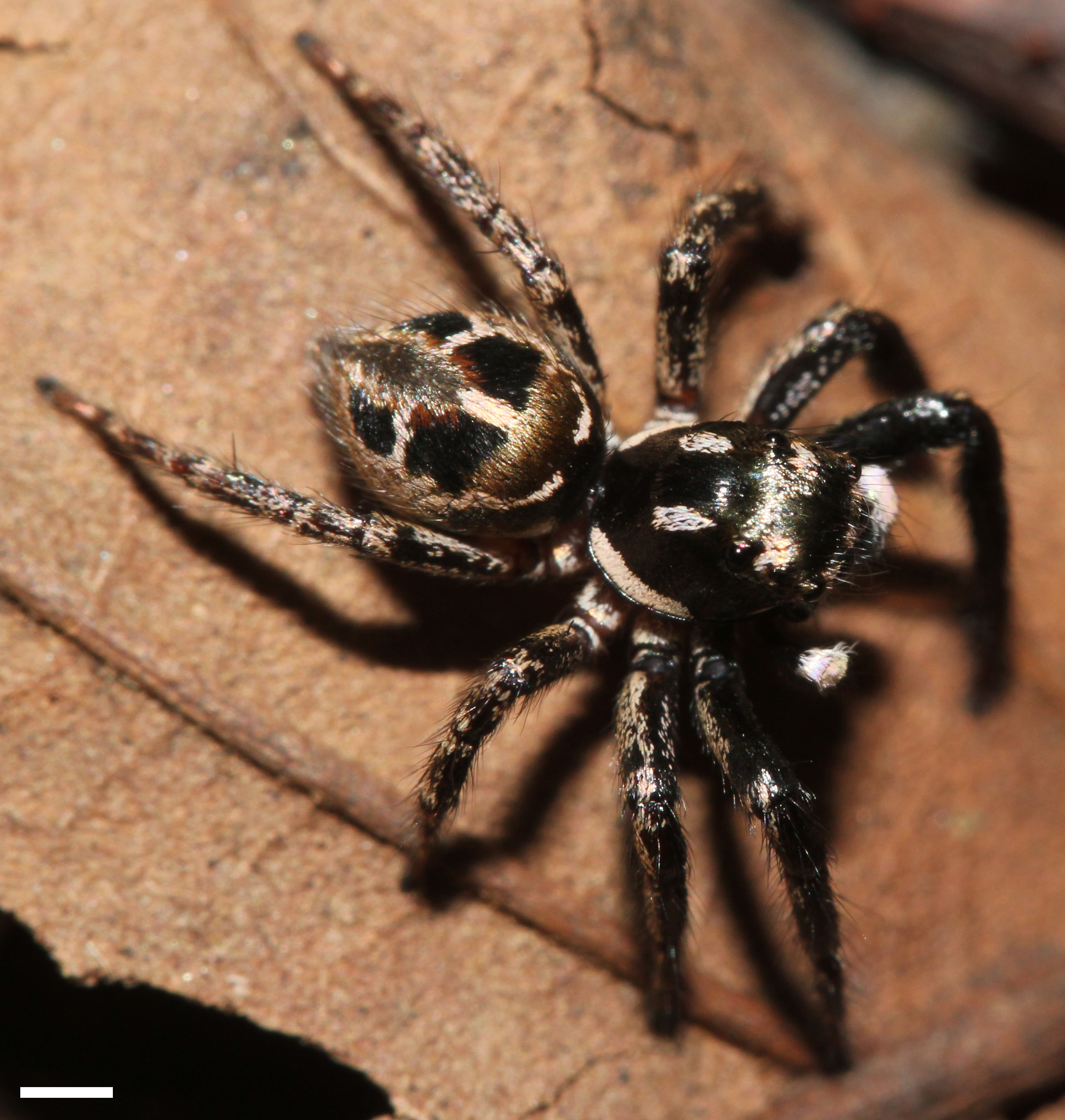
Anasaitis canosa

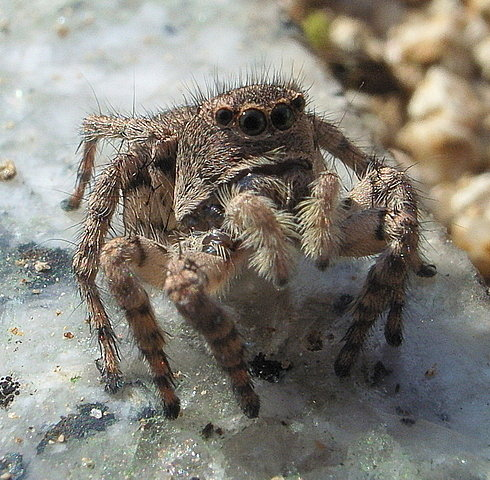
Asianellus festivus

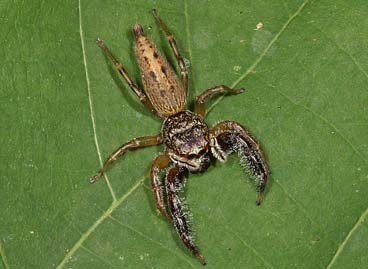
Bavia sexpunctata, femmina

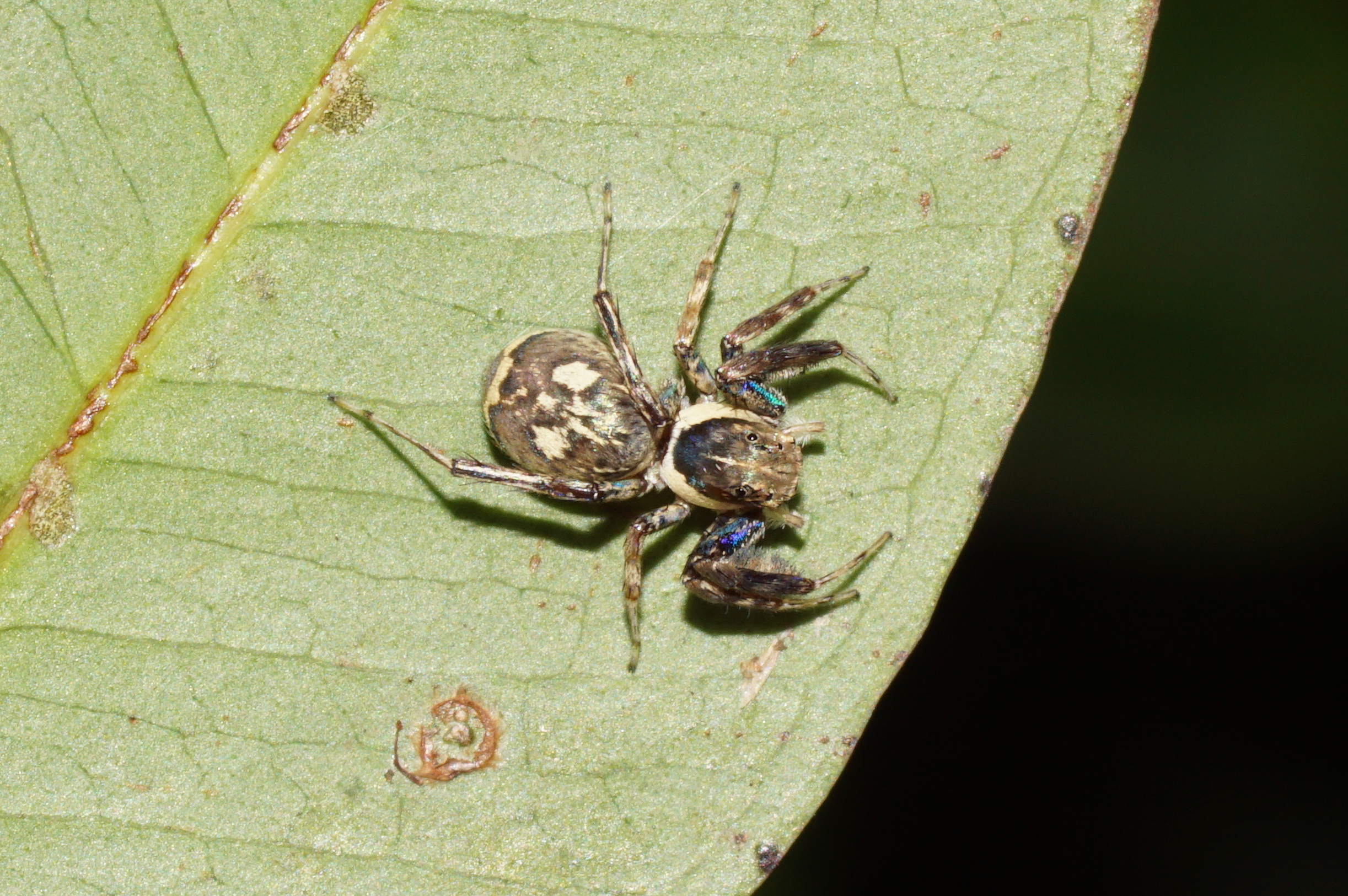
Brettus sp.

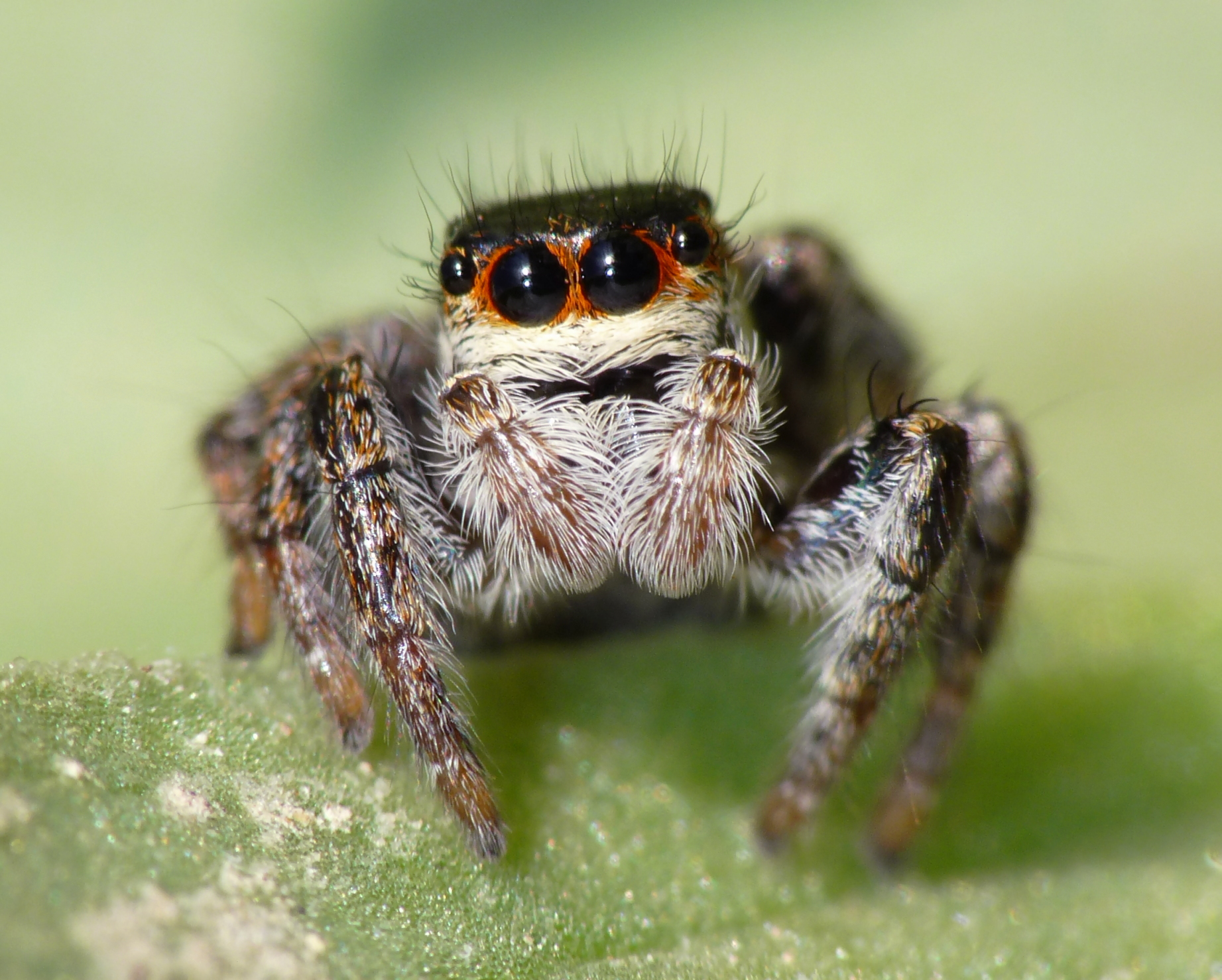
Carrhotus xanthogramma, femmina, Italia

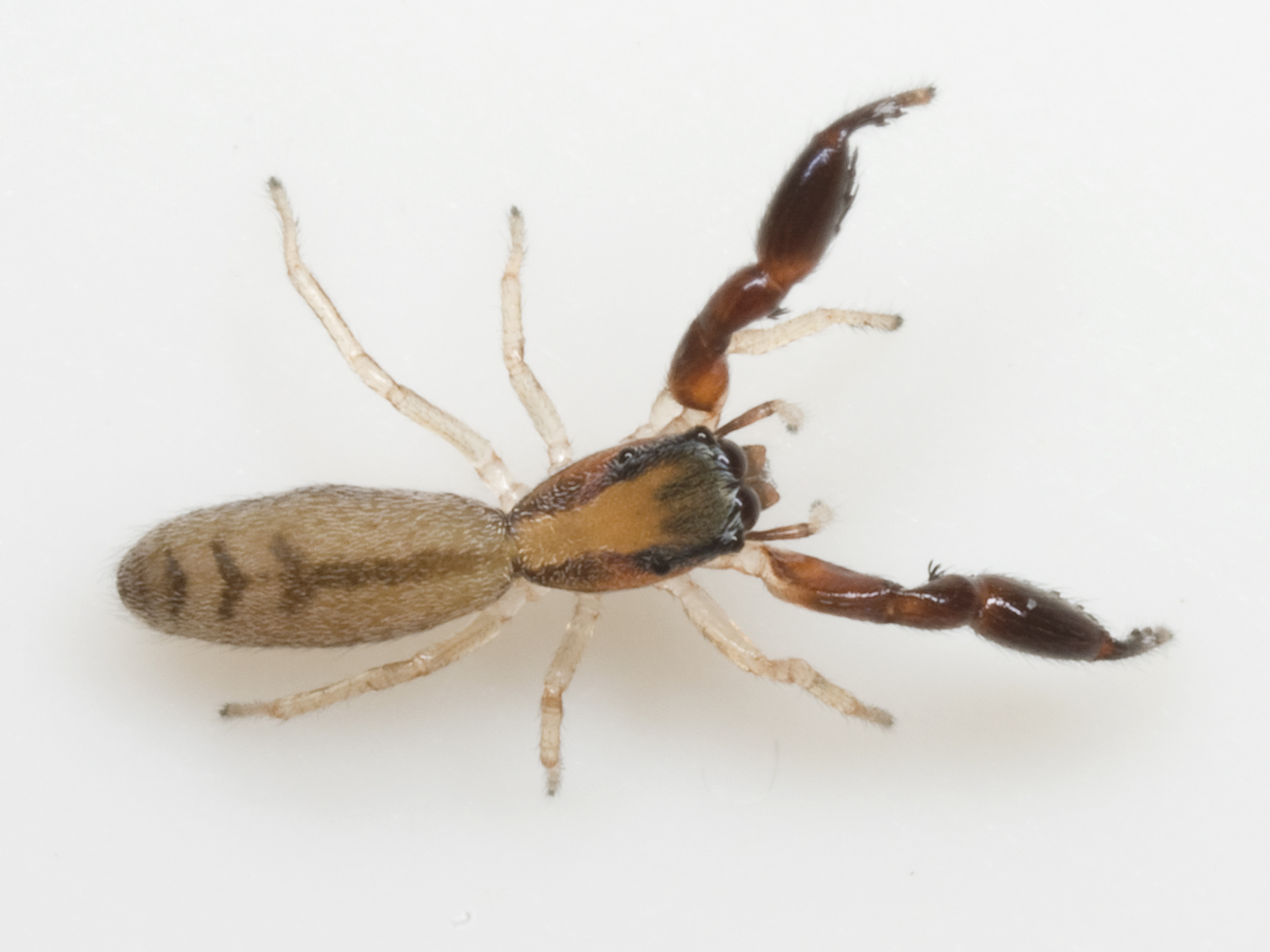
Cheliferoides longimanus

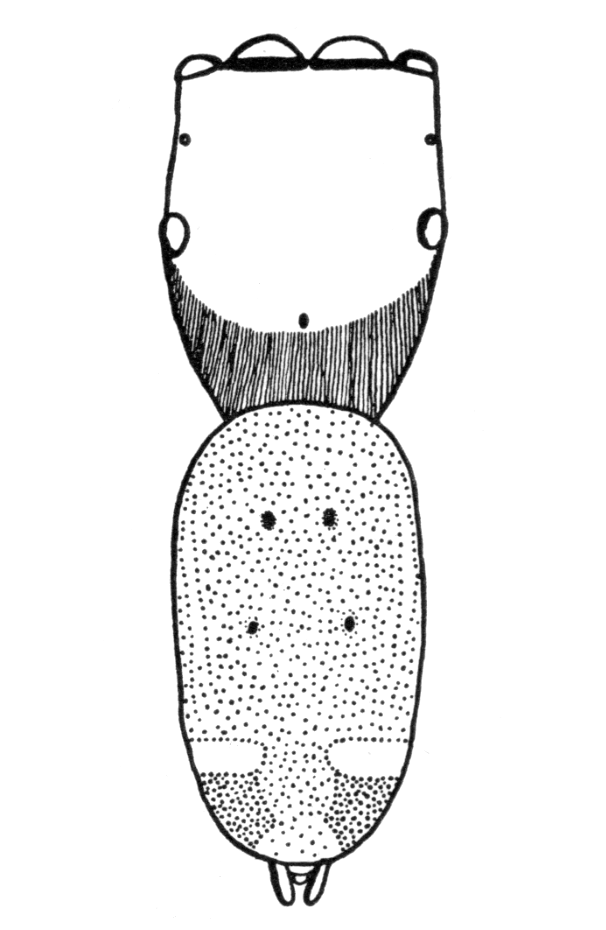
Donaldius lucidus, disegno anatomico di Arthur Chickering

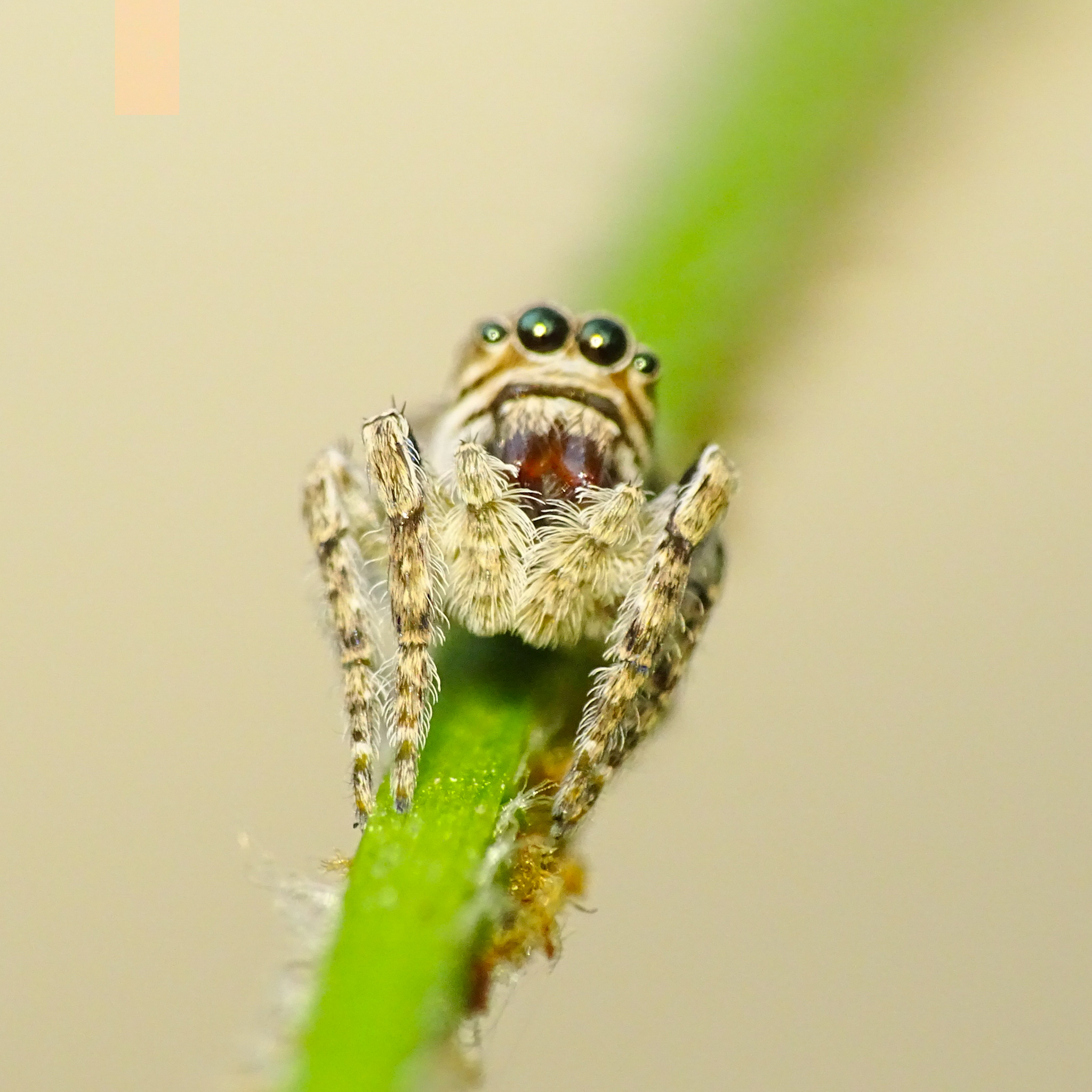
Cocalus sp.

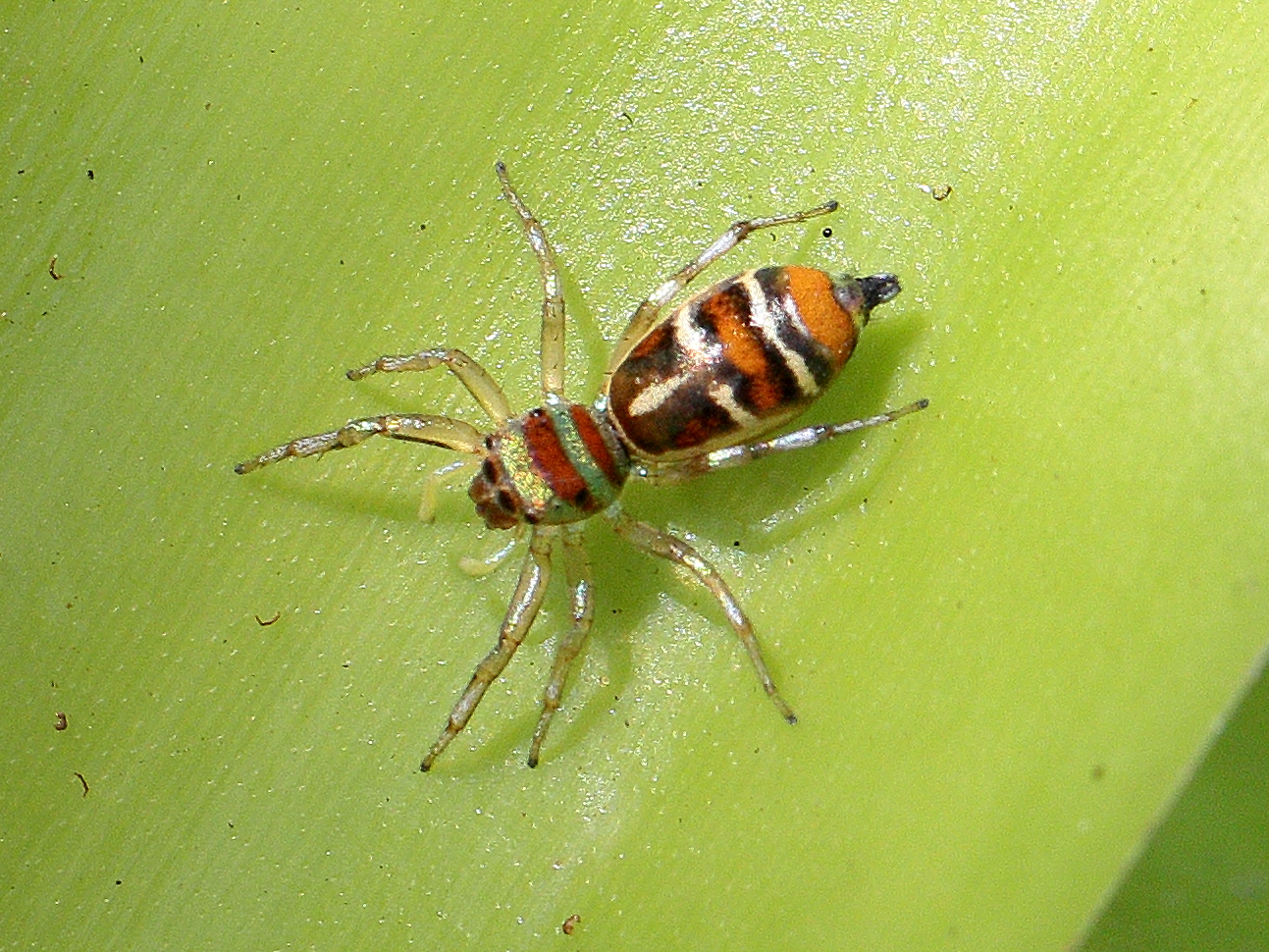
Cosmophasis micarioides

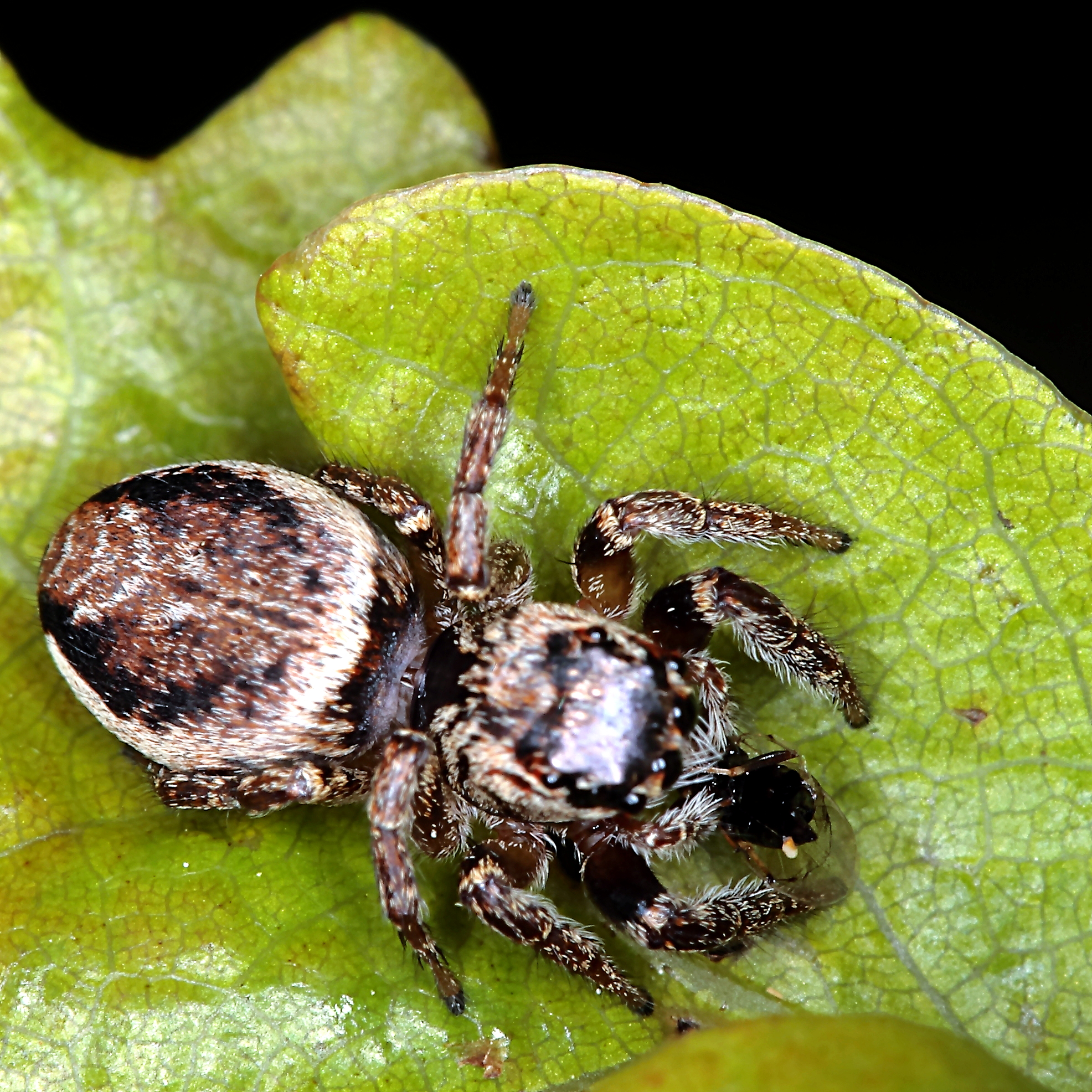
Dendryphantes rudis

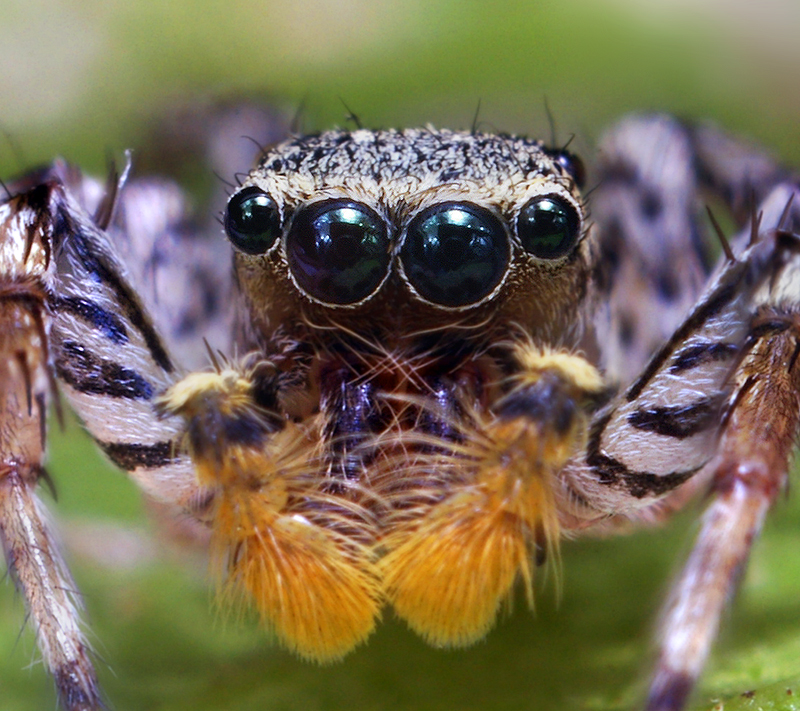
Maevia inclemens, maschio

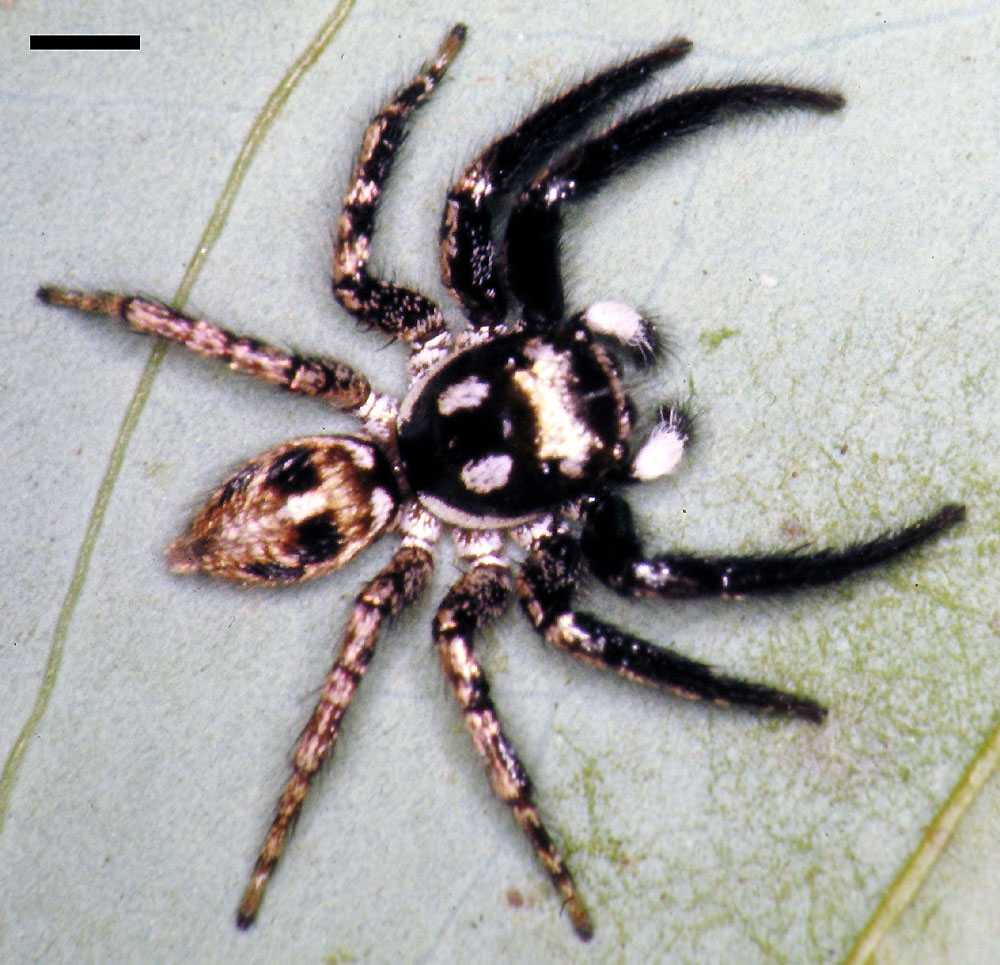
Anasaitis canosa, maschio

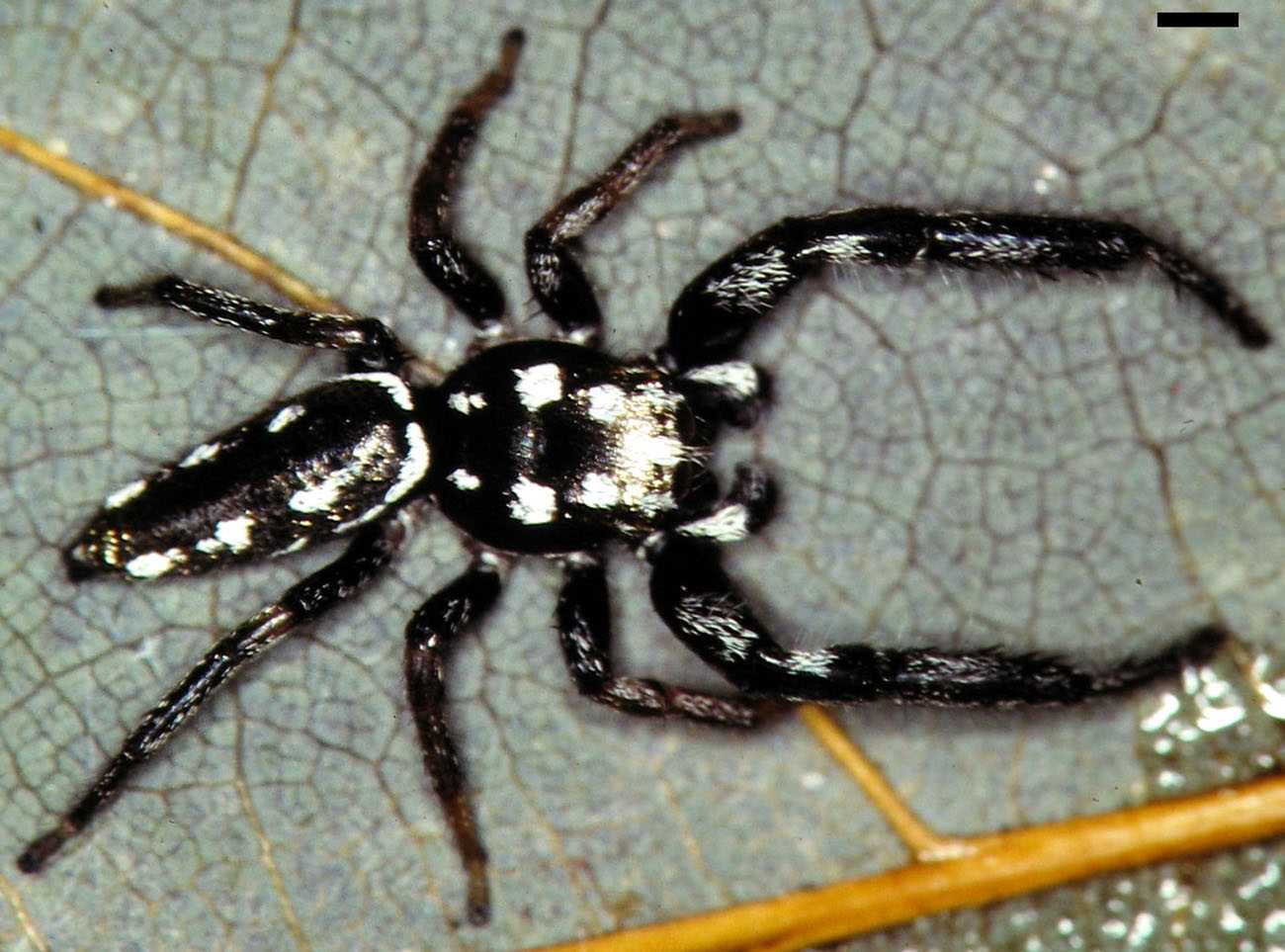
Marpissa bina, maschio

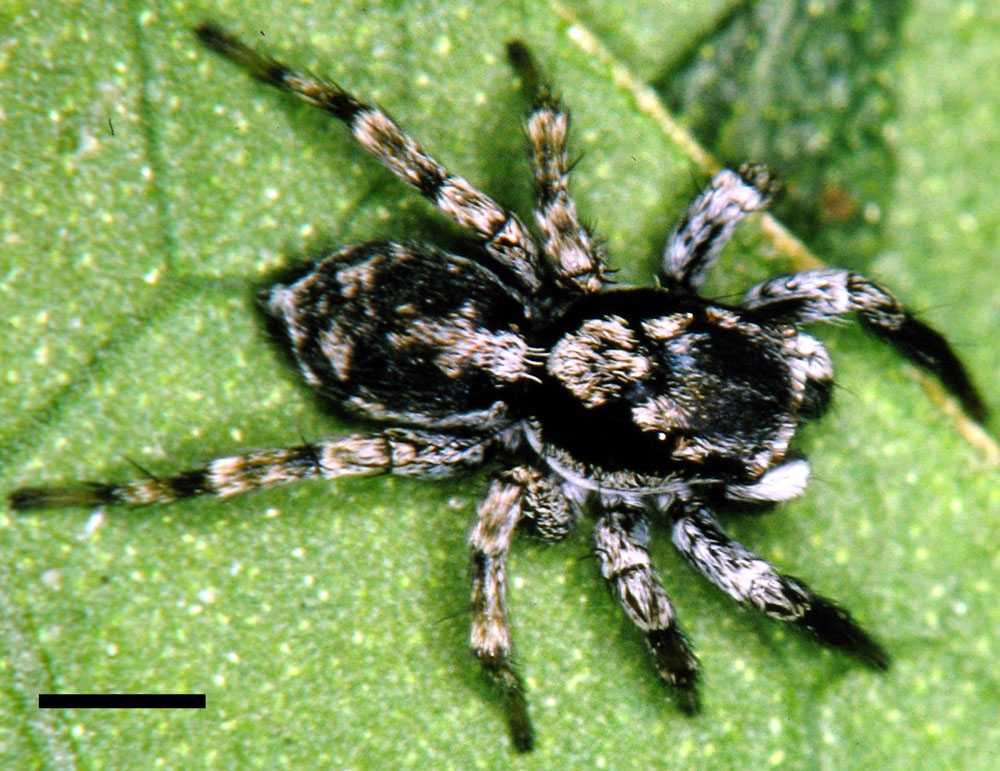
Naphrys pulex, maschio

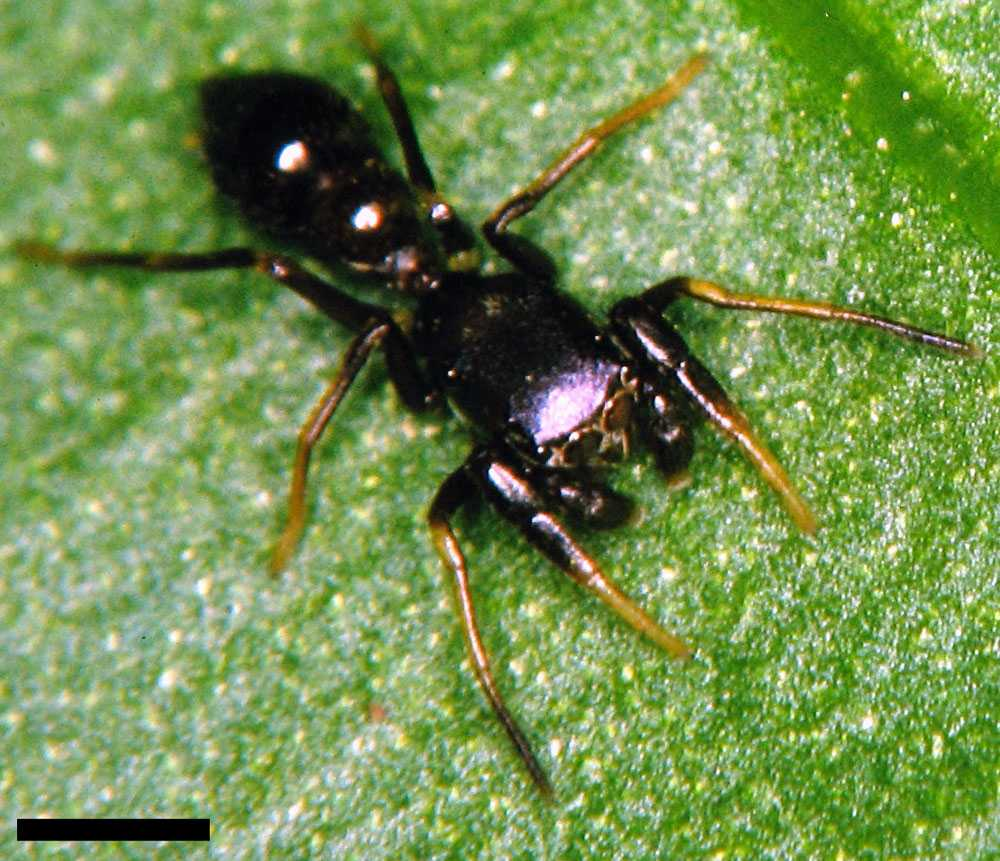
Packhamia americana, femmina

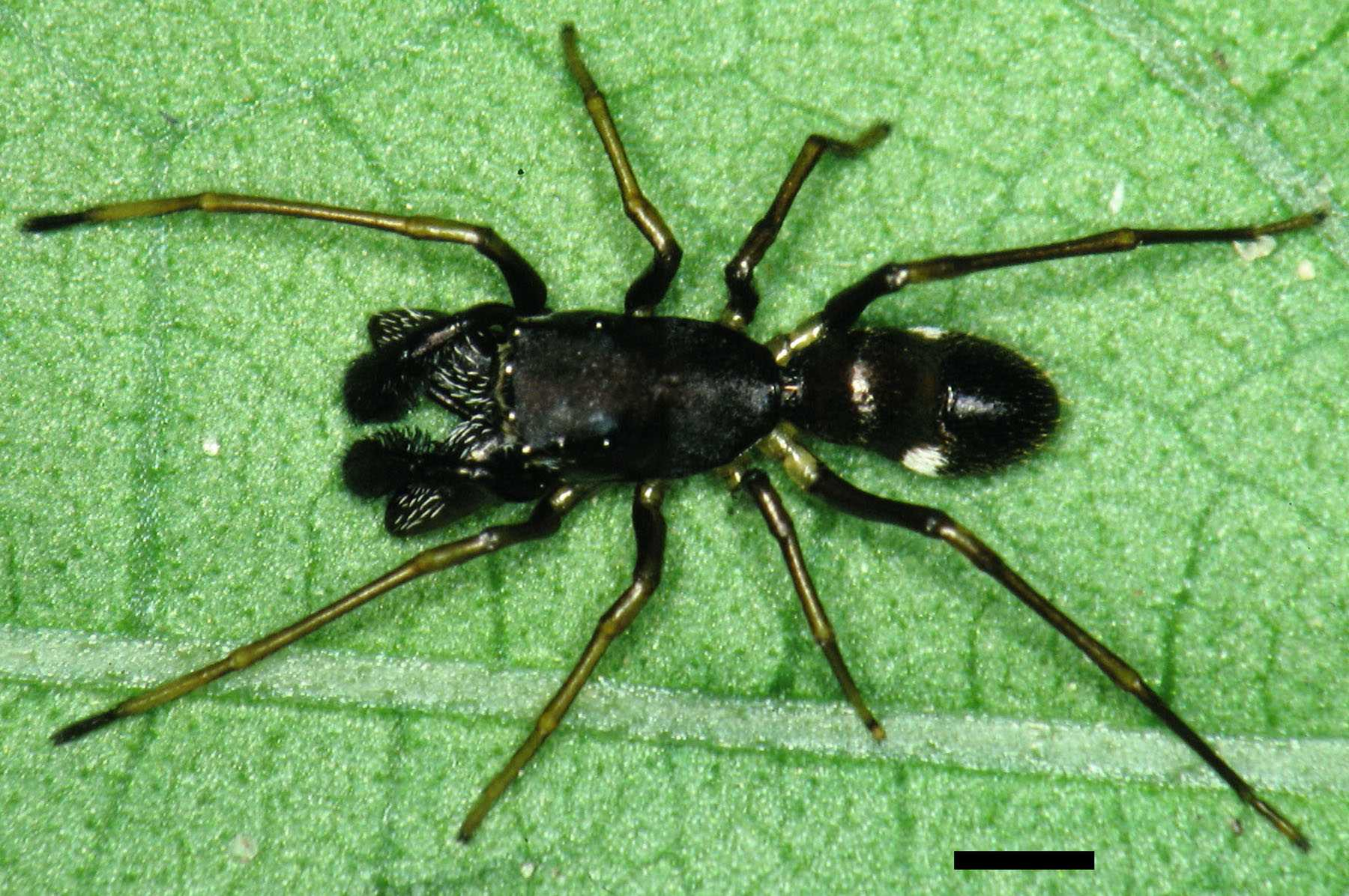
Sarinda hentzi, maschio

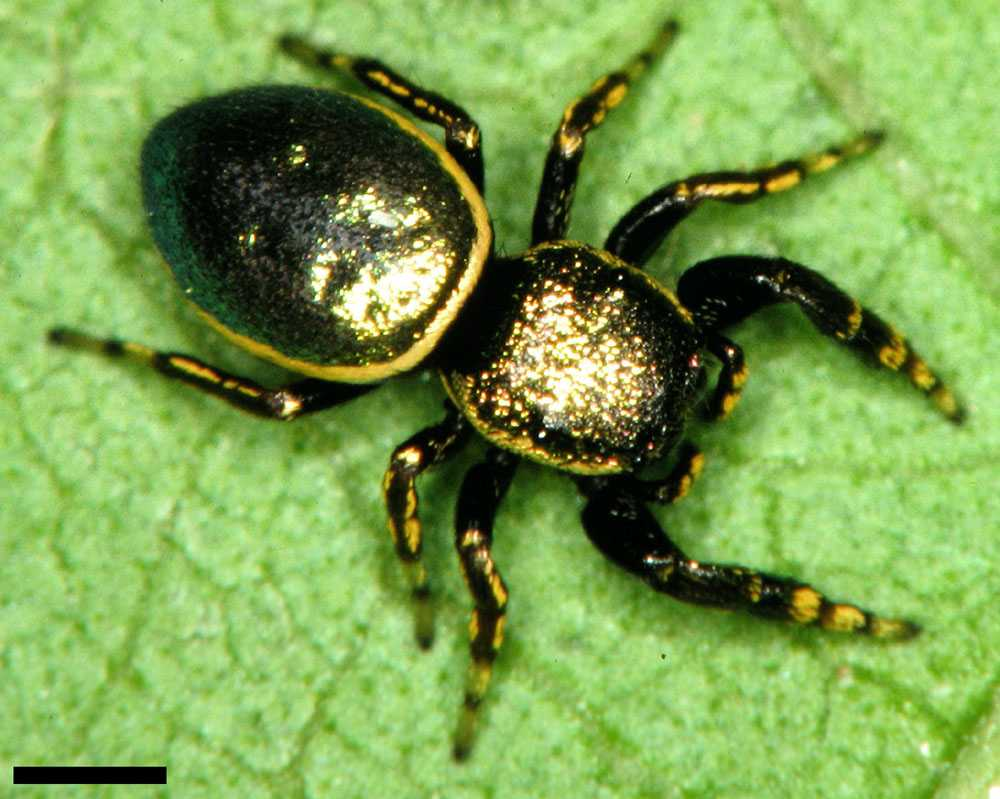
Sassacus papenhoei

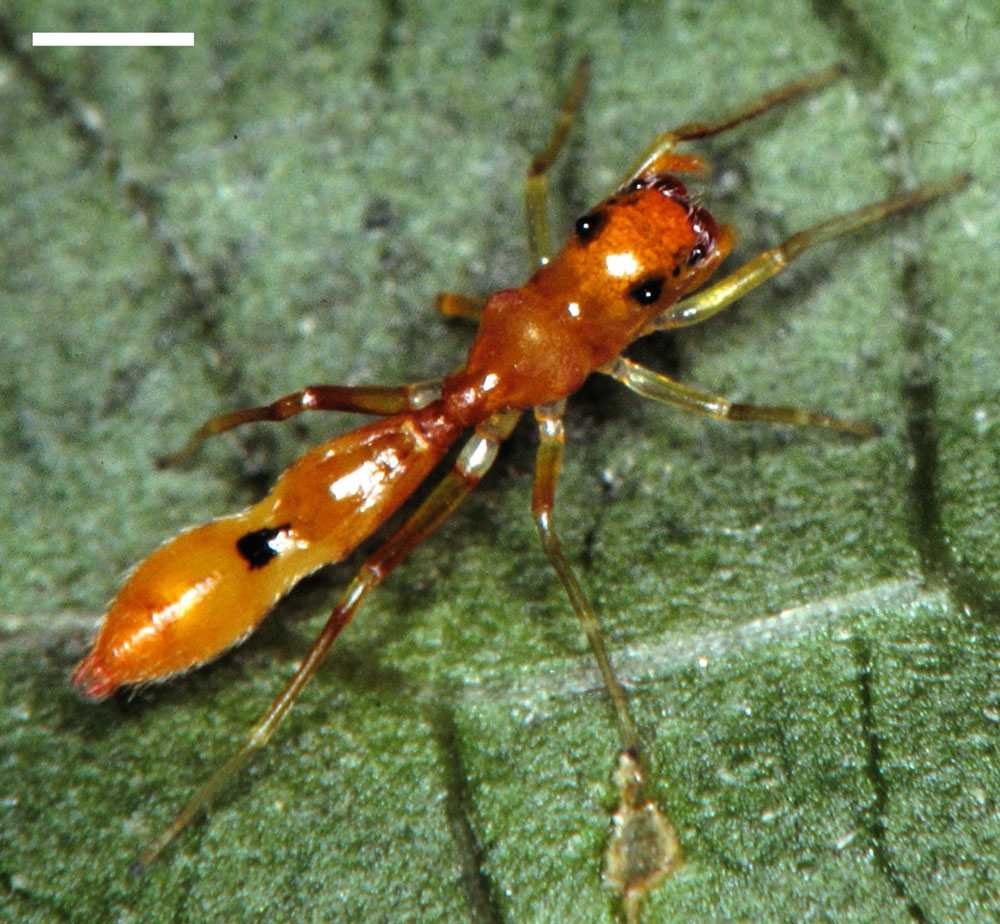
Synemosyna petrunkevitchi, femmina

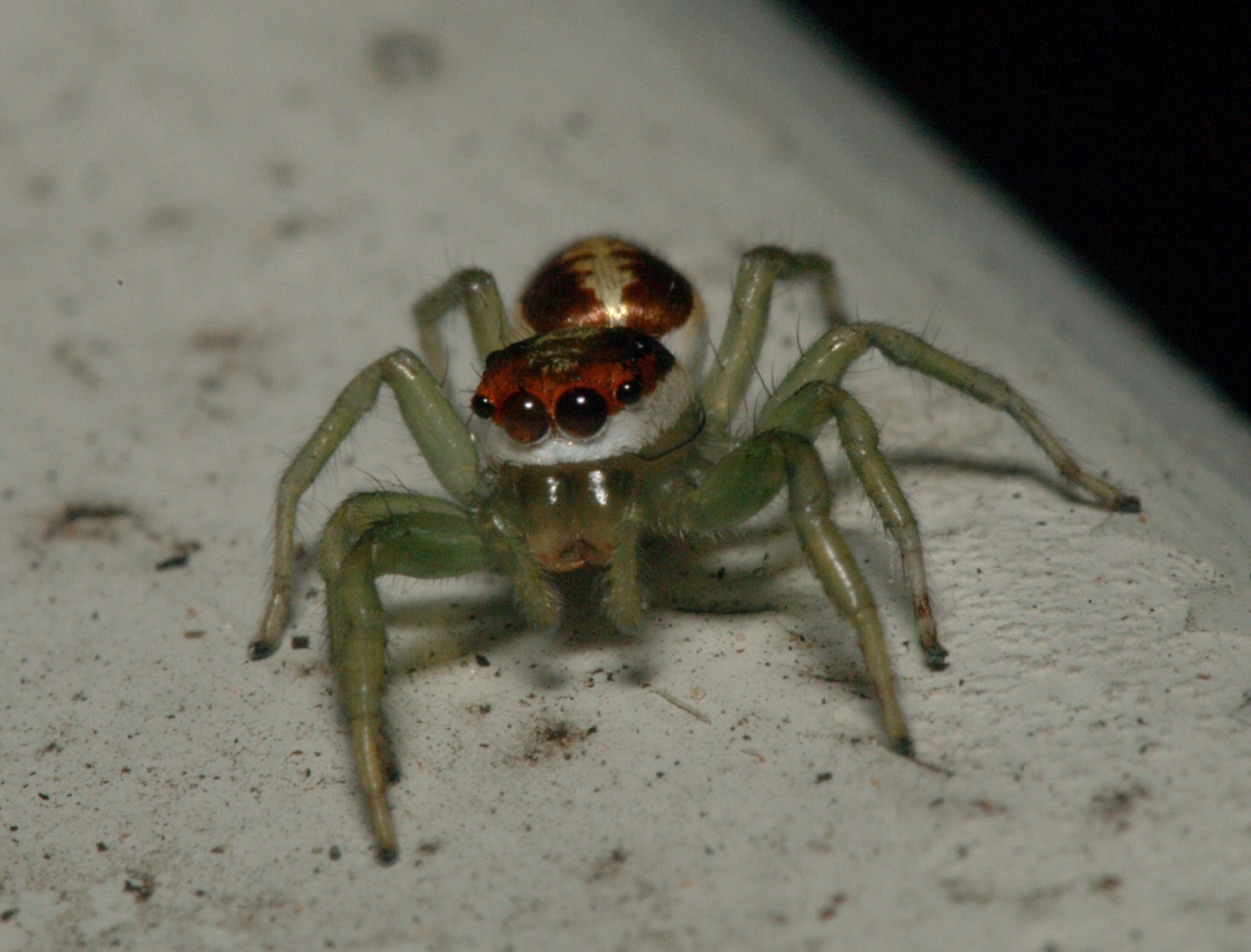
Epocilla calcarata, femmina

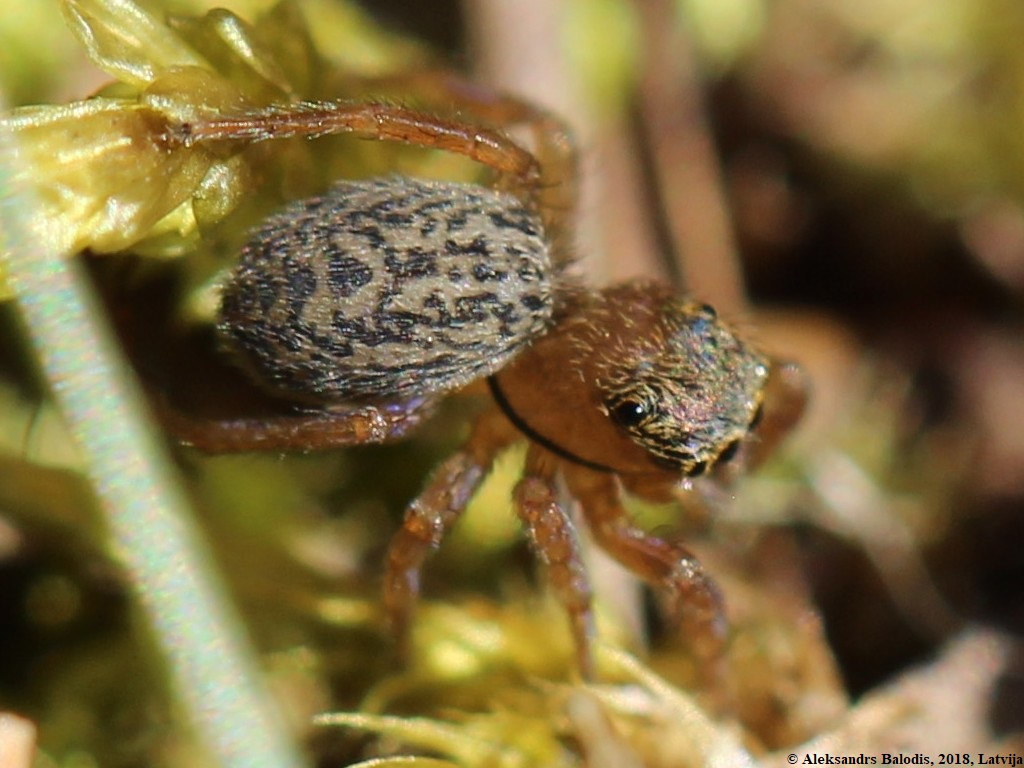
Euophrys frontalis

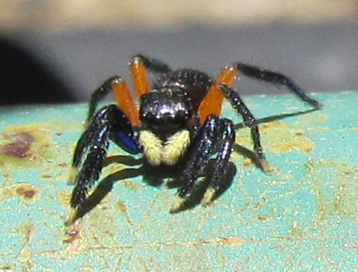
Euophrys monadnock, maschio

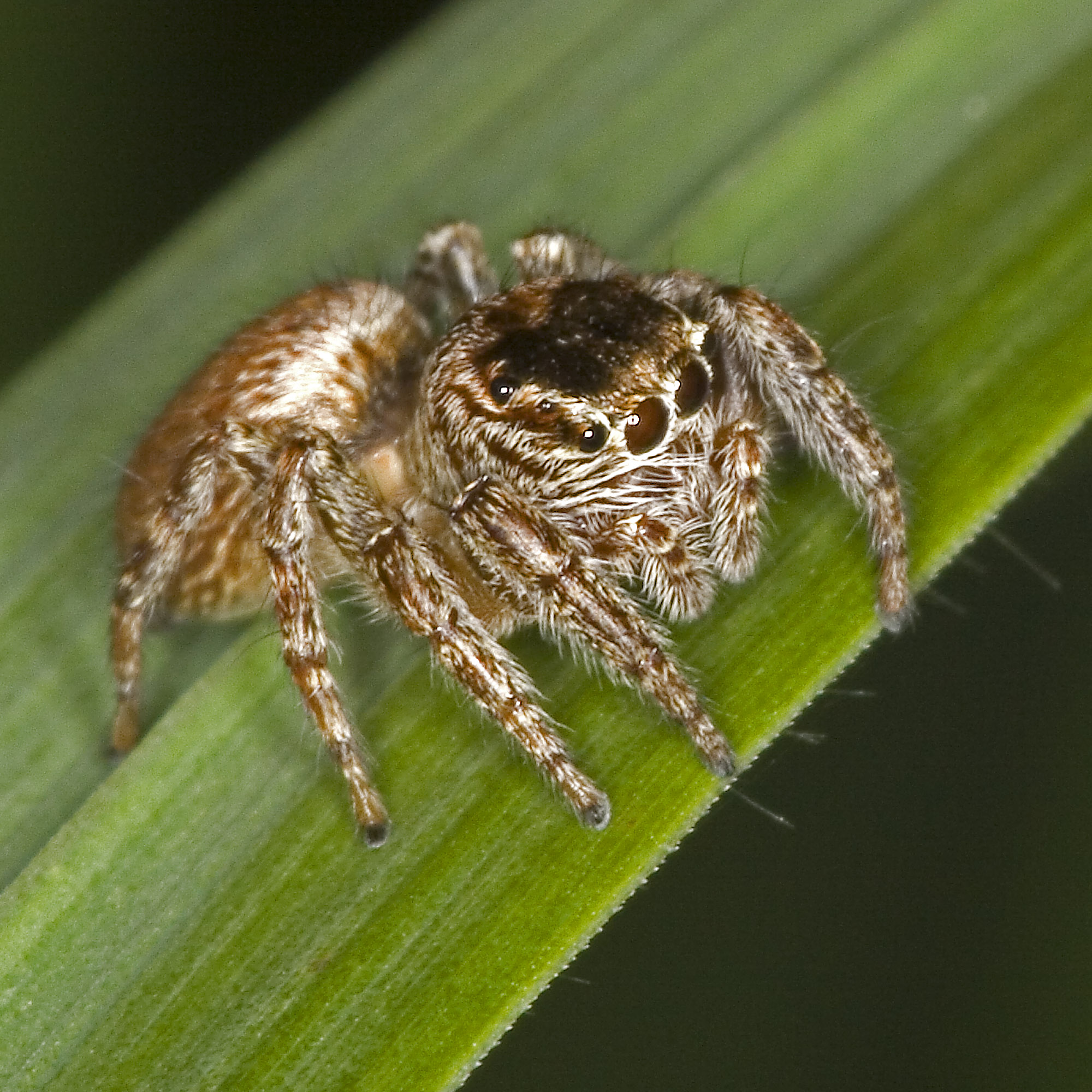
Evarcha falcata, femmina

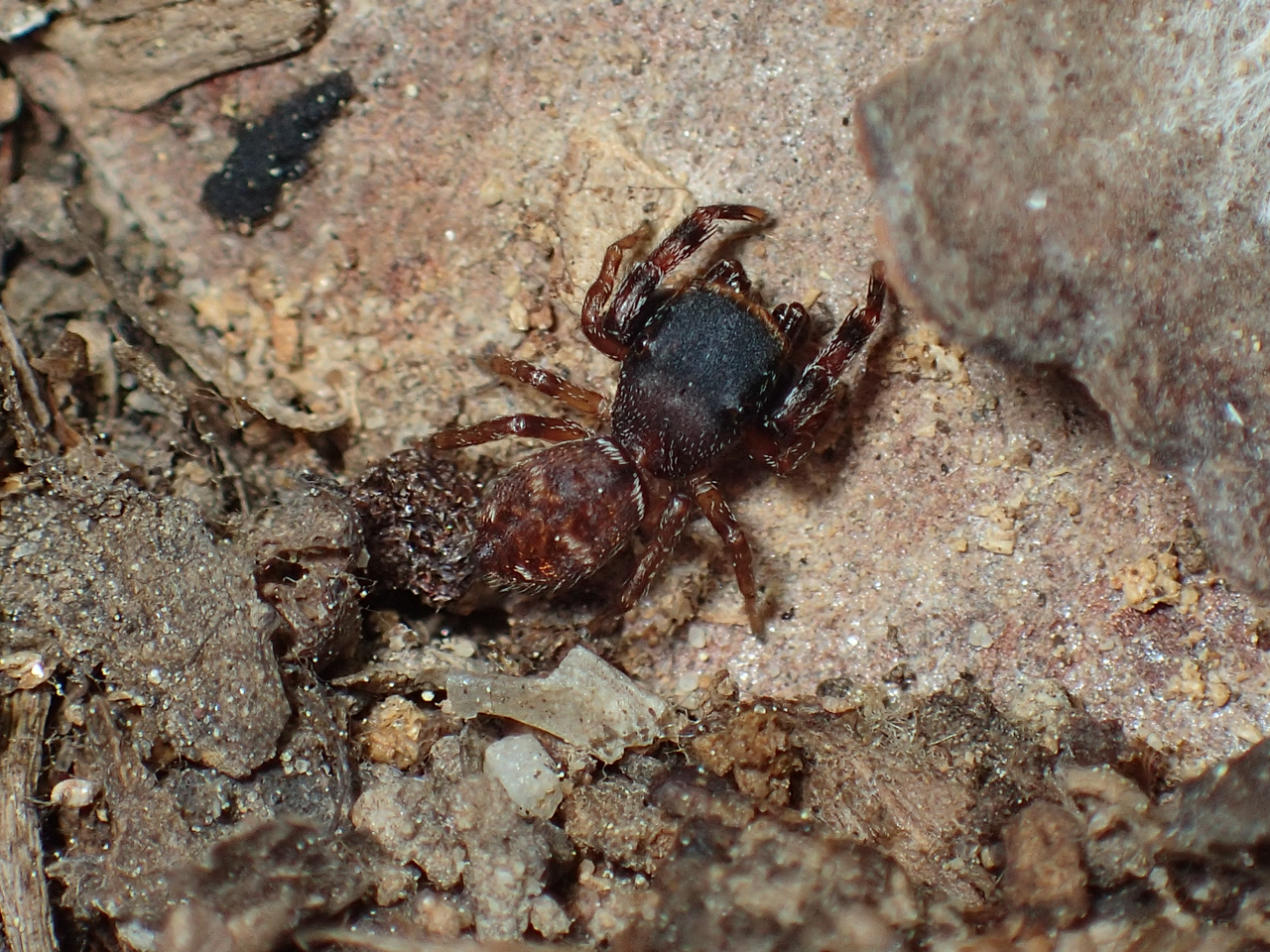
Ghelna sexmaculata

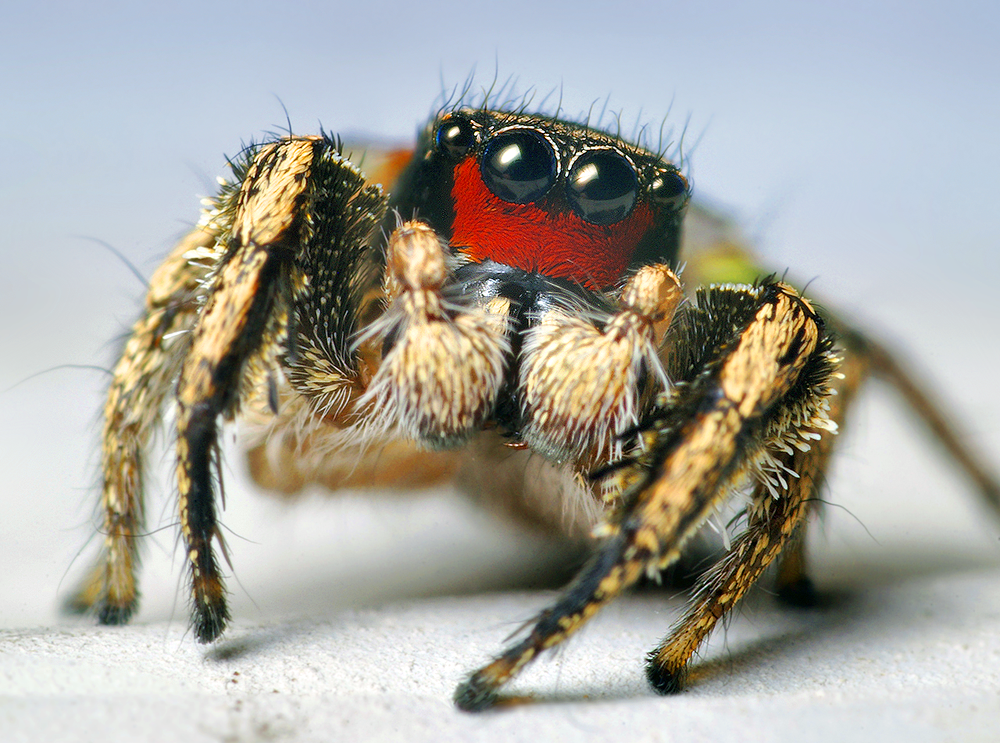
Habronattus coecatus

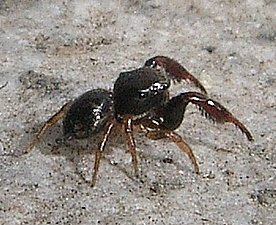
Harmochirus insulanus

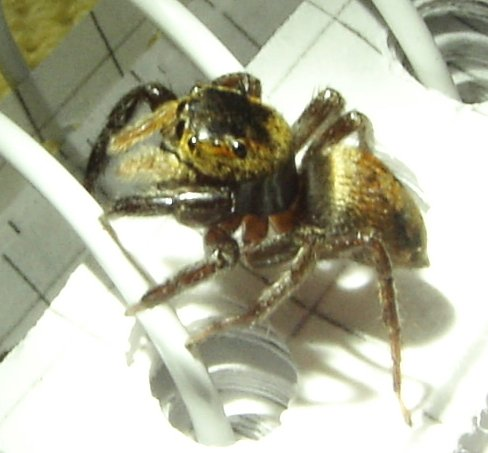
Hasarius adansoni, femmina

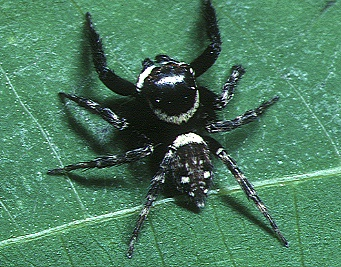
Hasarius adansoni, maschio

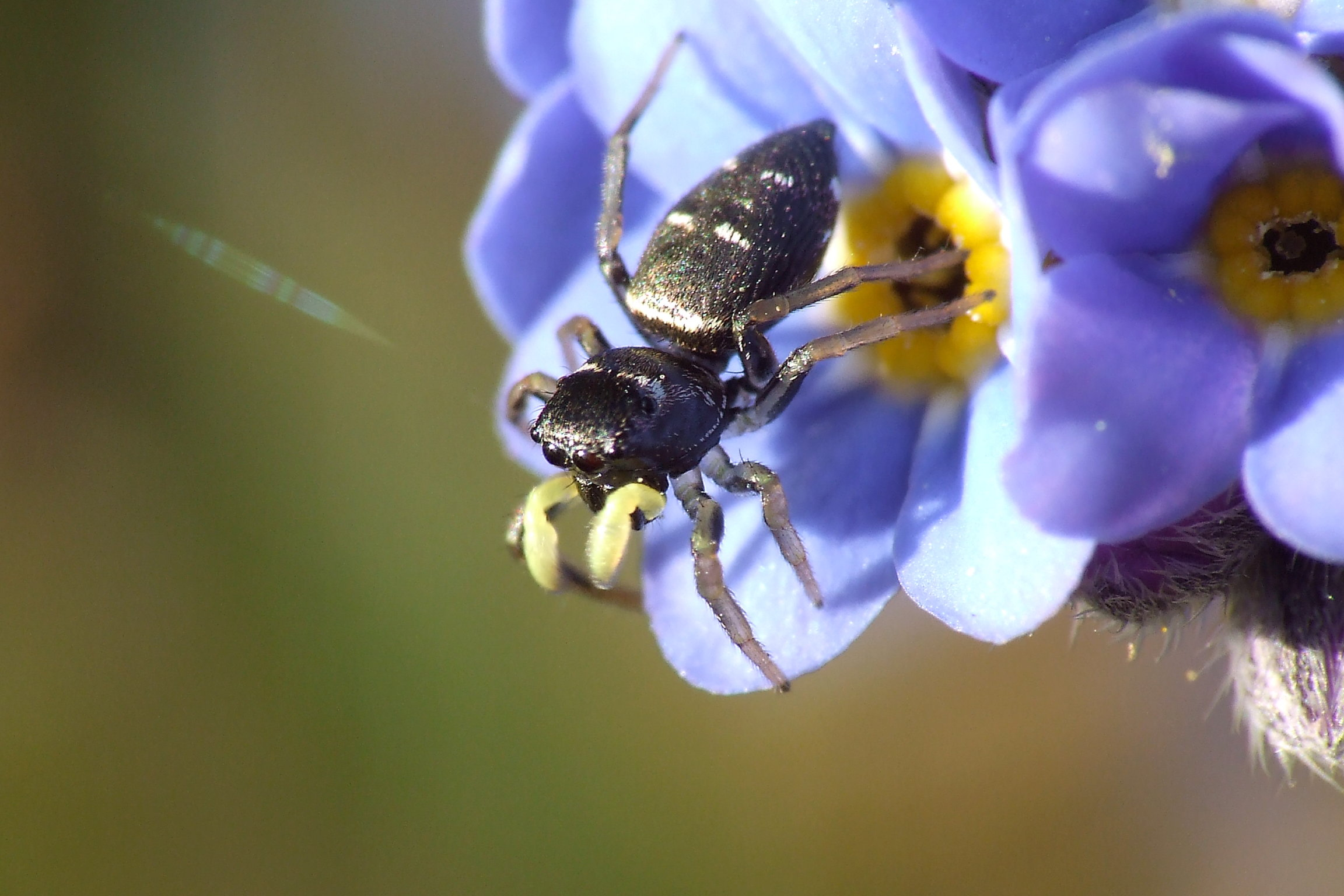
Heliophanus cupreus, su un fiore

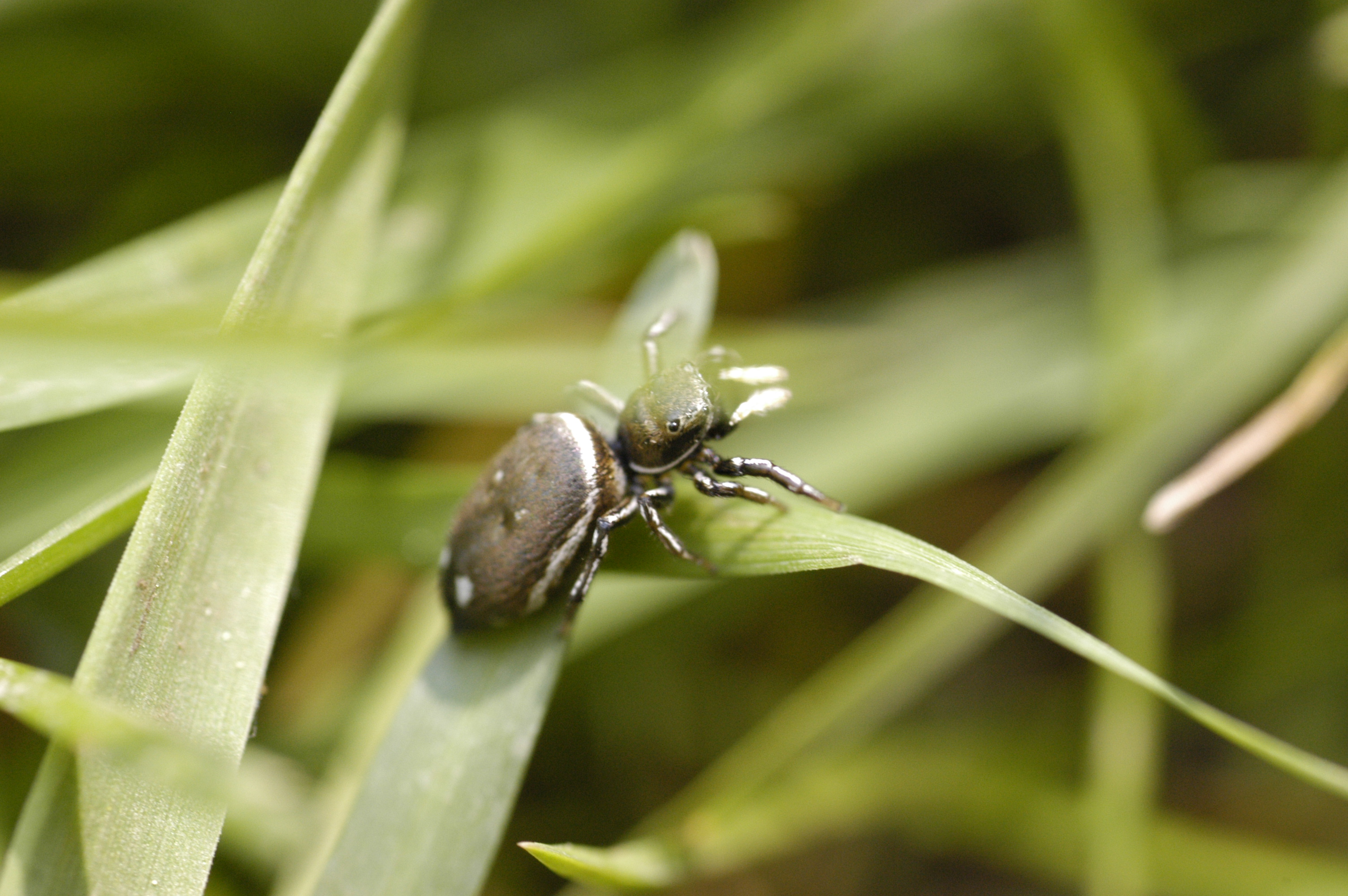
Heliophanus aeneus

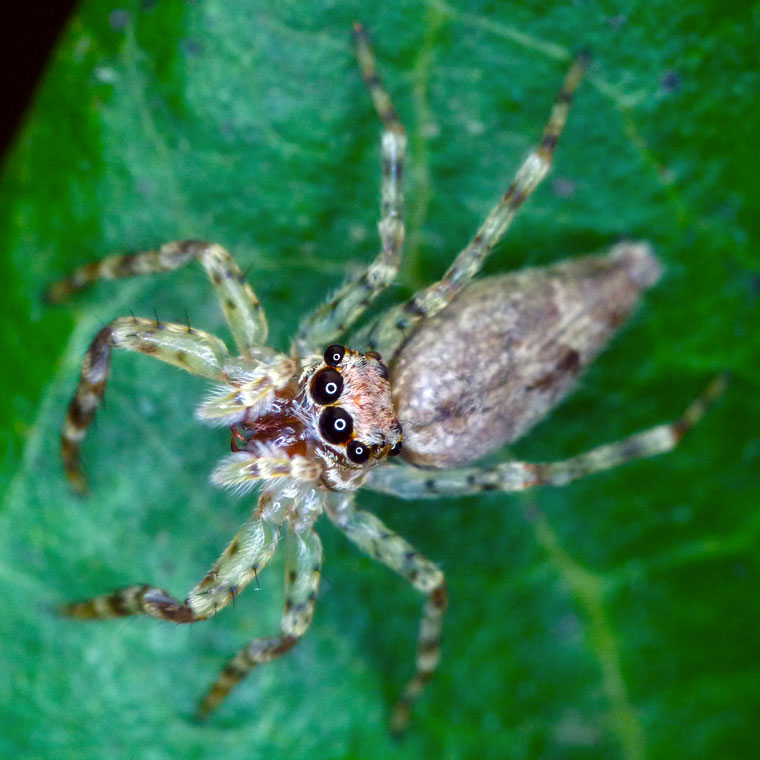
Helpis minitabunda, femmina

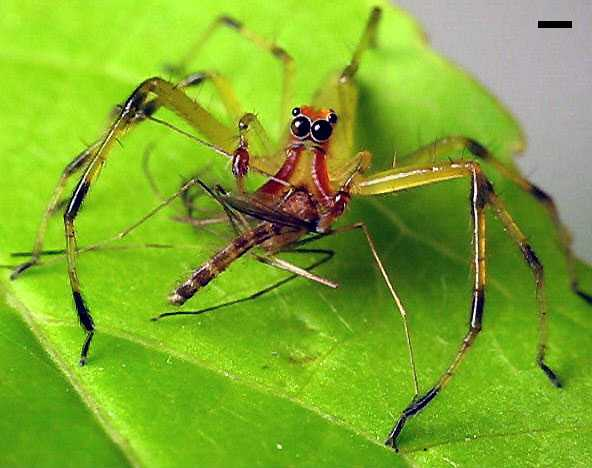
Lyssomanes viridis, maschio, mentre preda un nematocero; la tacca in alto è 1 mm

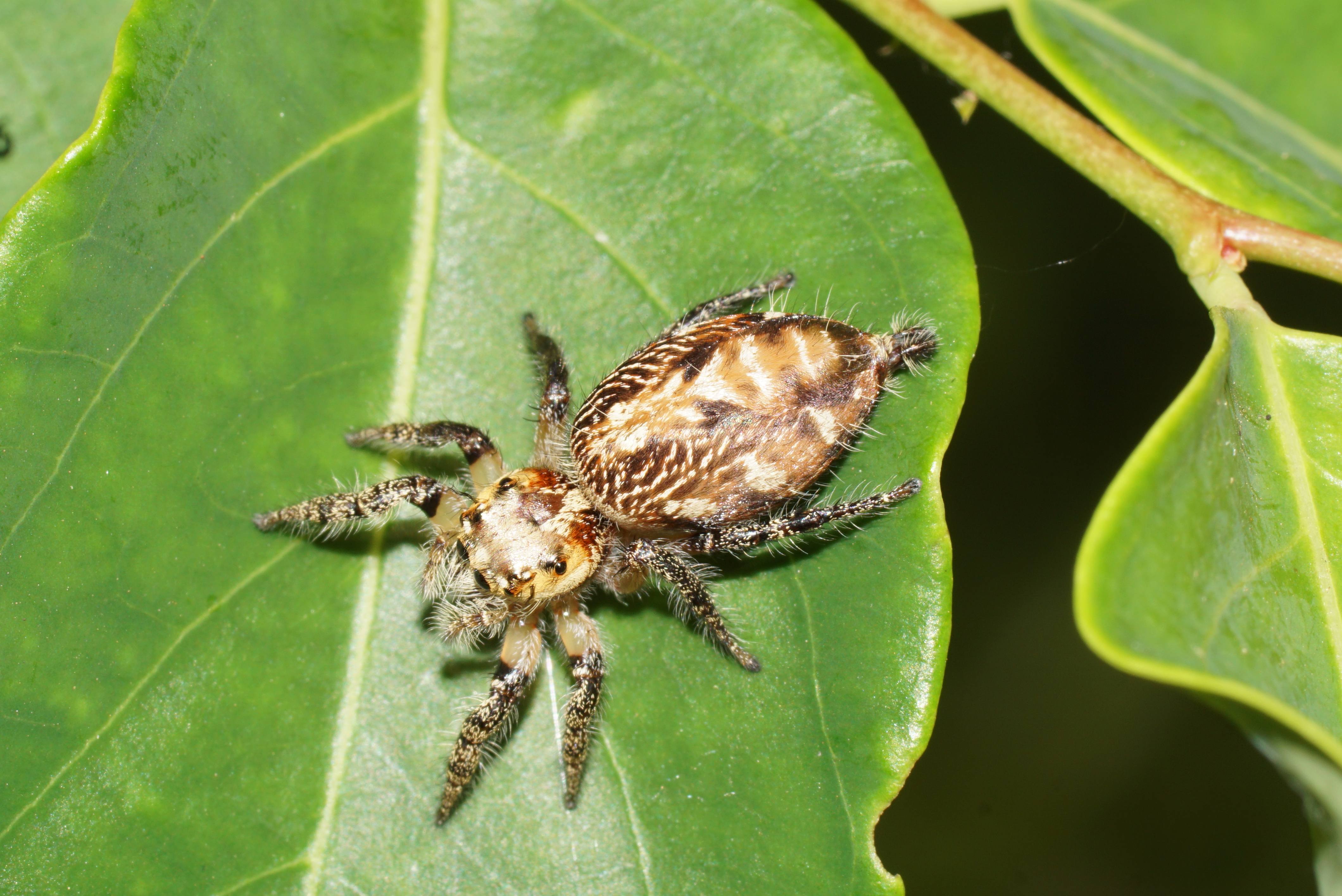
Hyllus semicupreus

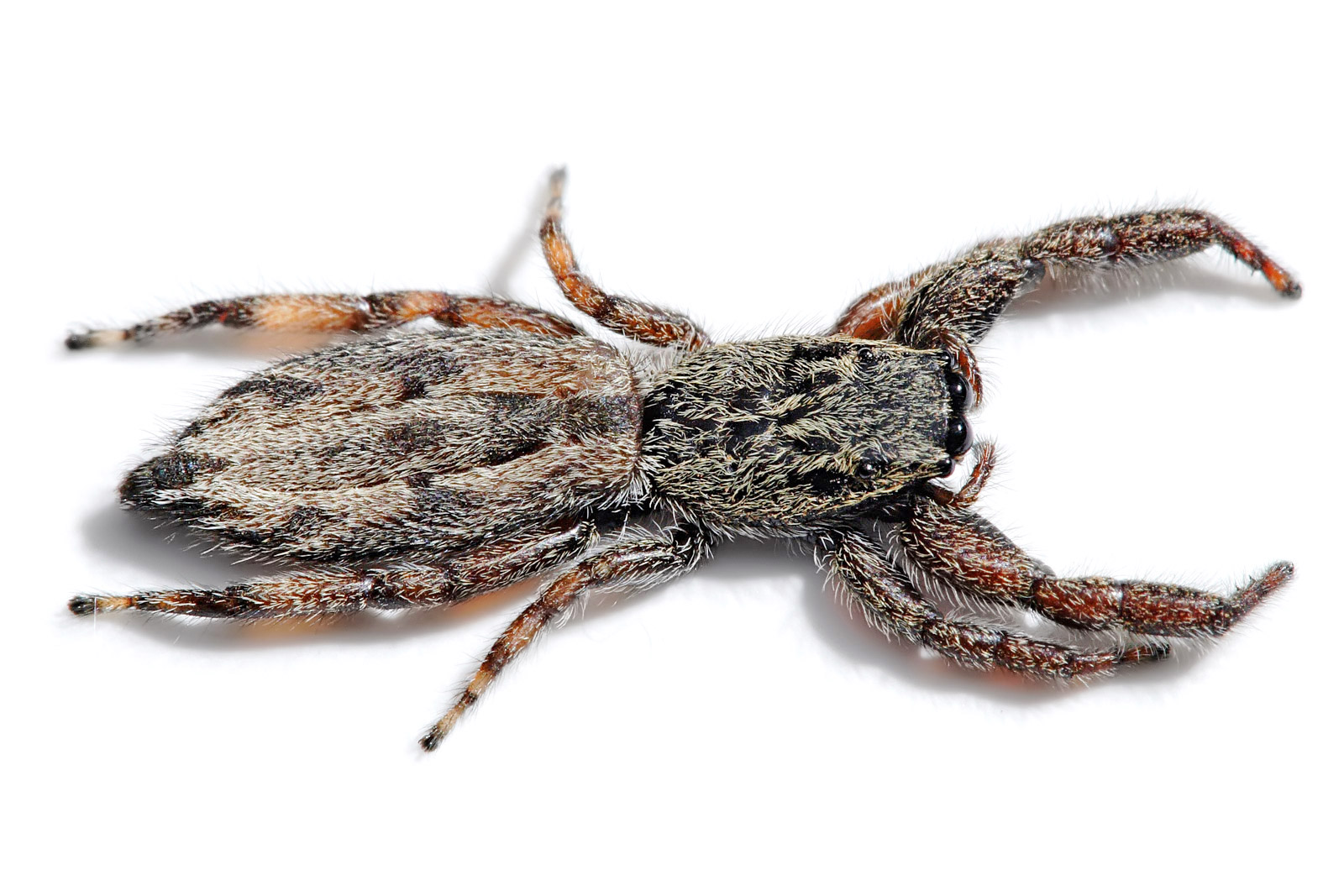
Holoplatys semiplanata

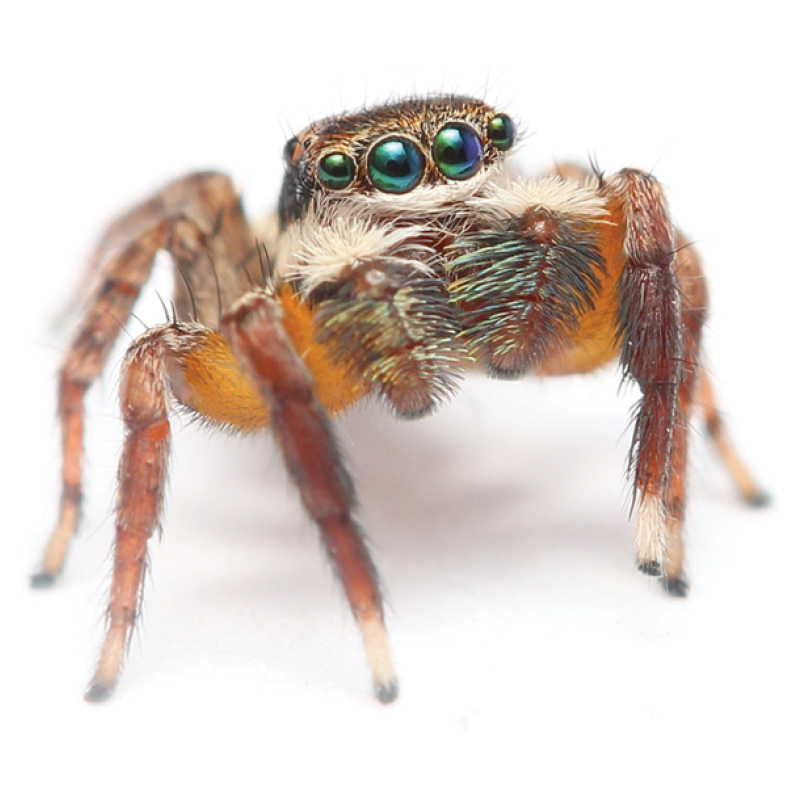
Jotus auripes

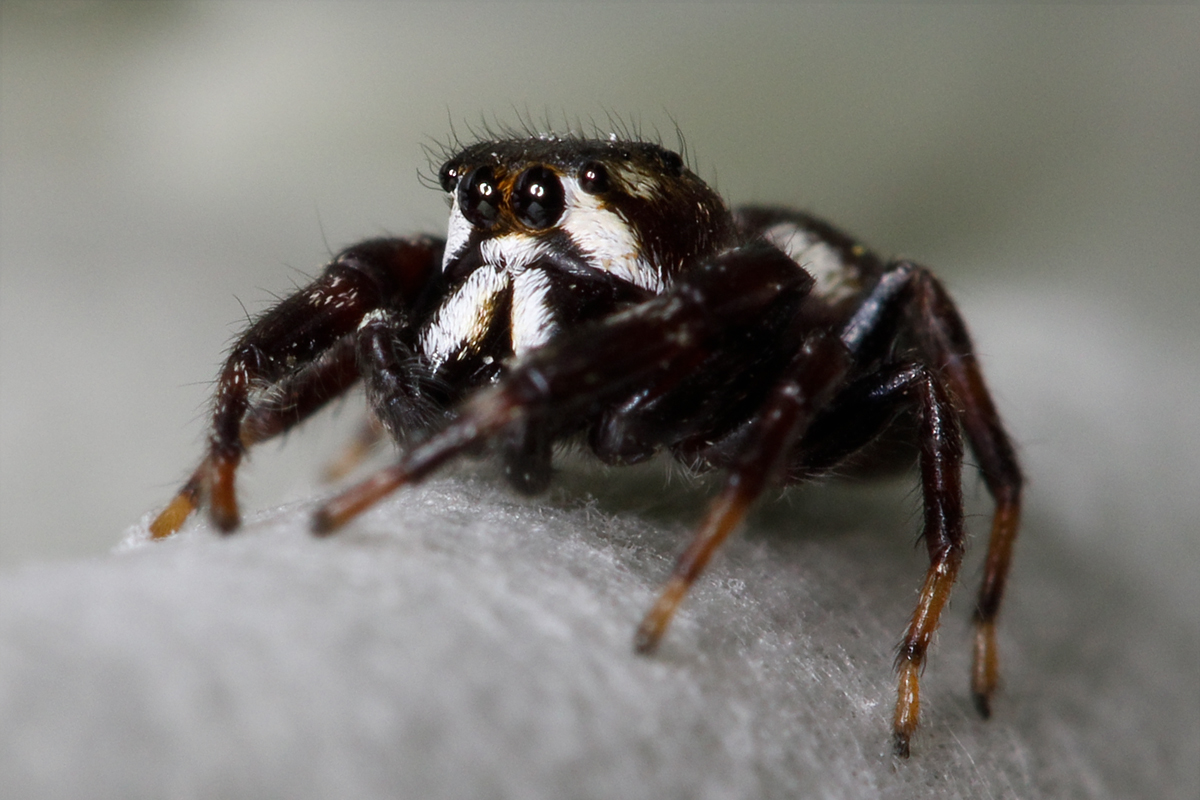
Metaphidippus manni, maschio adulto

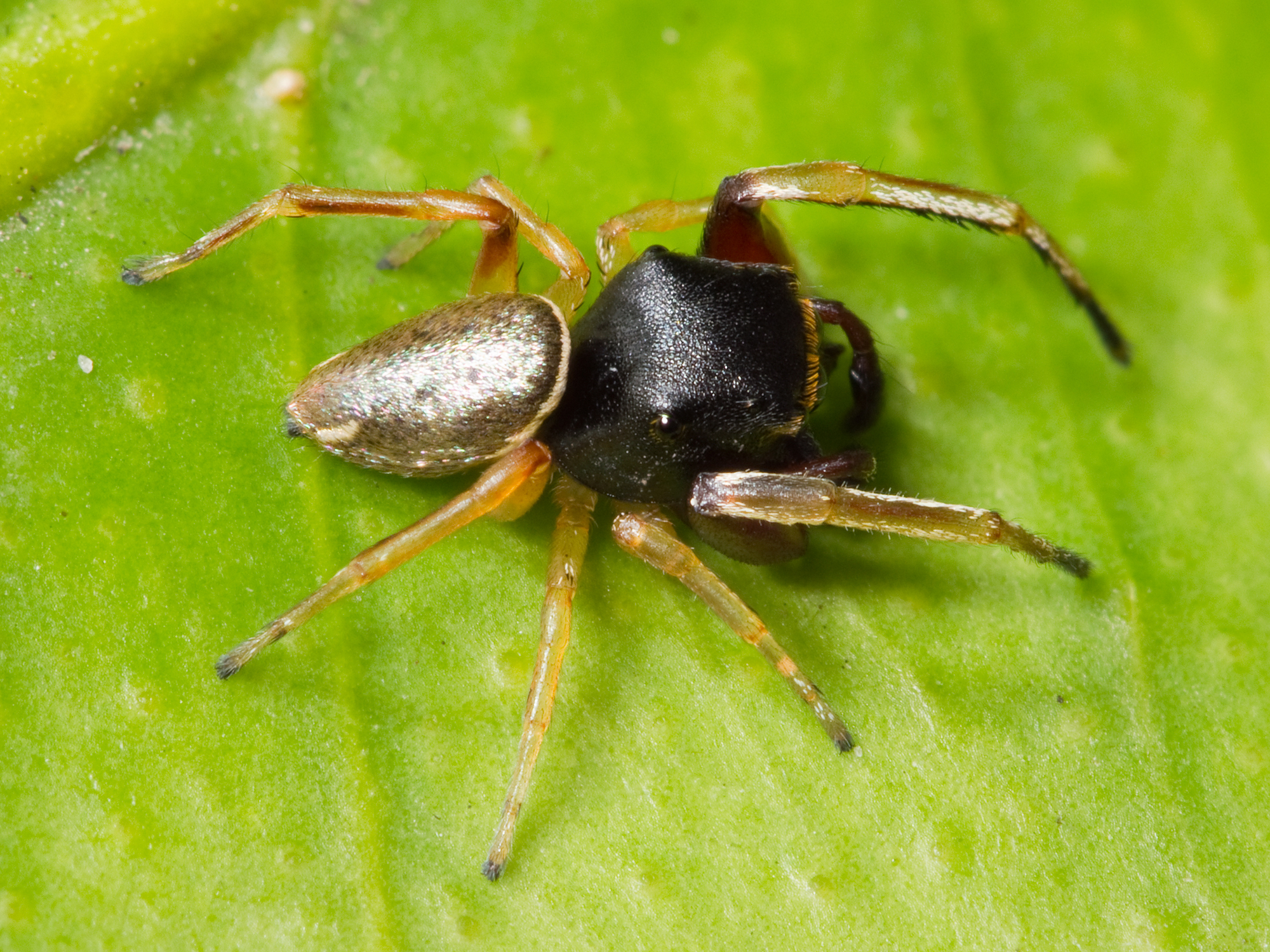
Zygoballus rufipes

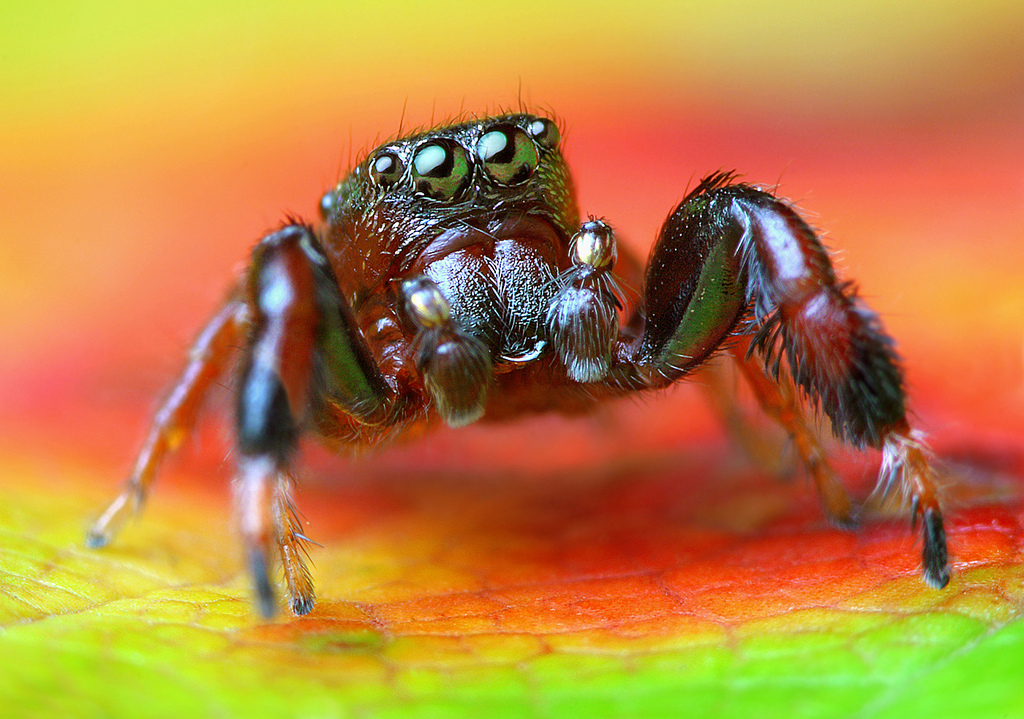
Sibianor larae, maschio

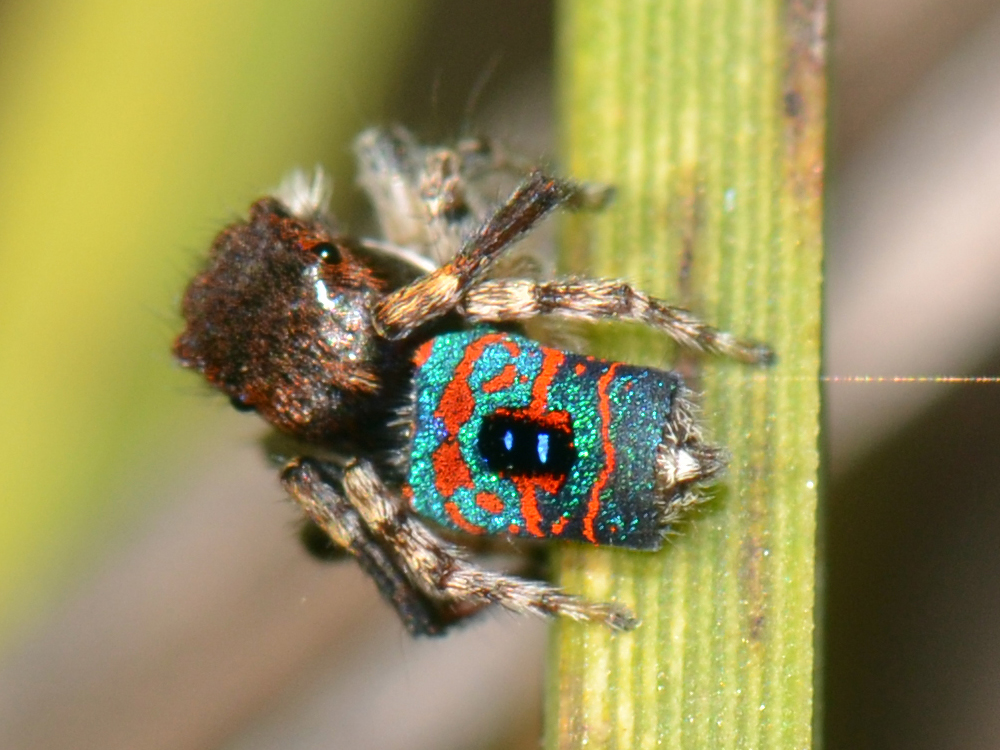
Maratus mungaich

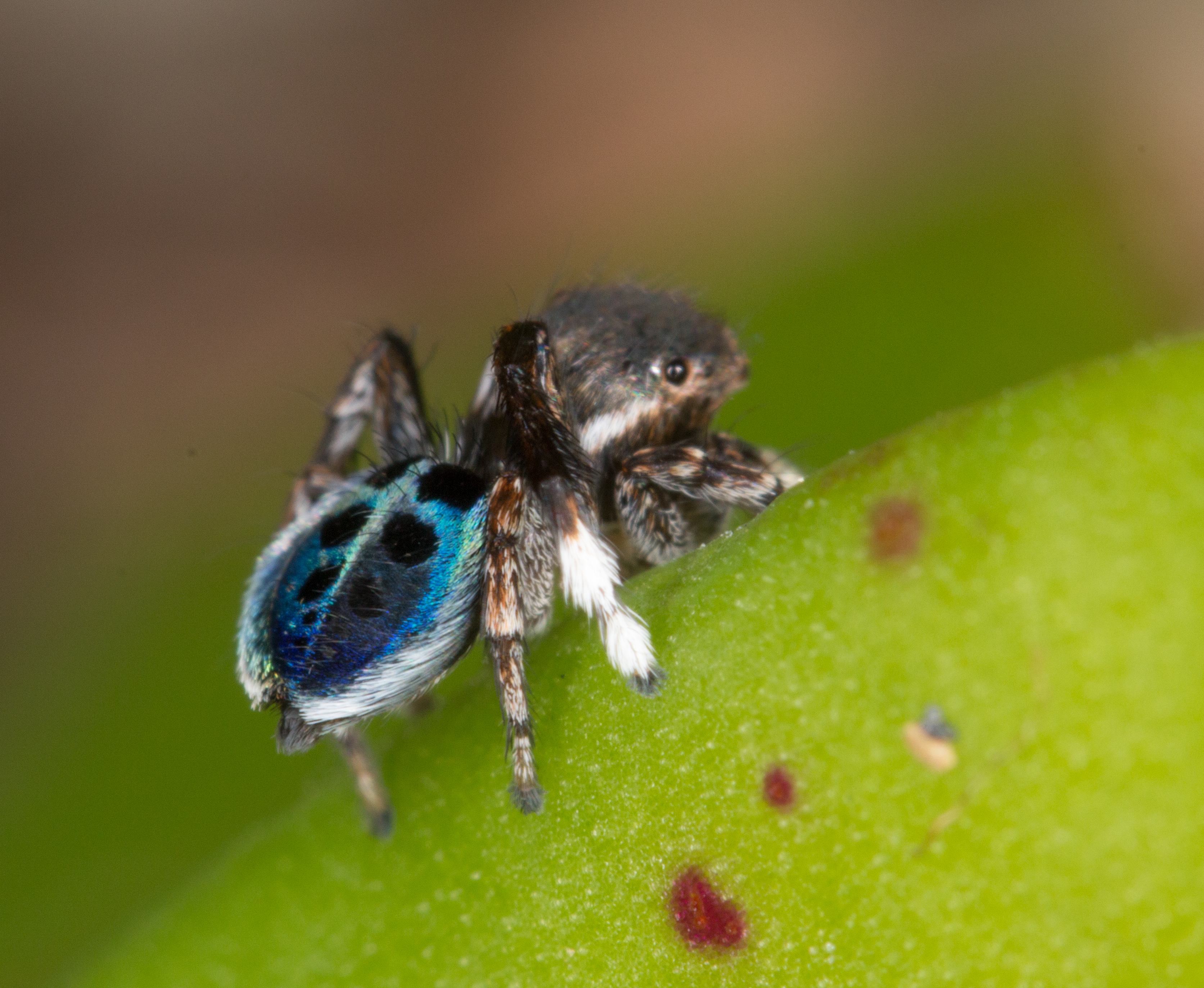
Maratus nigromaculatus

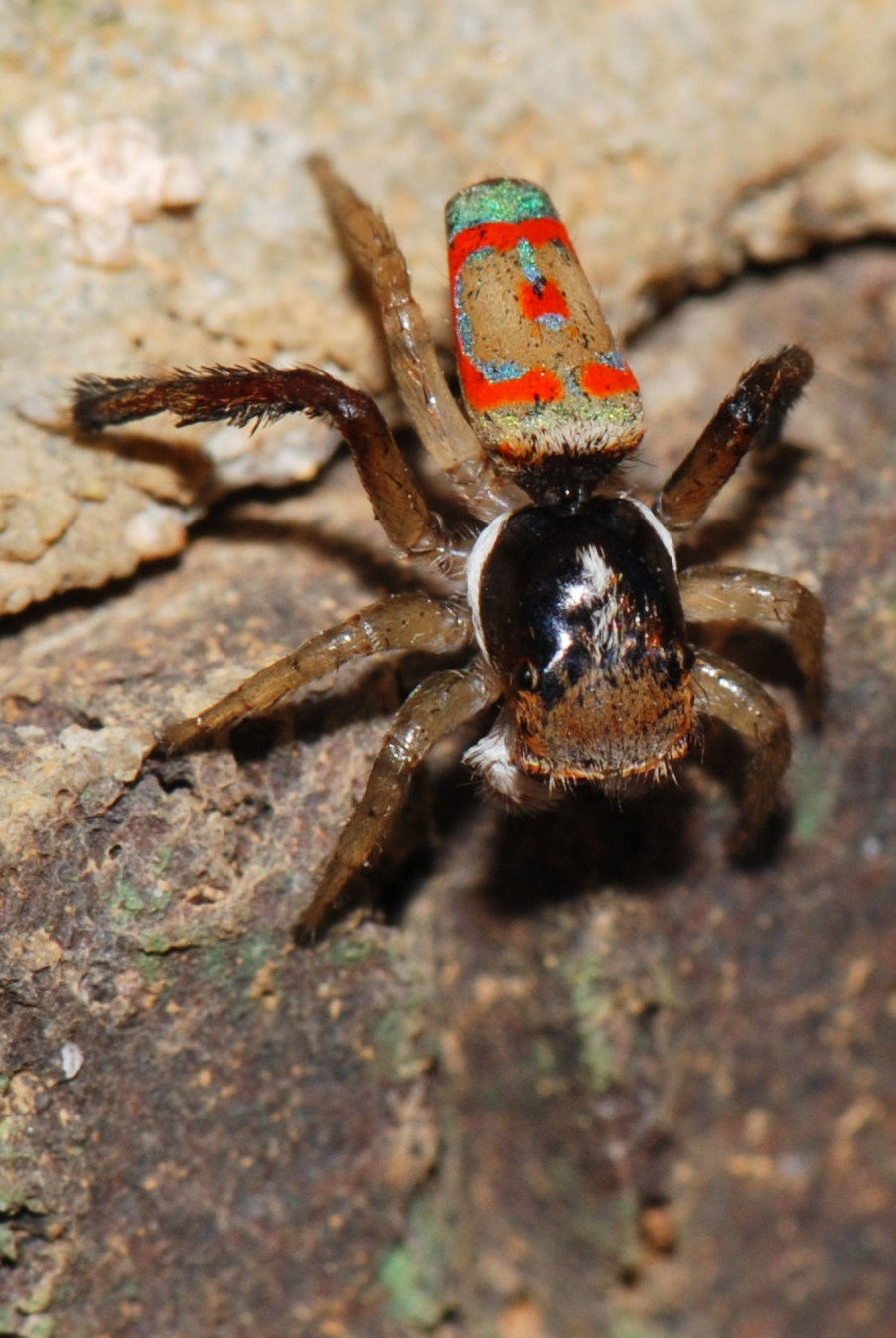
Maratus pavonis

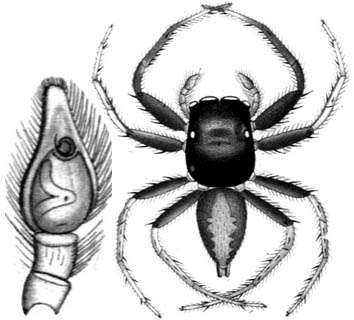
Margaromma semirasa, disegno di Keyserling

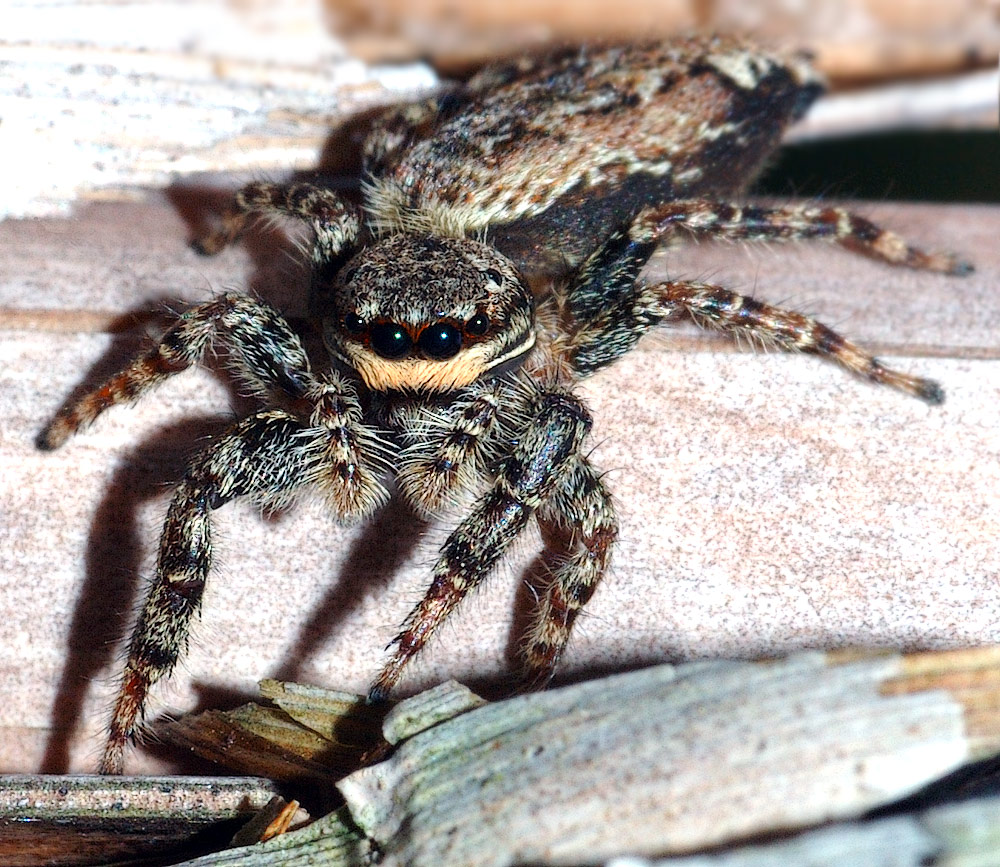
Marpissa muscosa, visuale frontale

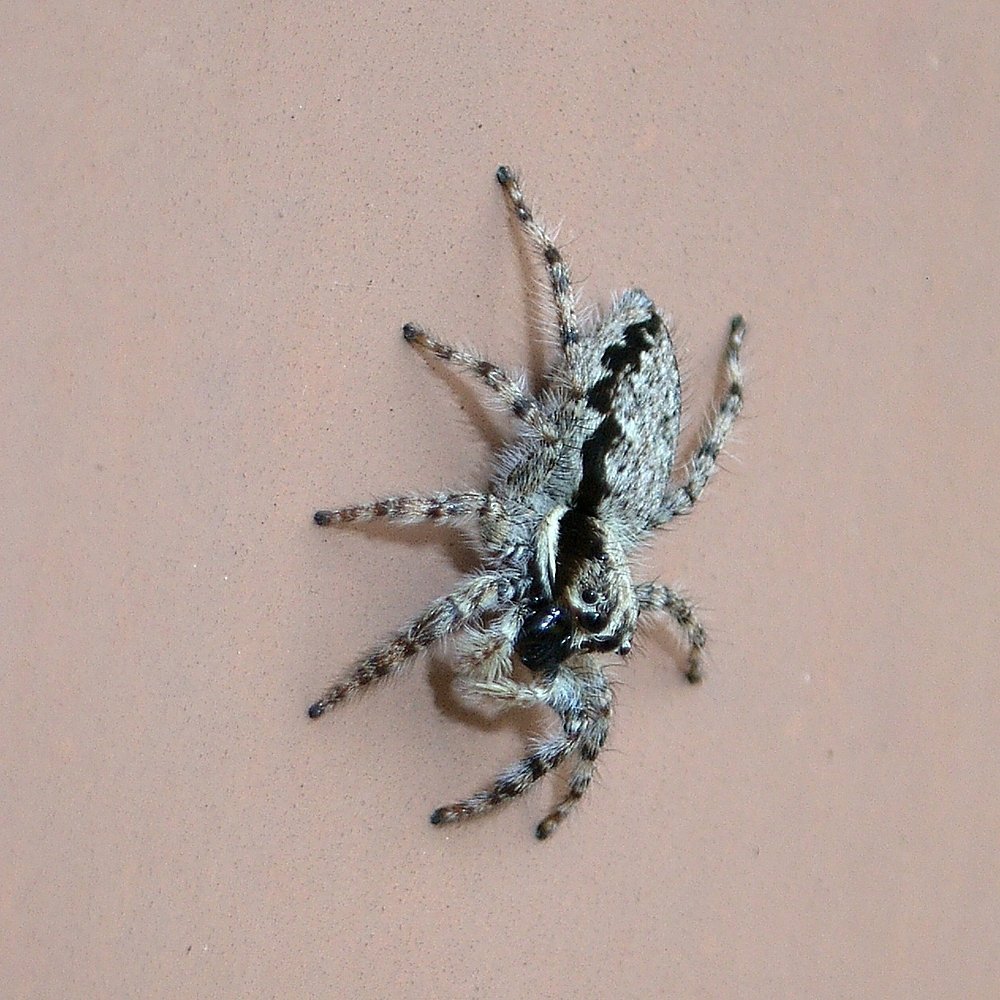
Menemerus fulvus, femmina

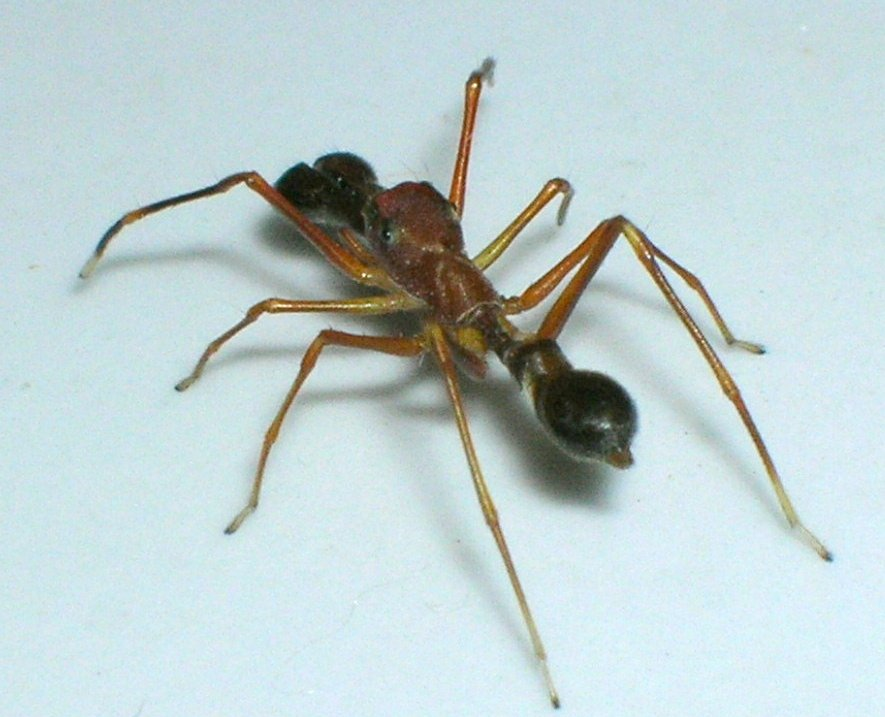
Myrmarachne plataleoides

## Onomastinae
Onomastinae Maddison, 2015
- Onomastus Simon, 1900 — Sri Lanka, India, Vietnam, Borneo, Giappone, Cina

## Asemoneinae
Asemoneinae Maddison, 2015
- Asemonea O. P.-Cambridge, 1869[3] — Africa, Madagascar, Asia, Australia
- Goleba Wanless, 1980[3] — Africa, Madagascar, isole Seychelles
- Macopaeus Simon, 1900[3] — Madagascar
- Pandisus Simon, 1900[3] — Madagascar, India

## Lyssomaninae
Lyssomaninae Blackwall, 1877
- Chinoscopus Simon, 1901 — America meridionale, Panama
- Hindumanes Logunov, 2004 - India, trasferito dalle Asemoneinae alle Lyssomaninae nel 2017[4]
- Lyssomanes Hentz, 1845 — dagli Stati Uniti orientali all'America meridionale
- Sumakuru Maddison, 2016[5] - Ecuador, Colombia

## Spartaeinae
Spartaeinae Wanless, 1984
- Tribù Spartaeini Wanless, 1984
  - Sottotribù Spartaeina Wanless, 1984
    - Brettus Thorell, 1895 — Asia meridionale, Madagascar
    - Cocalus C. L. Koch, 1846[6] — Indonesia, Nuova Guinea, Queensland (Australia)
    - Cyrba Simon, 1876[7] — Africa, Madagascar, Isole Comore, Asia centrale, Indonesia, Australia
    - Gelotia Thorell, 1890[8] — Asia orientale, Indonesia, Cina, Sri Lanka
    - Meleon Wanless, 1984 — Madagascar, Africa centrale, orientale e meridionale
    - Mintonia Wanless, 1984 — dalla Thailandia all'Indonesia
    - Neobrettus Wanless, 1984 — Bhutan, dal Vietnam all'Indonesia
    - Paracyrba Zabka & Kovac, 1996[7] — Malaysia
    - Phaeacius Simon, 1900[6] — dall'India alle Filippine e alla Cina
    - Portia Karsch, 1878 — Asia, Africa, Madagascar, Australia
    - Sparbambus Zhang, Woon & Li, 2006 — Malesia
    - Spartaeus Thorell, 1891 — Asia orientale e sudorientale
    - Taraxella Wanless, 1984 — Borneo, Sumatra, Malesia
    - Veissella Wanless, 1984 — Sudafrica, Isole Comore
    - Wanlessia Wijesinghe, 1992 — Taiwan, Borneo
    - Yaginumanis Wanless, 1984 — Cina, Giappone

  - Sottotribù Holcolaetina Simon, 1901
    - Holcolaetis Simon, 1885[9] — Africa occidentale, centrale e meridionale, Yemen, Pakistan
    - Sonoita Peckham & Peckham, 1903 — Costa d'Avorio, Africa meridionale

- Tribù Cocalodini Simon, 1901
  - Allococalodes Wanless, 1982[10] — Nuova Guinea
  - Cocalodes Pocock, 1897[10] — Indonesia, Nuova Guinea
  - Cucudeta Maddison, 2009[10] — Nuova Guinea
  - Depreissia Lessert, 1942[11] — Borneo, Congo
  - Tabuina Maddison, 2009[10] — Nuova Guinea
  - Waymadda Szűts, Zhang, Gallé-Szpisjak & De Bakker, 2020 — Papua Nuova Guinea
  - Yamangalea Maddison, 2009[10][12] — Nuova Guinea

- Tribù Lapsiini Maddison, 2015
  - Amilaps Maddison, 2019[13] - Messico, Guatemala
  - Galianora Maddison, 2006 — Ecuador
  - Lapsamita Ruiz, 2013 - Brasile
  - Lapsias Simon, 1900 — Venezuela
  - Soesiladeepakius Makhan, 2007 — Suriname (Sipaliwini)
  - Thrandina Maddison, 2006 — Ecuador

## Eupoinae
Eupoinae Maddison, 2015
- Corusca Zhou & Li, 2013 - Cina
- Eupoa Zabka, 1985 — Cina, Vietnam
- Megaeupoa Lin & Li, 2020, genere ritenuto correlato a Eupoa, e quindi appartenente alle Eupoinae[14] - India, Cina
- Sinoinsula Zhou & Li, 2013 - Cina

## Hisponinae
Hisponinae Simon, 1901
- Hispo Simon, 1885 — Madagascar, Africa, India, Isole Seychelles
- Jerzego Maddison, 2014 - India, Sri Lanka, Sumatra, Borneo
- Massagris Simon, 1900 — Sudafrica
- Tomobella Szüts & Scharff, 2009 — Madagascar
- Tomocyrba Simon, 1900 — Madagascar
- Tomomingi Szüts & Scharff, 2009[15] — Africa centrale (Kenya, Tanzania, Bioko)

## Salticinae
Salticinae Blackwall, 1841

### Clade Amycoida
Amycoida Maddison & Hedin, 2003
- Tribù Gophoini Simon, 1901
  - Banksetosa Chickering, 1946[16] — Panama
  - Carabella Chickering, 1946[16] — Panama
  - Ceriomura Simon, 1901[16] — Brasile, Perù
  - Colonus F. O. Pickard-Cambridge, 1901 - USA, America centrale e meridionale
  - Cotinusa Simon, 1900[16] — dal Messico all'America meridionale; Pakistan
  - Nilakantha Peckham & Peckham, 1901 - Cuba, Panama, Hispaniola, Giamaica
  - Parathiodina Bryant, 1943[16] — Hispaniola
  - Proctonemesia Bauab & Soares, 1978[17] — Brasile

- Tribù Sitticini Simon, 1901
  - Sottotribù Aillutticina Maddison, 2020
    - Aillutticus Galiano, 1987[18] — Brasile, Argentina
    - Amatorculus Ruiz & Brescovit, 2005[18] — Brasile
    - Capeta Ruiz & Brescovit, 2005[18] — Brasile
    - Gavarilla Ruiz & Brescovit, 2006[18] — Brasile
    - Nosferattus Ruiz & Brescovit, 2005[18] — Brasile

  - Sottotribù Sitticina Simon, 1901
    - Attinella Banks, 1905[19] - USA, Messico
    - Attulus Simon, 1889[18] Sinonimo dell'ex-genere Sitticus Simon, 1901[19] — Europa (Francia, Spagna, Portogallo)
    - Jollas Simon, 1901[18] — dall'America centrale all'America meridionale, Pakistan
    - Semiopyla Simon, 1901[18] — dal Messico all'Argentina
    - Sittisax Prószyński, 2017[19] - America settentrionale, Europa settentrionale, Russia (dall'Europa alla Russia orientale), Mongolia, Giappone
    - Tomis F. O. Pickard-Cambridge, 1901[18] Sinonimo dell'ex-genere Pseudattulus Caporiacco, 1947[19]

- Tribù Bredini Ruiz & Maddison, 2015
  - Breda Peckham & Peckham, 1894[20] — America meridionale, Panama, Australia, Tasmania
  - Druzia Ruiz & Brescovit, 2013 - Brasile

- Tribù Scopocirini Simon, 1901
  - Gypogyna Simon, 1900 — Paraguay, Argentina
  - Scopocira Simon, 1900 — dal Panama all'America meridionale

- Tribù Thiodinini Simon, 1901
  - Arachnomura Mello-Leitão, 1917[21] — Argentina, Brasile
  - Atomosphyrus Simon, 1902[21] — Argentina, Cile
  - Cyllodania Simon, 1902[22] — Panama, Venezuela, Perù
  - Hyetussa Simon, 1902[23][21] — America meridionale
  - Tartamura Bustamante & Ruiz, 2017[24] - Brasile, Ecuador, Argentina
  - Thiodina Simon, 1900 — dagli USA all'America meridionale
  - Titanattus Peckham & Peckham, 1885[21] — dall'America centrale all'America meridionale

- Tribù Sarindini Simon, 1901
  - Corcovetella Galiano, 1975[25] — Brasile
  - Martella Peckham & Peckham, 1892 — dal Messico all'America meridionale
  - Parafluda Chickering, 1946 — dal Panama all'Argentina
  - Sarinda Peckham & Peckham, 1892 — dagli USA meridionali all'Argentina
  - Simprulla Simon, 1901[17] — dal Panama all'Argentina (2 specie)
  - Tanybelus Simon, 1902[21] — Venezuela
  - Zuniga Peckham & Peckham, 1892[17] — dal Panama al Brasile

- Tribù Simonellini Peckham, Peckham & Wheeler, 1889
  - Cylistella Simon, 1901[22] - dall'America centrale all'America meridionale
  - Erica Peckham & Peckham, 1892[26] — dal Panama al Brasile
  - Fluda Peckham & Peckham, 1892[27] — America meridionale
  - Sympolymnia Perger & Rubio, 2020 — dal Messico alla Costa Rica, Perù, Bolivia, Guyana Francese, Brasile, Argentina, Colombia
  - Synemosyna Hentz, 1846[25] — dagli USA all'America meridionale

- Tribù Huriini Simon, 1901
  - Admesturius Galiano, 1988 — Cile, Argentina
  - Atelurius Simon, 1901 — Venezuela, Brasile
  - Hurius Simon, 1901 — America meridionale
  - Scoturius Simon, 1901 — Paraguay, Argentina
  - Simonurius Galiano, 1988 — Argentina, Venezuela
  - Urupuyu Ruiz & Maddison, 2015 - Ecuador

- Tribù Amycini F.O. Pickard-Cambridge, 1900
  - Acragas Simon, 1900 — America centrale e meridionale
  - Amycus C. L. Koch, 1846 — Messico, America meridionale
  - Anaurus Simon, 1900[28] — Brasile
  - Arnoliseus Braul, 2002 — Brasile
  - Encolpius Simon, 1900 — America meridionale
  - Frespera Braul & Lise, 2002 — Venezuela
  - Hypaeus Simon, 1900 — America centrale e meridionale
  - Letoia Simon, 1900 — Venezuela
  - Macutula Ruiz, 2011 — Brasile (Bahia, Pernambuco)
  - Maenola Simon, 1900[29] — Brasile, Guyana, Venezuela
  - Mago O. P.-Cambridge, 1882 — America meridionale
  - Matinta Ruiz & Maddison, 2019[30]
  - Noegus Simon, 1900 — America meridionale, Panama, Guatemala
  - Vinnius Simon, 1902 — Brasile, Argentina

- Amycoida incertae sedis
  - Orvilleus Chickering, 1946[31] — Panama
  - Toloella Chickering, 1946[22] — Panama

### Clade Salticoida
Salticoida Maddison & Hedin, 2003
- Tribù Agoriini Simon, 1901
  - Agorius Thorell, 1877 — Asia meridionale, Nuova Guinea
  - Synagelides Strand, 1906[32] — Russia, Asia (Cina, Nepal, Giappone, Corea, Indonesia, Thailandia)

- Tribù Baviini Simon, 1901
  - Bavia Simon, 1877[31] — Asia sudorientale, Australia, Oceania, Madagascar
  - Indopadilla Caleb & Sankaran, 2019, ritenuto vicino al genere Padillothorax[33] - Borneo, India, Singapore, Cina, Vietnam, isole Caroline
  - Maripanthus Maddison, 2020 — Sumatra, Borneo, Brunei, India, Cina, Singapore
  - Padillothorax Simon, 1901 - Borneo, India, Sri Lanka, Singapore, Malaysia, Cina
  - Padillothorus Prószyński, 2018 genere separato da Stagetillus nel 2018;[34] - Sumatra
  - Piranthus Thorell, 1895[31] — India, Myanmar
  - Stagetillus Simon, 1885[31] — Sumatra, Malaysia, Sri Lanka

#### Clade Astioida
- Astioida Maddison, Bodner & Needham, 2008
  - Tribù Myrmarachnini Simon, 1901
    - Sottotribù Myrmarachnina Simon, 1901
      - Belippo Simon, 1910 — São Tomé, Bioko (Golfo di Guinea), Nigeria, Congo, Ghana
      - Bocus Peckham & Peckham, 1892 — Filippine, Borneo
      - Emertonius Peckham & Peckham, 1892 - Malaysia, Indonesia (Giava, Bali, Borneo, Sumatra), Filippine
      - Hermosa Peckham & Peckham, 1892[35] - Malaysia (Borneo), Indonesia (Sulawesi), Madagascar, Congo, Angola, Cina, Vietnam
      - Myrmage Prószyński, 2016[36] - Borneo, Sri Lanka
      - Myrmagua Prószyński, 2016[36] - Argentina
      - Myrmanu Prószyński, 2016[36] - Madagascar
      - Myrmapana Prószyński, 2016[36] - America centrale, Brasile, Argentina
      - Myrmapeni Prószyński, 2016[36] - Madagascar, Brasile, Panama, Borneo
      - Myrmaplata Prószyński, 2016[36] - Malaysia, Singapore, Laos, India, Sri Lanka, Cina
      - Myrmarachne MacLeay, 1839 — cosmopolita
      - Myrmatheca Prószyński, 2016[36] - Indonesia (Sumatra, Borneo)
      - Myrmele Prószyński, 2016[36] - Madagascar
      - Panachraesta Simon, 1900 — Sri Lanka
      - Toxeus C. L. Koch, 1846[37] - Indonesia (Sulawesi, Bali, Lombok), Malaysia, dall'Angola alla Cina, Singapore, India, Giappone (isole Ryukyu), Taiwan

    - Sottotribù Ligonipedina Simon, 1901
      - Damoetas Peckham & Peckham, 1886 — Queensland, Nuovo Galles del Sud
      - Judalana Rix, 1999 — Australia (Queensland)
      - Ligonipes Karsch, 1878[38] — Australia, Nuova Guinea, Sumatra, isole Norfolk
      - Rhombonotus L. Koch, 1879[38] — Australia

    - Sottotribù Levieina Maddison & Szűts, 2019
      - Agorioides Maddison & Szűts, 2019[39] - Papua Nuova Guinea
      - Leviea Maddison & Szűts, 2019[39] - Papua Nuova Guinea
      - Papuamyr Maddison & Szűts, 2019[39] - Papua Nuova Guinea

  - Tribù Neonini Maddison, 2015
    - Neon Simon, 1876[40] — Americhe, Eurasia, Algeria
    - Papuaneon Maddison, 2016 - Papua Nuova Guinea

  - Tribù Astiini Simon, 1901
    - Arasia Simon, 1901 — Australia, Nuova Guinea
    - Astia L. Koch, 1879 — Australia
    - Astilodes Zabka, 2009 — Queensland
    - Helpis Simon, 1901 — Australia, Nuova Guinea
    - Jacksonoides Wanless, 1988 — Australia
    - Katya Prószynski & Deeleman-Reinhold, 2010 — Indonesia (Giava, Flores)
    - Megaloastia Zabka, 1995 — Australia
    - Orthrus Simon, 1900 — Filippine, Borneo
    - Parahelpis Gardzinska & Zabka, 2010 — Australia (Queensland, Nuovo Galles del Sud)
    - Sondra Wanless, 1988 — Australia
    - Tauala Wanless, 1988 — Australia, Taiwan

  - Tribù Mopsini Maddison, 2015
    - Mopsolodes Zabka, 1991[41] — Australia (Queensland, Territorio del Nord)
    - Mopsus Karsch, 1878[41] — Australia orientale, Nuova Guinea
    - Sandalodes Keyserling, 1883[41] —  Australia, Nuova Guinea, Celebes

  - Tribù Viciriini Simon, 1901
    - Sottotribù Viciriina Simon, 1901
      - Abracadabrella Zabka, 1991[20] — Australia
      - Apricia Richardson, 2016 - Australia e Tasmania
      - Avarua Marples, 1955[42] — Isole Cook
      - Clynotis Simon, 1901[20] — Australia, Nuova Zelanda
      - Corambis Simon, 1901[42] — Nuova Caledonia, Isole della Lealtà
      - Holoplatys Simon, 1885[43] — Australia, Tasmania, Nuova Caledonia, Nuova Zelanda, Nuova Guinea
      - Huntiglennia Zabka & Gray, 2004 — Nuovo Galles del Sud
      - Lystrocteisa Simon, 1884[44] — Nuova Caledonia
      - Nungia Zabka, 1985 — Cina, Vietnam
      - Ocrisiona Simon, 1901[43] — Australia, Nuova Zelanda, Tasmania, Hong Kong, Cina
      - Opisthoncus L. Koch, 1880[45] — Australia, Nuova Guinea, Nuova Britannia, isola Lord Howe
      - Paraphilaeus Zabka, 2003 — Australia (Queensland, Nuovo Galles del Sud)
      - Paraplatoides Zabka, 1992 — Australia (Queensland, Nuovo Galles del Sud, Tasmania, Australia occidentale e meridionale), Nuova Caledonia
      - Penionomus Simon, 1903[46] — Pakistan, Nuova Caledonia
      - Pungalina Richardson, 2013 - Australia (Nuovo Galles del Sud, Queensland, Victoria, Territorio del Nord)
      - Rhondes Simon, 1901[47][48] — Nuova Caledonia
      - Rogmocrypta Simon, 1900[31] — Singapore, Filippine, Nuova Caledonia
      - Tara Peckham & Peckham, 1886[28] — Australia, Isola Lord Howe
      - Trite Simon, 1885[49] — Australia, Nuova Zelanda, Oceania
      - Viciria Thorell, 1877 —  Africa e Asia, prevalentemente in Africa occidentale e in Indonesia
      - Zebraplatys Zabka, 1992[43] — Australia, Taiwan

    - Sottotribù Simaethina Simon, 1903
      - Heratemita Strand, 1932[45] — Filippine, Sumatra
      - Iona Peckham & Peckham, 1886[45] — Isole Tonga
      - Irura Peckham & Peckham, 1901[45] — Asia sudorientale, Cina
      - Ligurra Simon, 1903[45] — dalla Malaysia all'Indonesia, Isole Caroline
      - Mantius Thorell, 1891[48] — Borneo, Malaysia, Giava, Sumatra (5 specie)
      - Phyaces Simon, 1902[45] — Sri Lanka
      - Poecilorchestes Simon, 1901[50] — Nuova Guinea
      - Porius Thorell, 1892[45] — Nuova Guinea
      - Simaetha Thorell, 1881[45] — Australia, Asia orientale e sudorientale, Congo
      - Simaethula Simon, 1902[45] — Australia
      - Stertinius Simon, 1890[45] — Indonesia, Giappone, Filippine, isole Marianne
      - Uroballus Simon, 1902[45] — Sri Lanka, Vietnam
      - Urogelides Zabka, 2009 — Australia (Queensland)

#### Clade Marpissoida
- Marpissoida Maddison & Hedin, 2003
  - Tribù Ballini Banks, 1892
    - Afromarengo Benjamin, 2004 — Africa centrale, orientale e meridionale
    - Ballagascar Azarkina & Haddad, 2020 — Madagascar
    - Ballus C. L. Koch, 1850 — Europa, Africa settentrionale, Giappone, Myanmar, Sri Lanka
    - Colaxes Simon, 1900 — Sri Lanka, India
    - Copocrossa Simon, 1901[42] — Kenya, Sumatra, Malaysia, Australia
    - Cynapes Simon, 1900 — Isole Seychelles, Mauritius, Isola Rodrigues (Isole Mascarene)
    - Goleta Peckham & Peckham, 1894 — Madagascar
    - Indomarengo Benjamin, 2004 — Indonesia (Borneo, Giava, Sumatra)
    - Leikung Benjamin, 2004 — Malaysia, Indonesia (Borneo, Sumatra)
    - Mantisatta Warburton, 1900[42] — Borneo, Filippine
    - Marengo Peckham & Peckham, 1892 — Sri Lanka, Thailandia
    - Mondeku Azarkina & Haddad, 2020 — Kenya
    - Oviballus Azarkina & Haddad, 2020 — Sudafrica
    - Pachyballus Simon, 1900 — Africa, Bioko (Golfo di Guinea), Yemen, Nuova Caledonia
    - Padilla Peckham & Peckham, 1894 — Madagascar, Réunion, Giava
    - Peplometus Simon, 1900 — Africa occidentale, Sudafrica
    - Philates Simon, 1900 — Indonesia, Filippine, Nuova Guinea
    - Planamarengo Azarkina & Haddad, 2020 — Kenya, Sudafrica
    - Propiomarengo Azarkina & Haddad, 2020 — Sudafrica
    - Sadies Wanless, 1984 — Isole Seychelles
    - Tenuiballus Azarkina & Haddad, 2020 — Sudafrica
    - Wandawe Azarkina & Haddad, 2020 — Sudafrica, Kenya, Uganda

  - Tribù Tisanibini Maddison, 2015
    - Saaristattus Logunov & Azarkina, 2008[51] — Malaysia
    - Thaiattus Logunov, 2020 - Thailandia
    - Tisaniba Zhang & Maddison, 2014 - Borneo, Malaysia
    - Tisanibainepta Logunov, 2020 - Malaysia (Borneo e Penisola), Filippine (isola di Palawan)

  - Tribù Dendryphantini Menge, 1879
    - Sottotribù Synagelina F.O. Pickard-Cambridge, 1900
      - Admestina Peckham & Peckham, 1888[52] — Stati Uniti, Canada
      - Attidops Banks, 1905[52] — dal Messico al Canada
      - Cheliferoides F. O. P.-Cambridge, 1901[32] — dagli USA al Panama
      - Descanso Peckham & Peckham, 1892[32] — Brasile, Hispaniola, Panama, Perù
      - Peckhamia Simon, 1901[53] — USA, Canada, Messico, El Salvador, Panama, Suriname, Argentina
      - Synageles Simon, 1876[32] — Regione paleartica, America settentrionale, Egitto

    - Sottotribù Itatina Simon, 1901
      - Itata Peckham & Peckham, 1894[52] — America meridionale e centrale

    - Sottotribù Marpissina Simon, 1901
      - Balmaceda Peckham & Peckham, 1894[54] — America centrale e meridionale
      - Empanda Simon, 1903  — Guatemala
      - Fuentes Peckham & Peckham, 1894[54] — America centrale
      - Maevia C. L. Koch, 1846[54] — America settentrionale e meridionale, Sumatra
      - Marpissa C. L. Koch, 1846[20] — Americhe, Eurasia, Nuova Zelanda, Camerun
      - Mendoza Peckham & Peckham, 1894[20] — Eurasia, Africa settentrionale
      - Metacyrba F. O. P.-Cambridge, 1901[54] — dal Venezuela agli USA, Hispaniola, Isole Galapagos
      - Paramaevia Barnes, 1955[55] - USA
      - Platycryptus Hill, 1979[20] — Americhe
      - Psecas C. L. Koch, 1850[20] — America meridionale

    - Sottotribù Dendryphantina Menge, 1879
      - Alcmena C. L. Koch, 1846[56] — Messico, Venezuela, Brasile, Argentina
      - Anicius Chamberlin, 1925 — Messico
      - Anokopsis Bauab & Soares, 1980 — Brasile (1 specie)
      - Ashtabula Peckham & Peckham, 1894 — dal Brasile al Panama
      - Avitus Peckham & Peckham, 1896 — dall'Argentina al Panama, Giamaica
      - Bagheera Peckham & Peckham, 1896 — USA, Messico e Guatemala
      - Beata Peckham & Peckham, 1895 — America meridionale, Madagascar
      - Bellota Peckham & Peckham, 1892 — Americhe, Pakistan
      - Bryantella Chickering, 1946 — dal Panama all'Argentina
      - Cerionesta Simon, 1901 — Isola Saint Vincent (Antille)
      - Chirothecia Taczanowski, 1878 — America meridionale
      - Dendryphantes C. L. Koch, 1837 — Eurasia, Africa, Americhe
      - Donaldius Chickering, 1946[57] — Panama
      - Eris C. L. Koch, 1846 — dall'Alaska all'Ecuador
      - Fritzia O. P.-Cambridge, 1879[20] — Brasile, Argentina
      - Gastromicans Mello-Leitão, 1917 — America centrale e meridionale
      - Ghelna Maddison, 1996 — America settentrionale
      - Hentzia Marx, 1883 — America settentrionale, America centrale, Colombia
      - Lurio Simon, 1901 — America meridionale
      - Mabellina Chickering, 1946[58] — Panama
      - Macaroeris Wunderlich, 1992 — Eurasia
      - Mburuvicha Scioscia, 1993 — Argentina
      - Messua Peckham & Peckham, 1896[59] — USA, America centrale, Guyana
      - Metaphidippus F. O. P.-Cambridge, 1901 — Americhe
      - Mirandia Badcock, 1932[60] — Paraguay
      - Monaga Chickering, 1946[16] — Panama
      - Nagaina Peckham & Peckham, 1896[58] — dal Messico a Panama, Cuba, Brasile
      - Naubolus Simon, 1901[20] — Brasile, Argentina, Guyana, Paraguay
      - Osericta Simon, 1901 — Perù, Brasile
      - Paradamoetas Peckham & Peckham, 1885 — dal Canada al Panama
      - Paraphidippus F. O. P.-Cambridge, 1901 — dagli USA al Panama
      - Parnaenus Peckham & Peckham, 1896 — America centrale e meridionale
      - Pelegrina Franganillo, 1930 — dal Canada al Panama
      - Phanias F. O. P.-Cambridge, 1901 — USA, Messico, El Salvador, Isole Galapagos
      - Phidippus C. L. Koch, 1846 — Americhe, India[61][62]
      - Planiemen Wesolowska & van Harten, 2007[63] — Yemen
      - Poultonella Peckham & Peckham, 1909[58] — USA
      - Pseudofluda Mello-Leitão, 1928[27] — Brasile
      - Pseudopartona Caporiacco, 1954[32] — Guiana francese
      - Rhene Thorell, 1869[56] — Asia orientale e meridionale, Africa centrale e meridionale
      - Rhetenor Simon, 1902[59] — USA, Brasile
      - Rudra Peckham & Peckham, 1885[58] — dal Guatemala all'Argentina
      - Sassacus Peckham & Peckham, 1895 — Americhe
      - Sebastira Simon, 1901 — Venezuela, Panama
      - Selimus Peckham & Peckham, 1901 — Brasile
      - Semora Peckham & Peckham, 1892 — Brasile, Venezuela, Argentina
      - Tacuna Peckham & Peckham, 1901[56] — Brasile, Argentina
      - Terralonus Maddison, 1996 — USA
      - Thammaca Simon, 1902 — Perù, Brasile
      - Tulpius Peckham & Peckham, 1896 — Brasile, Guatemala, Panama
      - Tutelina Simon, 1901 — USA, Canada, Ecuador, Guyana
      - Tuvaphantes Logunov, 1993 — Russia
      - Uluella Chickering, 1946[53] — Panama
      - Xuriella Wesolowska & Russell-Smith, 2000 — Yemen, Tanzania
      - Zeuxippus Thorell, 1891[56] — Asia orientale e meridionale
      - Zygoballus Peckham & Peckham, 1885[59] — Americhe, India

  - Dendryphantini Menge, 1879 incertae sedis
    - Semorina Simon, 1901 — Venezuela, Argentina

#### Clade Saltafresia
- Saltafresia Bodner & Maddison, 2012
  - Tribù Nannenini Maddison, 2015
    - Idastrandia Strand, 1929[64] — Singapore
    - Langerra Zabka, 1985 — Cina, Vietnam
    - Nannenus Simon, 1902[48] — Singapore, Filippine (3 specie)

  - Tribù Hasariini Simon, 1903
    - Bristowia Reimoser, 1934[65] — Congo, Asia
    - Cheliceroides Zabka, 1985 — Cina, Vietnam
    - Chinattus Logunov, 1999[66] — dall'Iran al Vietnam, America settentrionale
    - Curubis Simon, 1902 — Sri Lanka, India
    - Diplocanthopoda Abraham, 1925[31] — Malaysia, Nuova Guinea
    - Echeclus Thorell, 1890 — Malaysia
    - Gedea Simon, 1902[67] — Cina, Vietnam, Giava
    - Habrocestoides Prószynski, 1992[66] — India, Nepal
    - Habrocestum Simon, 1876[66] — Eurasia, Africa, Australia, Isole Salomone
    - Hasarina Schenkel, 1963 — Cina (Gansu, Sichuan, Hunan e Fujian)
    - Hasarius Simon, 1871 —  cosmopolita
    - Imperceptus Prószyński, 1992 — India
    - Madhyattus Prószyński, 1992 — India (Madhya Pradesh)
    - Mikrus Wesolowska, 2001 — Africa centrale (Kenya, Uganda)
    - Uxuma Simon, 1902 — Gabon (1 specie)

  - Tribù Chrysillini Simon, 1901
    - Afraflacilla Berland & Millot, 1941[68] — Africa, dal Medio Oriente all'Europa, Australia
    - Augustaea Szombathy, 1915[69] — Singapore
    - Chrysilla Thorell, 1887[70] — Asia sudorientale, Africa orientale, Pakistan, Australia
    - Cosmophasis Simon, 1901[70] — Africa, dall'Asia sudorientale all'Australia
    - Dendroicius Lin & Li, 2020[71] - Cina
    - Echinussa Simon, 1901[70] — Madagascar
    - Epocilla Thorell, 1887[70] — Asia orientale e sudorientale, isole Seychelles, isole Hawaii, Mauritius
    - Festucula Simon, 1901[70] — Africa centrale, orientale e meridionale, Egitto
    - Hakka Berry & Prószynski, 2001[70] — Cina, Corea del Nord, Giappone, isole Hawaii
    - Helicius Zabka, 1981[70] — Corea, Giappone, Russia, Bhutan,
    - Heliophanillus Prószyński, 1989[70] — dalla Grecia all'Asia Centrale, Emirati Arabi Uniti, Yemen, Socotra
    - Heliophanus C. L. Koch, 1833[70] — Africa, Eurasia, Australia
    - Helvetia Peckham & Peckham, 1894[70] — America meridionale, Isole Galapagos
    - Icius Simon, 1876[70] — Africa, Eurasia, dall'America centrale all'America meridionale, Micronesia
    - Jaluiticola Roewer, 1944[70] — Isole Marshall
    - Kupiuka Ruiz, 2010[70] — Brasile
    - Marchena Peckham & Peckham, 1909[70] — USA (California, Nevada, Oregon, Washington, Idaho, Montana)
    - Matagaia Ruiz, Brescovit e Freitas, 2007[70] — Fernando de Noronha (Brasile)
    - Menemerus Simon, 1868[70] — fascia intertropicale, Europa, Australia
    - Mexcala Peckham & Peckham, 1902[32] — Africa (prevalentemente Tanzania, Congo, Namibia e Sudafrica), Yemen, Iran
    - Nandicius Prószyński, 2016[72] - Afghanistan, pakistan, India, Cina, Corea, Giappone
    - Natta Karsch, 1879[70] — Africa, Madagascar, São Tomé, Yemen
    - Nepalicius Prószyński, 2016[72] - Nepal, Corea, Giappone, India, Cina, isole Seychelles
    - Ogdenia Peckham & Peckham, 1908[48] — Borneo
    - Okinawicius Prószyński, 2016[72] - Giappone (Okinawa), India, Arabia Saudita, Yemen, Etiopia
    - Orienticius Prószyński, 2016[72] - Russia (dalla Siberia meridionale all'Estremo Oriente), Cina, Corea, Giappone
    - Orsima Simon, 1901[70] — Africa, Asia meridionale
    - Paraheliophanus Clark & Benoit, 1977[70] — Isola di Sant'Elena
    - Phintella Strand, 1906[70] — Europa, Asia, Africa
    - Phintelloides Kanesharatnam & Benjamin, 2019 - Sri Lanka, India, Myanmar, Thailandia, Malaysia, Cina, Corea, Taiwan, Giappone, Indonesia (Sumatra). Introdotto negli USA (Hawaii)
    - Plesiopiuka Ruiz, 2010[70] — Brasile (Amazonas)
    - Proszynskia Kanesharatnam & Benjamin, 2019 - India, Sri Lanka
    - Psenuc Prószyński, 2016[72] - Sudafrica, Nuova Guinea, Filippine, Australia occidentale, isole Caroline, isole Marshall, Cina, Hong Kong, Vietnam, Namibia, Sudafrica, isole Salomone
    - Pseudicius Simon, 1885[70] — Africa, Europa, Asia
    - Rudakius Prószyński, 2016[72] - dall'Asia centrale alla Cina, Emirati Arabi Uniti, Iran, India, Malaysia
    - Siler Simon, 1889[73] — Asia orientale
    - Spadera Peckham & Peckham, 1894[74] - Madagascar
    - Tasa Wesolowska, 1981[75][70] — Cina, Corea, Giappone (2 specie)
    - Theriella Braul & Lise, 1996[70] — Brasile, Argentina
    - Wesolowskana Koçak & Kemal, 2008[46] — isole Capo Verde
    - Yepoella Galiano, 1970[70] — Argentina

#### Clade Simonida
- Simonida Maddison, 2015
  - Tribù Leptorchestini Simon, 1901
    - Araegeus Simon, 1901 — Mozambico, Sudafrica
    - Enoplomischus Giltay, 1931 — Repubblica Democratica del Congo, Costa d'Avorio, Kenya
    - Kima Peckham & Peckham, 1902 — Sudafrica, Repubblica Democratica del Congo, Tanzania, Kenya
    - Leptorchestes Thorell, 1870 — dall'Europa al Turkmenistan, Medio Oriente, Algeria, Namibia
    - Marusyllus Prószyński, 2016[76] - Russia (dall'Europa alla Siberia meridionale) Kazakistan, Uzbekistan, Turkmenistan, Tagikistan, Cina, Azerbaigian, Mongolia
    - Paramarpissa F. O. P.-Cambridge, 1901[77] — USA, Messico
    - Pseudomogrus Simon, 1937[78] - Africa settentrionale, Medio Oriente, dalla Turchia alla Cina, Portogallo, Russia europea, Spagna (isole Canarie), Italia (Sardegna), Grecia (Creta)
    - Ugandinella Wesolowska, 2006[79] — Uganda
    - Yllenus Simon, 1868[18] — Eurasia, Africa settentrionale

  - Tribù Euophryini Simon, 1901
    - Agobardus Keyserling, 1885[60] — Indie Occidentali
    - Allodecta Bryant, 1950[32] — Giamaica
    - Amphidraus Simon, 1900[80] — Brasile, Argentina, Bolivia
    - Anasaitis Bryant, 1950 — Giamaica, Cuba, Hispaniola, USA
    - Antillattus Bryant, 1943[60] — Hispaniola
    - Araneotanna Özdikmen & Kury, 2006[81][82] — Nuove Ebridi
    - Aruattus Logunov & Azarkina, 2008 — isole Aru (Indonesia)
    - Asaphobelis Simon, 1902[83] - Brasile
    - Ascyltus Karsch, 1878[84] — Oceania, Nuova Guinea, Celebes, Queensland
    - Athamas O. P.-Cambridge, 1877[85] — Oceania
    - Barraina Richardson, 2013 - Australia (Queensland)
    - Bathippus Thorell, 1892[84] — Australasia
    - Baviola Simon, 1898[63] — Isole Seychelles
    - Belliena Simon, 1902[60] — Venezuela, Trinidad
    - Bindax Thorell, 1892[67] — Celebes (Indonesia), Isole Salomone
    - Bulolia Zabka, 1996 — Nuova Guinea
    - Bythocrotus Simon, 1903[86] — Hispaniola
    - Canama Simon, 1903[84] — Malaysia, Borneo, Molucche, Nuova Guinea, Queensland
    - Caribattus Bryant, 1950[87] — Giamaica
    - Chalcolecta Simon, 1884[44] — dall'Australia a Celebes (Indonesia)
    - Chalcolemia Zhang & Maddison, 2012 - Papua Nuova Guinea (Nuova Britannia)
    - Chalcoscirtus Bertkau, 1880[40] — Eurasia, USA
    - Chalcotropis Simon, 1902 — Filippine, Celebes, Giava, isole Tonga, India
    - Chalcovietnamicus Marusik, 1991 - Vietnam, Cina, Filippine (Luzon)
    - Chapoda Peckham & Peckham, 1896 — dal Messico al Panama, Brasile
    - Charippus Thorell, 1895 — Myanmar
    - Chinophrys Zhang & Maddison, 2012 - Cina, Taiwan, Sudafrica
    - Cobanus F. O. P.-Cambridge, 1900[88] — dal Messico al Venezuela, Hispaniola, Borneo
    - Coccorchestes Thorell, 1881[50] — Nuova Guinea, Queensland, Nuova Britannia
    - Colyttus Thorell, 1891 — dalla Cina all'Arcipelago delle Molucche
    - Commoris Simon, 1902 — Guadalupa, Dominica, Hispaniola
    - Compsodecta Simon, 1903[89] — Giamaica, Hispaniola, Guatemala, El Salvador, Nicaragua, Panama
    - Corticattus Zhang & Maddison, 2012 - Portorico, Hispaniola
    - Coryphasia Simon, 1902 — Brasile
    - Corythalia C. L. Koch, 1850[90] — dagli USA all'Argentina
    - Cytaea Keyserling, 1882[84] — dal Myanmar all'Australia
    - Darwinneon Cutler, 1971[40] — Isole Galapagos
    - Diolenius Thorell, 1870[44] — dall'Arcipelago delle Molucche alla Nuova Guinea
    - Ecuadattus Zhang & Maddison, 2012 - Ecuador
    - Efate Berland, 1938 — Micronesia, Isole Figi, Vanuatu, Isole Samoa
    - Emathis Simon, 1899[67] — da Sumatra alle Filippine, Porto Rico, Cuba
    - Ergane L. Koch, 1881 — Borneo, Filippine, Isole Caroline, Australia
    - Euochin Prószyński, 2018 - Taiwan, Filippine (Luzon), Cina, Micronesia (isole Caroline), Vietnam
    - Euophrys C. L. Koch, 1834 — cosmopolita
    - Euryattus Thorell, 1881[84] — dallo Sri Lanka all'Australia
    - Featheroides Peng, Yin, Xie & Kim, 1994[91] — Cina (2 specie)
    - Foliabitus Zhang & Maddison, 2012 - Cina, Vietnam
    - Frewena Richardson, 2013 - Australia (Territorio del Nord)
    - Furculattus Balogh, 1980[44] — Nuova Guinea, Nuova Britannia
    - Gorgasella Chickering, 1946[92] — Panama
    - Hypoblemum Peckham & Peckham, 1886 — Australia
    - Ilargus Simon, 1901[87] — Brasile, Venezuela
    - Jotus L. Koch, 1881[87] — Australia, Nuova Zelanda, isole Kei, isola Lord Howe
    - Junxattus Prószyński & Deeleman-Reinhold, 2012[93] - Indonesia (Sumatra)
    - Lagnus L. Koch, 1879 — Isole Figi
    - Lakarobius Berry, Beatty & Prószynski, 1998 — Isole Figi
    - Laufeia Simon, 1889[94] — dalla Cina al Giappone a Giava, Nuova Zelanda
    - Lauharulla Keyserling, 1883[87] — Tahiti, Australia
    - Lepidemathis Simon, 1903[67] — Filippine
    - Leptathamas Balogh, 1980 — Nuova Guinea
    - Lophostica Simon, 1902[67] — Mauritius, Isola Reunion
    - Maeota Simon, 1901[87] — Brasile
    - Magyarus Zabka, 1985 — Vietnam
    - Maileus Peckham & Peckham, 1907[95] — Borneo
    - Maratus Karsch, 1878[87] — Australia
    - Margaromma Keyserling, 1882[90] — Australia, Indonesia, Camerun
    - Marma Simon, 1902[48] — Venezuela, Argentina, Ecuador
    - Mexigonus Edwards, 2002 — USA, Messico
    - Microemathis Logunov, 2020[67] — Filippine (isola di Palawan)
    - Mopiopia Simon, 1902 — Brasile
    - Naphrys Edwards, 2002 — dal Canada al Messico
    - Nebridia Simon, 1902[96] — Venezuela, Argentina, Hispaniola
    - Neonella Gertsch, 1936[40] — Americhe
    - Nicylla Thorell, 1890[97] — Sumatra
    - Ohilimia Strand, 1911[44] — Nuova Guinea, Arcipelago delle Molucche, Australia
    - Omoedus Thorell, 1881[50] — Nuova Guinea, Arcipelago delle Molucche, Isole Figi
    - Opisthoncana Strand, 1913[49] — Nuova Irlanda
    - Orcevia Thorell, 1890[93] - Indonesia (Sumatra e Giava), Malesia, Cina, Vietnam
    - Parabathippus Zhang & Maddison, 2012 - Borneo, Sumatra, Malaysia, Singapore, Myanmar
    - Paraeuophrys Logunov, 2020 — Isole Figi, Indonesia (Sumatra)
    - Paraharmochirus Szombathy, 1915[91] — Nuova Guinea
    - Parasaitis Bryant, 1950[87] — Giamaica
    - Pensacola Peckham & Peckham, 1885[89] — America centrale e meridionale
    - Pensacolops Bauab, 1983[89] — Brasile
    - Petemathis Prószyński & Deeleman-Reinhold, 2012 - Portorico e Cuba
    - Phasmolia Zhang & Maddison, 2012 - Nuova Guinea
    - Platypsecas Caporiacco, 1955 — Venezuela
    - Popcornella Zhang & Maddison, 2012 - Hispaniola, Portorico
    - Pristobaeus Simon, 1902[67] — Celebes (Indonesia)
    - Prostheclina Keyserling, 1882[87] — Australia orientale
    - Pseudemathis Simon, 1902[67] — Mauritius, Isola Reunion
    - Pseudeuophrys Dahl, 1912 — Regione paleartica, introdotto negli USA
    - Pseudocorythalia Caporiacco, 1938[90] — Guatemala
    - Pystira Simon, 1901[98] — Nuova Guinea, Indonesia, Pakistan
    - Rarahu Berland, 1929 — Isole Samoa
    - Rhyphelia Simon, 1902 — Venezuela, Brasile
    - Rumburak Wesołowska, Azarkina & Russell-Smith, 2014 - Sudafrica
    - Saitidops Simon, 1901 — Giamaica, Venezuela
    - Saitis Simon, 1876[87] — cosmopolita
    - Saitissus Roewer, 1938[87] — Nuova Guinea
    - Saphrys Zhang & Maddison, 2015 - Cile, Brasile, Argentina
    - Saratus Otto & Hill, 2017 - Australia (Queensland, Nuovo Galles del Sud, Victoria)
    - Semnolius Simon, 1902 — Argentina, Brasile
    - Servaea Simon, 1888[99] — Australia, Giava
    - Sidusa Peckham & Peckham, 1895 — dall'America centrale all'America meridionale
    - Sigytes Simon, 1902 — Sri Lanka, dall'Australia alle Isole Figi
    - Sobasina Simon, 1898[27] — Oceania (isole Figi, isole Salomone, isole Caroline, isole Tonga, Nuove Ebridi), Malaysia
    - Soesilarishius Makhan, 2007 — Suriname (Sipaliwini)
    - Spilargis Simon, 1902[100] - Nuova Guinea
    - Stoidis Simon, 1901[90] — Isla Mona (Porto Rico), Saint Vincent e Grenadine (Piccole Antille), Venezuela
    - Talavera Peckham & Peckham, 1909 — dall'Europa al Giappone, America settentrionale
    - Tanzania Koçak & Kemal, 2008 — Tanzania, Etiopia
    - Tarodes Pocock, 1899[44] — Nuova Britannia
    - Thiania C. L. Koch, 1846[101] — dal Pakistan alle Filippine, Indonesia, isole Hawaii
    - Thianitara Simon, 1903[97] — Sumatra
    - Thorelliola Strand, 1942[100] — dalla Malaysia alla Nuova Guinea, isole Hawaii, isole Marshall, isole Caroline
    - Thyenula Simon, 1902 — Sudafrica, Zimbabwe, Egitto
    - Truncattus Zhang & Maddison, 2012 - Hispaniola
    - Tylogonus Simon, 1902 — Panama, Venezuela, Colombia, Ecuador, Brasile
    - Udvardya Prószyński, 1992 — Nuova Guinea
    - Vallvonas Szűts, Zhang, Gallé-Szpisjak & De Bakker, 2020 - Papua Nuova Guinea
    - Variratina Zhang & Maddison, 2012 - Nuova Guinea
    - Viribestus Zhang & Maddison, 2012 - Papua Nuova Guinea
    - Viroqua Peckham & Peckham, 1901[48] — Australia
    - Wallaba Mello-Leitão, 1940[102] — Indie Occidentali, Guyana
    - Xenocytaea Berry, Beatty & Prószynski, 1998[84] — Isole Figi, Isole Caroline
    - Yacuitella Galiano, 1999 — Argentina
    - Yimbulunga Wesołowska, Azarkina & Russell-Smith, 2014 - Sudafrica
    - Zabkattus Zhang & Maddison, 2012 - Nuova Guinea
    - Zenodorus Peckham & Peckham, 1886[98] — Australia, Nuova Guinea, Oceania

  - Tribù Salticini Blackwall, 1841
    - Carrhotus Thorell, 1891[70] — Africa, Regione paleartica, Madagascar, Asia orientale e sudorientale
    - Mogrus Simon, 1882[103] — Africa, Europa, Asia
    - Phaulostylus Simon, 1902[66] - Madagascar
    - Philaeus Thorell, 1869[104] — Africa settentrionale e occidentale, Regione paleartica, Guatemala, Isole Galapagos
    - Pignus Wesolowska, 2000[66] — Tanzania, Sudafrica
    - Salticus Latreille, 1804 — cosmopolita
    - Tusitala Peckham & Peckham, 1902[48] — Africa, Yemen

  - Tribù Aelurillini Simon, 1901
    - Sottotribù Aelurillina Simon, 1901
      - Aelurillus Simon, 1884 — Eurasia, Africa
      - Asianellus Logunov & Heciak, 1996 — Regione paleartica
      - Langelurillus Próchniewicz, 1994 — Tanzania, Kenya, Guinea, Sudafrica, Namibia, Zimbabwe, Costa d'Avorio, Nigeria, Etiopia, India
      - Langona Simon, 1901 — Asia, Africa
      - Manzuma Azarkina, 2020 - Botswana, Sudafrica, Costa d'Avorio, Nigeria, Repubblica Centrafricana, Kenya, Etiopia, Yemen
      - Phanuelus Caleb & Mathai, 2015 - India
      - Phlegra Simon, 1876 — Africa, Eurasia, America settentrionale
      - Proszynskiana Logunov, 1996 — Asia Centrale
      - Rafalus Prószynski, 1999 — Africa, Asia
      - Stenaelurillus Simon, 1885 — dal Sudafrica alla Cina

    - Sottotribù Freyina Edwards, 2015
      - Akela Peckham & Peckham, 1896[66] — dal Guatemala all'Argentina, Pakistan
      - Aphirape C. L. Koch, 1850[105] — America meridionale
      - Asaracus C. L. Koch, 1846[106] — America meridionale (Guyana, Brasile, Venezuela)
      - Capidava Simon, 1902[105] — America meridionale
      - Chira Peckham & Peckham, 1896[105] — America centrale e meridionale
      - Drizztius Edwards, 2015 - Perù, Trinidad
      - Edilemma Ruiz & Brescovit, 2006[105] — Brasile
      - Edwardsya Ruiz & Bustamante, 2016 - Brasile
      - Eustiromastix Simon, 1902[105] — America meridionale
      - Freya C. L. Koch, 1850[105] — dall'America centrale all'America meridionale, Pakistan
      - Frigga C. L. Koch, 1850[105] — dall'America centrale all'America meridionale, Australia
      - Kalcerrytus Galiano, 2000[105] — America meridionale
      - Leptofreya Edwards, 2015 - Messico, Panama, Guatemala, Colombia, Guyana Francese, Suriname, Brasile, introdotto negli USA
      - Megafreya Edwards, 2015 - Paraguay, Uruguay, Argentina
      - Nycerella Galiano, 1982[105] — dall'America centrale all'America meridionale
      - Onofre Ruiz & Brescovit, 2007 — Brasile
      - Pachomius Peckham & Peckham, 1896[105] — dall'America centrale all'America meridionale
      - Phiale C. L. Koch, 1846[105] — dall'America centrale all'America meridionale
      - Philira Edwards, 2015 - Brasile, Paraguay, Guyana
      - Rishaschia Makhan, 2006 — Suriname
      - Sumampattus Galiano, 1983[105] — America meridionale
      - Tapsatella Rubio & Stolar, 2020 - Argentina
      - Tarkas Edwards, 2015 - Messico, Guatemala
      - Triggella Edwards, 2015 - Guatemala, El Salvadpr, Panama, Venezuela
      - Trydarssus Galiano, 1995[105] — America meridionale
      - Tullgrenella Mello-Leitão, 1941[105] — America meridionale
      - Wedoquella Galiano, 1984[105] — America meridionale
      - Xanthofreya Edwards, 2015 - Guatemala, Panama, Colombia, Costa Rica, Venezuela

    - Sottotribù Thiratoscirtina Bodner & Maddison, 2012
      - Ajaraneola Wesolowska & Russell-Smith, 2011 — Nigeria
      - Alfenus Simon, 1902[46] — Africa centrale e occidentale
      - Ansienulina Wesolowska, 2015 — Kenya, Angola, Namibia
      - Bacelarella Berland & Millot, 1941[70] — Costa d'Avorio, Africa occidentale, Congo, Malawi
      - Cembalea Wesolowska, 1993[107] — Africa centrale e meridionale
      - Gramenca Rollard & Wesolowska, 2002 — Guinea
      - Kakameganula Wesołowska, 2020[108] - Kenya
      - Lamottella Rollard & Wesolowska, 2002 — Guinea
      - Longarenus Simon, 1903[48] — Guinea Equatoriale
      - Malloneta Simon, 1902[46] — Africa occidentale
      - Nimbarus Rollard & Wesolowska, 2002 — Guinea
      - Pochyta Simon, 1901[46] — Africa orientale, centrale e occidentale; Madagascar
      - Pochytoides Wesołowska, 2020[109] - Guinea
      - Ragatinus Dawidowicz & Wesołowska, 2016 - Kenya
      - Saraina Wanless & Clark, 1975 — Africa occidentale e centrale (Congo, Camerun, Nigeria e Costa d'Avorio)
      - Tarne Simon, 1886[48] — Africa occidentale
      - Thiratoscirtus Simon, 1886[46] — Africa, America meridionale
      - Ureta Wesołowska & Haddad, 2013 - Kenya, Sudafrica

    - Tribù Plexippini Simon, 1901
      - Sottotribù Plexippina Simon, 1901
        - Afrobeata Caporiacco, 1941 — Africa orientale, Socotra
        - Anarrhotus Simon, 1902 — Malesia
        - Artabrus Simon, 1902 — Giava, Singapore, Krakatoa
        - Baryphas Simon, 1902[110] — Africa occidentale e meridionale
        - Brancus Simon, 1902[104] — Africa centrale e occidentale, Sudafrica
        - Burmattus Prószynski, 1992 — Asia sudorientale e orientale
        - Dasycyptus Simon, 1902 — Congo, Costa d'Avorio, Gabon
        - Dexippus Thorell, 1891 — India, Sumatra, Taiwan
        - Encymachus Simon, 1902 — Namibia, Zambia, Angola, Zimbabwe, Mozambico
        - Epeus Peckham & Peckham, 1886[106] —  Asia sudorientale
        - Erasinus Simon, 1899[106] — Indonesia (Giava, Sumatra e Borneo)
        - Evarcha Simon, 1902[104] —  cosmopolita, prevalentemente Asia, Africa e Europa
        - Hermotimus Simon, 1903[92] — Africa occidentale
        - Hyllus C. L. Koch, 1846[104] — Africa, Asia, Australia, Grecia
        - Nigorella Wesolowska & Tomasiewicz, 2008 — Africa centrale, occidentale e meridionale (4 specie)
        - Orientattus Caleb, 2020 - India, Sri Lanka, Vietnam, Cina, Nepal, Hong Kong
        - Pachyonomastus Caporiacco, 1947[3] — Africa orientale
        - Pancorius Simon, 1902 — Asia orientale, meridionale, regione paleartica
        - Parajotus Peckham & Peckham, 1903[87] — Africa
        - Paraplexippus Franganillo, 1930 — Cuba
        - Pharacocerus Simon, 1902 — Africa centrale, Madagascar
        - Plexippoides Prószynski, 1984 — Asia orientale, Asia centrale, paesi del Mediterraneo
        - Plexippus C. L. Koch, 1846 — cosmopolita
        - Polemus Simon, 1902[110] — Sierra Leone
        - Pseudamycus Simon, 1885 — dall'India alla Nuova Guinea
        - Pseudoplexippus Caporiacco, 1947 — Tanzania
        - Ptocasius Simon, 1885 — Asia centrale, orientale e sudorientale
        - Schenkelia Lessert, 1927 — Guinea, Costa d'Avorio, Congo, Tanzania
        - Taivala Peckham & Peckham, 1907 — Borneo (Sarawak)
        - Telamonia Thorell, 1887 —  Asia e Africa
        - Thyene Simon, 1885[111] —  Africa, Europa, Queensland, Cina, Filippine, Bali, Nepal
        - Vailimia Kammerer, 2006[91] — Borneo
        - Yaginumaella Prószynski, 1979 — Russia, Bhutan, Nepal, Cina, Myanmar, Giappone, Taiwan, India, Corea

      - Sottotribù Harmochirina Simon, 1903
        - Bianor Peckham & Peckham, 1886[107][112] — Africa, Eurasia, Oceania
        - Eburneana Wesolowska & Szűts, 2001 — Africa centrale (Costa d'Avorio, Tanzania, Camerun)
        - Habronattus F. O. P.-Cambridge, 1901[103] — America settentrionale e centrale
        - Harmochirus Simon, 1885[91] — Africa, Asia, Madagascar
        - Havaika Prószynski, 2002[103] — Isole Hawaii, Isole Marchesi
        - Iranattus Prószyński, 1992[103][113] - Iran
        - Microbianor Logunov, 2000[107] — Isole Seychelles, Madagascar, Isola Réunion
        - Modunda Simon, 1901[107] — dal Sudafrica all'India, Sri Lanka, Cina
        - Napoca Simon, 1901[56] — Israele
        - Neaetha Simon, 1884[107] — Africa, Mediterraneo, Germania, Azerbaigian
        - Paraneaetha Denis, 1947[103] — Egitto
        - Pellenes Simon, 1876[103] — Africa, Eurasia, America settentrionale, Australia
        - Pellolessertia Strand, 1929[89] — Camerun, Congo, Etiopia
        - Sibianor Logunov, 2001[107] — Regione paleartica, Asia centrale e orientale, Kenya e Botswana

## Salticinaeincertae sedis

### Europa
- Iberattus Prószyński, 2018[114] - Portogallo, Spagna, Francia

### Africa
- Bokokius Roewer, 1942[92] — Bioko (Golfo di Guinea)
- Cavillator Wesolowska, 2000 — Zimbabwe
- Giuiria Strand, 1906 — Etiopia
- Hasarinella Wesołowska, 2012 - Tanzania, Sudafrica e Africa orientale
- Homalattus White, 1841[56] — Sudafrica, Sierra Leone
- Maltecora Simon, 1910[70] — Príncipe e São Tomé (Golfo di Guinea)
- Pachypoessa Simon, 1902[104] — Africa, Madagascar
- Poessa Simon, 1902[106] — Madagascar
- Salpesia Simon, 1901[87] — Australia, Isole Seychelles
- Simaethulina Wesołowska, 2012 - Congo
- Thyenillus Simon, 1910[111] — Bioko (Golfo di Guinea)
- Toticoryx Rollard & Wesolowska, 2002 — Guinea
- Yogetor Wesolowska & Russell-Smith, 2000[46] — Tanzania, Etiopia
- Zulunigma Wesolowska & Haddad, 2009 — Sudafrica

### Asia
- Epidelaxia Simon, 1902[48] — Sri Lanka
- Flacillula Strand, 1932[68] — Asia sudorientale
- Gambaquezonia Barrion & Litsinger, 1995 — Filippine (isola di Luzon)
- Ghumattus Prószynski, 1992 — India
- Heliophanoides Prószyński, 1992[70] — India, Bhutan
- Jajpurattus Prószyński, 1992 — India (Orissa)
- Lechia Zabka, 1985 — Cina, Vietnam
- Leuserattus Prószyński & Deeleman-Reinhold, 2012 - Indonesia (Sumatra)
- Ligdus Thorell, 1895[42] — Myanmar
- Microhasarius Simon, 1902[95] — Borneo, Giava
- Necatia Özdikmen, 2007 — Cina (Zhejiang)
- Panysinus Simon, 1901[48] — India, Sri Lanka, Indonesia, Filippine; Europa (introdotto)
- Phausina Simon, 1902[48] — Sri Lanka, Giava
- Pilia Simon, 1902[65] — Asia meridionale, Nuova Guinea
- Similaria Prószyński, 1992 — India
- Tamigalesus Zabka, 1988[46] — Sri Lanka

### Australasia e Oceania
- Adoxotoma Simon, 1909[28] — Australia, Nuova Zelanda
- Ananeon Richardson, 2013 - Australia (Territorio del Nord)
- Aruana Strand, 1911[28] — Nuova Guinea, Isole Aru
- Grayenulla Zabka, 1992 — Australia (Australia occidentale, Queensland, Nuovo Galles del Sud)
- Hinewaia Zabka & Pollard, 2002 — Nuova Zelanda
- Maddisonia Żabka, 2014 - Australia (Queensland, Nuovo Galles del Sud e Australia occidentale)
- Muziris Simon, 1901[66] — Oceania, Australia occidentale
- Proszynellus Patoleta & Żabka, 2015 - Australia occidentale
- Pseudomaevia Rainbow, 1920[58] — Polinesia
- Pseudosynagelides Zabka, 1991[32] — Australia (Queensland, Nuovo Galles del Sud)
- Stergusa Simon, 1889[45] — Sri Lanka, Nuova Caledonia, Sumbawa (Indonesia)
- Tatari Berland, 1938[92] — Vanuatu

### Americhe
- Albionella Chickering, 1946[64] — Guiana francese, Panama
- Haplopsecas Caporiacco, 1955 — Venezuela
- Hisukattus Galiano, 1987[29] — Brasile, Argentina, Paraguay
- Sarindoides Mello-Leitão, 1922[11] — Brasile
- Udalmella Galiano, 1994 — Panama

## Salticidaeincertae sedis

### Africa
- Vatovia Caporiacco, 1940[45] — Etiopia

### Australasia e Oceania
- Ancepitilobus Richardson, 2016 - Australia (isola di Lord Howe)
- Capeyorkia Richardson, 2016 - Australia (Queensland), Papua Nuova Guinea
- Hyctiota Strand, 1911[20] — Arcipelago delle Molucche

### Asia
- Ballognatha Caporiacco, 1935[63][115]  — Karakorum
- Ceglusa Thorell, 1895[70] — Myanmar
- Dolichoneon Caporiacco, 1935[40] — Karakorum
- Thianella Strand, 1907[101][116] - Giava

### Americhe
- Arachnotermes Mello-Leitão, 1928[117] — Brasile
- Clynotoides Mello-Leitão, 1944[20] — Argentina
- Stenodeza Simon, 1900[31] — Brasile, Argentina

## Generi fossili
Sono stati rinvenuti numerosi fossili appartenenti alla famiglia Salticidae; al giugno 2011 ben 28 generi (11 di specie ancora viventi e 17 esclusivamente fossili) per complessive 66 specie descritte.:
- Almolinus Petrunkevitch, 1958 †; fossile, Paleogene, (3 specie)[119]
- Attoides Brongniart, 1877 †; fossile, Oligocene,[120] (1 specie)
- Calilinus Wunderlich, 2004 †; fossile, Paleogene,[121] (1 specie)
- Cenattus Petrunkevitch, 1942 †; fossile, Oligocene,[121][122] (1 specie)
- Descangeles Wunderlich, 1988 †; fossile, Neogene,[120] (1 specie)
- Distanilinus Wunderlich, 2004 †; fossile, Paleogene,[121] (4 specie)
- Eoattopsis Gourret, 1887 †; fossile, Paleogene,[120] (1 specie)
- Eolinus Petrunkevitch, 1942 †; fossile, Oligocene,[121][122] (10 specie)
- Evagoratus Zhang, Sun & Zhang, 1994 †; fossile, Neogene,[120] (1 specie)
- Gorgopsidis Wunderlich, 2004 †; fossile, Paleogene,[121] (1 specie)
- Gorgopsina Petrunkevitch, 1955 †; fossile, Paleogene, (16 specie)[119]
- Microlinus Wunderlich, 2004 †; fossile, Paleogene,[121] (2 specie)
- Paralinus Petrunkevitch, 1942 †; fossile, Oligocene,[121][122] (1 specie)
- Pensacolatus Wunderlich, 1988 †; fossile, Neogene,[123] (3 specie)
- Phlegrata Wunderlich, 1988 †; fossile, Neogene,[120] (1 specie)
- Prolinus Petrunkevitch, 1958 †; fossile, Paleogene, (1 specie)[119]
- Steneattus Bronn, 1856 †; fossile, Oligocene,[120] (1 specie)

### Nomen nudum, fossili
- Eyukselus Özdikmen, 2007[124] †; fossile, Oligocene, incertae sedis, a seguito di ulteriori studi dell'autore, questo genere è da considerarsi nomen nudum[118]

## Generi trasferiti, inglobati, non più in uso
- Aenigma Wesolowska & Haddad, 2009 - Sudafrica[125]
- Agelista Simon, 1900[126] — Brasile, Paraguay, Argentina
- Bavirecta Kanesharatnam & Benjamin, 2018[127] — India, Cina, Sri Lanka
- Bredana Gertsch, 1936[128] — USA
- Chloridusa Simon, 1902[129] — Perù, Brasile
- Consingis Simon, 1900[130] — Brasile, Argentina
- Diagondas Simon, 1902[131] —  Brasile
- Dinattus Bryant, 1943[132] — Hispaniola
- Donoessus Simon, 1902[133] — Sumatra, Borneo
- Gangus Simon, 1902 - Australia, Filippine[134]
- Klamathia Peckham & Peckham, 1903[135] — Sudafrica
- Lilliput Wesolowska & Russell-Smith, 2000 — Tanzania[136]
- Luxuria Wesolowska, 1989 — Isole Capo Verde[137]
- Lycidas Karsch, 1878[138] — Australia, Cina
- Maeotella Bryant, 1950[139] — Giamaica, Hispaniola
- Mashonarus Wesolowska & Cumming, 2002 — Africa (Namibia, Zambia, Zimbabwe)[140]
- Meata Zabka, 1985[141] — Asia orientale (Vietnam, Cina, isola di Bali)
- Micalula Strand, 1932[128] — Panama
- Microheros Wesolowska & Cumming, 1999 — Africa meridionale[140]
- Monomotapa Wesolowska, 2000[142] — Zimbabwe
- Ocnotelus Simon, 1902[143] — Brasile, Argentina
- Orissania Prószyński, 1992[144] — India (Orissa)
- Palpelius Simon, 1903[145] — dal Borneo all'Australia, Isole Figi, Isole Caroline
- Paradecta Bryant, 1950[146] — Giamaica
- Paradescanso Vellard, 1924[147] — Brasile
- Pselcis Simon, 1903[148] — Filippine
- Pseudamphidraus Caporiacco, 1947 — Guyana[149]
- Pseudattulus Caporiacco, 1947[150] — Venezuela, Guyana
- Roeweriella Kratochvíl, 1932 — Croazia, Bosnia-Erzegovina (1 specie)[151]
- Romitia Caporiacco, 1947[152] — America meridionale, Panama
- Siloca Simon, 1902[153] — Brasile, Argentina  — Indie Occidentali, America meridionale
- Sitticus Simon, 1901[154] — Eurasia, Africa, Americhe, Isole Galapagos
- Stichius Thorell, 1890[155] — Sumatra
- Tariona Simon, 1902[156] — Brasile, Cuba
- Uspachus Galiano, 1995 — dall'America centrale all'America meridionale[157]

### Generi fossili trasferiti
- Parevophrys Petrunkevitch, 1942 †; fossile, Oligocene, appartenente ai Plexippinae, a seguito di uno studio è stato ridenominato come Hyllus succinii (Petrunkevitch, 1942)

### Siti di interesse generale
- Salticidi, su astolinto.it. URL consultato il 7 aprile 2025.